# Чернівці
Чернівці́ — місто в Україні, адміністративний центр Чернівецької міської громади та Чернівецького району Чернівецької області, важливий культурний, науково-освітній, релігійний осередок України. Населення — близько 260 тисяч осіб (станом на 1 липня 2024 року). Загальна площа Чернівців становить 153 км². Місто є центром Чернівецької агломерації, чисельність населення якої сягає 723,1 тис. осіб.
Чернівці — історична столиця Буковинського краю, відома своїми архітектурними ансамблями. Один із них — пам'ятка архітектури «Резиденція митрополитів Буковини і Далмації» — внесено до списку Світової спадщини ЮНЕСКО.
Місто декілька разів посідало важливі місця у різноманітних рейтингах туристичної привабливості, комфортності проживання тощо. Чернівці мають неофіційний статус — «Пісенна столиця України».

## Назва

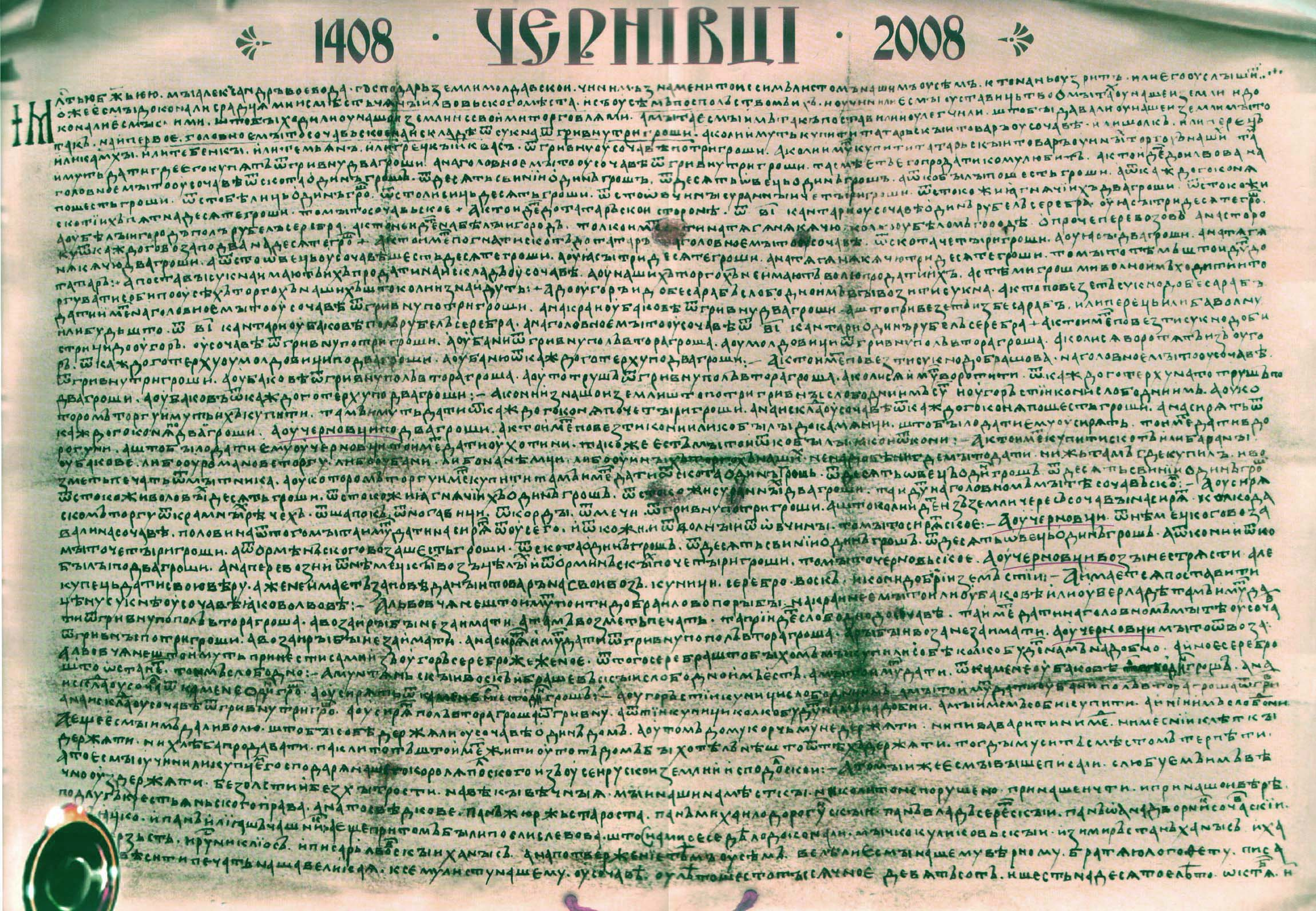
Копія грамоти з першою письмовою згадкою про Чернівці

Найбільш поширена версія, що назва  міста походить від городища, яке в «Списку городів руських дальніх і ближніх» згадується як Черн на Пруті (Чернь на Прутѣ). 
Цю версію запропонував Стас Тащук, який назвав Черном Ленківське городище. На його думку, назва могла виникнути від того, що укріплення цитаделі були споруджені із землі та дубового дерева та відповідно мали чорний вигляд — на відміну від білих кам'яних стін. Після зруйнування Черна його мешканці переселилися на правий берег Пруту й заснували нове поселення «Чернівці», тобто «вихідці із Черна».
Іншу версію висунув ще понад сто років тому Раймунд Фрідріх Кайндль, який у своїй праці, присвяченій 500-річчю першої писемної згадки про Чернівці, пов’язував назву із особовим ім’ям. Дослідник   розшифровував назву «Чернівці»  як «поселення Чорного».
Цю версію згодом популяризував  Юрій Карпенко, а розвивали Ігор Чеховський і Сергій Пивоваров.  На основі аналізу  назв буковинських сіл XV століття було встановлено, що значна частина  пов’язана з іменами їх засновників і власників. Нащадки чи піддані Гаврила звалися гаврилівцями, Іванка — іванківцями, Юрка — юрківцями.  Відповідно нащадки чи піддані Черна (Чорного) стали чернівцями. Наявність голосного «е» в першому складі свідчить, що корінь топоніма сягає часів, коли в староукраїнській мові ще не відбулося ствердіння шиплячих, — себто до XIII століття.
Одна з найдавніших згадок про «Черна» датується 1076 роком. Особова назва «Черн» могла бути усіченням давньослов’янського імені «Чернослав» чи «Чернислав», що засвідчено ще в XI столітті, а в молдавських грамотах — у першій половині XV століття. 
До 1377 року Буковина (стара назва — Шипинська земля) належала Угорському королівству. Угорським намісником Шипинської землі (Буковини) був сілезький князь Владислав Опольський. Господар незалежної, православної, україномовної Молдавії (1375—1391) Петру I восени 1377 остаточно приєднав Шипинську землю (із фортецями Хмелів, Хотин і Чечюнь (чи Цецин; нині — м. Чернівці)) до Молдавського князівства.
Геродот згадував річку Прут, на якій стоїть місто під назвою Порта Піретос.
Вперше Чернівці (ст.-укр. Черновьци) згадуються як молдавське місто у статутній грамоті молдавського господаря і воєводи Олександра Доброго від 8 жовтня 1408 року, наданій львівським і подільським купцям із правом на вільну торгівлю.
До 1918 року місто офіційно мало назву нім. Czernowitz [черновіц].
До 1944 року в російській мові місто офіційно називалося Черновіци (рос. Черновицы).

## Географічне розташування
Місто Чернівці розташоване на південному заході України, у східному Передкарпатті, на межі Карпат й Східноєвропейською рівниною, в центрі Чернівецької області, за 40 км від державного кордону з Румунією. Місто перебуває у східноєвропейському часовому поясі в районі 26 меридіану, місцевий час відрізняється від поясного на 18 хвилині.
Через Чернівці пролягають автошляхи міжнародного та національного значення М19E85, Н03 та Н10.

### Клімат
Місто розташоване у помірному кліматичному поясі.
Клімат є помірно континентальним із м'якою зимою і теплим літом. Середньорічна температура повітря становить +9.1 °C, найнижча вона у січні (–2,7 °C), найвища — в липні (+20.5 °C). Зима, як правило, настає 28 листопада, а закінчується 9 березня; літо починається 20 травня, а закінчується 10 вересня. У середньому за рік у Чернівцях випадає 630 мм атмосферних опадів, найменше — у жовтні та січні-лютому, найбільше — у червні — липні. У літній період можливі сильні зливи. Щороку у зимовий період утворюється сніговий покрив, проте його висота незначна. Середня швидкість вітру — від 3,3 м/с у липні до 4,0 м/с у січні. Середньорічна вологість повітря — 77 %.
| Клімат Чернівців | Клімат Чернівців | Клімат Чернівців | Клімат Чернівців | Клімат Чернівців | Клімат Чернівців | Клімат Чернівців | Клімат Чернівців | Клімат Чернівців | Клімат Чернівців | Клімат Чернівців | Клімат Чернівців | Клімат Чернівців | Клімат Чернівців |
| Показник | Січ.             | Лют.             | Бер.             | Квіт.            | Трав.            | Черв.            | Лип.             | Серп.            | Вер.             | Жовт.            | Лист.            | Груд.            | Рік              |
| Абсолютний максимум, °C | 17,8             | 21,3             | 27,8             | 30,9             | 33,5             | 35,6             | 38,5             | 37,7             | 36,7             | 31,0             | 24,9             | 17,9             | 37,9             |
| Середній максимум, °C | 0,3              | 2,4              | 8,1              | 15,4             | 20,8             | 24,1             | 26               | 25,7             | 20,3             | 14               | 6,9              | 1,4              | 13,8             |
| Середня температура, °C | −2,7             | −1,2             | 3,4              | 9,9              | 15,1             | 18,8             | 20,5             | 19,9             | 14,8             | 9,1              | 3,4              | −1,5             | 9,1              |
| Середній мінімум, °C | −5,4             | −4,2             | −0,4             | 4,9              | 9,9              | 13,9             | 15,6             | 14,9             | 10,2             | 5,2              | 0,7              | −4               | 5,1              |
| Абсолютний мінімум, °C | −30,7            | −29              | −21,7            | −13,6            | −2               | 3                | 7,4              | 3,4              | −4,4             | −9,9             | −17,5            | −28              | −30,7            |
| Норма опадів, мм | 25.6             | 30.2             | 37.2             | 44.4             | 75               | 93.4             | 93               | 66.4             | 55.6             | 43.9             | 32.3             | 33.2             | 630.2            |
| --- | ---------------- | ---------------- | ---------------- | ---------------- | ---------------- | ---------------- | ---------------- | ---------------- | ---------------- | ---------------- | ---------------- | ---------------- | ---------------- |
| Джерело: Погода і клімат(рос.), У Чернівцях зафіксували температурний рекорд, Більше, ніж майже 80 років тому: у Чернівцях знову зафіксували температурний рекорд |                  |                  |                  |                  |                  |                  |                  |                  |                  |                  |                  |                  |                  |

### Ландшафт
Загальна площа Чернівців в адміністративних межах 2020-го р. становить близько 153 км². Відповідно до функціонального призначення землі міста розподілені наступним чином: землі житлової та громадської забудови (64 %), землі сільськогосподарського призначення (17 %), землі промисловості (9 %), землі рекреаційного та природоохоронного призначення (5 %), землі загального користування (3 %), землі комерційного призначення (2 %).
Головною водною артерією Чернівців є річка Прут у її верхній течії, яка розділяє місто навпіл. Крім того, населеним пунктом протікає шість малих річок-струмків, у межах міста знаходяться дев'ять озер.
Рельєф характеризується значними перепадами — від 150 м над рівнем моря у долинах Пруту до 537 м на західних околицях (гора Цецино), що зумовлено розташуванням на пагорбах Чернівецької височини.
Чернівці вважаються «зеленим містом», значну територію якого займають парки, сквери, сади, алеї та квітники. Дев'ять об'єктів визнані пам'ятками садово-паркового мистецтва. У місті функціонує ботанічний сад ЧНУ імені Юрія Федьковича з унікальною оранжереєю (подібна в Україні є тільки у Дніпровському ботанічному саду). Серед реліктових рослин, що ростуть у ботсаду, особливе місце займає гігантський секвоядендрон (крім Чернівців, можна побачити ще в Нікітському ботанічному саду).
Чернівці розташовані фактично у центрі Чернівецького регіонального парку, на їх західній околиці починається заказник «Цецино», на північній — урочище Берда.

### Стан довкілля
Наприкінці ХХ ст. основними забруднювачами довкілля Чернівців були промислові підприємства, зокрема ВПК. У 1990-х рр. значна їх частина припинила існування, або значно скоротила виробничі потужності, у зв'язку з чим зменшились і промислові викиди. Попри це, викиди в атмосферу 58 підприємств (38,4 % від загальної кількості по області) залишаються основним забруднювачем навколишнього середовища. У повітря щорічно викидається приблизно 1,2 т забруднюючих речовин (34,9 % від сукупного обсягу викидів по області). У структурі викинутих шкідливих речовин переважають неметанові леткі органічні сполуки, діоксид вуглецю та речовини у вигляді твердих суспендованих твердих частинок. Крім того, в атмосферу міста періодично потрапляє діоксид вуглецю, який має парникову дію. Щільність викидів від стаціонарних джерел становила 7,9 т на 1 км² території Чернівців. У розрахунку на кожного мешканця обласного центру приходиться в середньому по 4,8 кг шкідливих викидів на рік.
2008-го р. у Чернівцях було створено систему моніторингу довкілля (СМД) — інформаційну структуру, яка об'єднує організації, що здійснюють екологічні спостереження та промислові підприємства, що забруднюють природне середовище або можуть своєю діяльністю негативно впливати на стан довкілля чи на його складові.
З кінця 1990-х років суттєвим фактором негативного впливу на екологію є транспорт, потоки якого збільшилась у десятки разів. Певною мірою ситуацію вдалося покращити із будівництвом першої (2004) та другої (2010) черг об'їзної дороги, якою було з'єднано напрямки «Київ — Чернівці» та «Чернівці — Сучава». Проблема з транзитним транспортом у місті буде остаточно вирішено після будівництва третьої гілки об'їзної дороги, якою буде з'єднано напрямки «Сучава — Чернівці» та «Чернівці — Львів».

## Історія
Заснування міста Черн - 1150-ті

 Галицьке князівство Друга половина XII-1199

 Галицько-Волинське князівство 1199-1241

 Золота Орда 1241–1342

Знищення міста Черн -
кінець XIV — початок XV

 Молдавське князівство 1346–1775

1408 - Перша згадка міста

 Габсбурзька монархія/АІ 1775–1918

 ЗУНР 1918

 Румунське королівство 1918–1940

 СРСР (Українська РСР) 1940–1941

 Румунське королівство 1941–1944

 СРСР (Українська РСР) 1944–1991

 1991–до наших днів

### Стародавність і Середньовіччя
Поселення на території Чернівців були вже за неоліту, у їх передмістях виявлено поселення трипільської культури, доби бронзи й заліза. В околицях Чернівців виявлено слов'янські пам'ятки початку нашої ери (II—V ст.), поселення склавінів в урочищі Кодин (V—VII ст.), що були носіями празької культури; за ранньої історичної доби тут були поселення білих хорватів і тиверців (IX—XI ст.).
Черн (оборонний город на місці Чернівців) заснував у другій половині XII ст. галицький князь Ярослав Осмомисл на лівому березі Прута (збереглися руїни фортеці, яка існувала до середини XIII ст., коли її зруйнували татари); нове місто було побудоване на високому правому березі Прута.

### Молдавське князівство
У XV столітті Чернівці входили до складу Молдавського князівства і були його північною околицею. Воно згадується як «Черновьци» у статутній грамоті молдавського воєводи Олександра I від 8 жовтня 1408 року, наданій львівським і подільським купцям, які мусили сплачувати тут мито.
Через місто проходив торговельний шлях зі Львова на Сучаву, а далі до Чорного моря і на нижній Дунай.  Цей шлях називають  здебільшого  Берладською дорогою, а також вживають назви Львівська дорога, Волоська дорога, Старий Берладський шлях. У грамоті 1488 року він згадується як «велика дорога», що веде від Чернівців.
1488 р. Чернівці стали центром Чернівецького повіту. За молдавського періоду вони користувалися самоуправою на магдебурзькому праві і як «вільне місто» підпорядковувалися безпосередньо воєводі; управа Чернівців була в руках «шолтиса» і 12 радних.
В Молдавському князівстві, яке складалось із трьох країн (Верхньої («Цара де сус» (див. Кантемир 1973: 21-24)) на півночі (Сучава), Нижньої по центру (Старий Орхей) і Бессарабії ((Кельменецький, Новоселицький (частково), Сокирянський та Хотинський райони Чернівецької області) від Новоселиці до м. Рені і звідти до гирла Дунаю (південна частина Одеської області)), як писав у грамотах молдавський господар Роман I Мушат — «від гір до моря» склалась і утвердилась українська державність (М. Дністрянський). 1412 року Угорщина уклала з Польщею сепаратний договір про розподіл Молдавії. За цим договором Угорщина претендувала на південні землі в гирлі Дунаю (Нижня країна) разом із Кілією (Параска), а Польща виявляла інтерес на доступ у Молдавію (Верхня країна, включаючи Буковину і Бессарабію). Покуття з 1388 року знаходилось у заставі під управлінням Молдавії. Після смерті польського короля Владислава Ягайла велись постійні війни за цей спадок.
В Чернівцях відбулись перемовини між представниками Королівства Польського на чолі з Миколаєм Фірлеєм за дорученням короля Олександра Ягеллончика, Молдавського князівства за посередництва представників Угорщини щодо повернення Покуття Польщі на початку XVI століття.
Місто було спалене військами під командуванням коронного гетьмана Миколая Каменецького під час походу-відповіді після нападу молдавського воєводи Богдана Сліпого на Королівство Польське.
У XV—XVI століттях Чернівці були торговим центром із ярмарками, які відбувалися на лівому березі Прута, але з середини XVI ст. почали занепадати через постійні війни, а 1538 опинилися під турецькою зверхністю. Місто зазнало спустошень за воєн Молдови з Польщею (1497, 1509, 1688 рр.), турками (1476 і 1714 рр.) і татарами (1626, 1646, 1650, 1672 рр.). Козаки (під проводом Богдана Хмельницького) побували у Чернівцях 1650 і 1653 роках та після поразки під Полтавою взимку 1709—1710 років. Переслідуючи їх, московське військо тоді вперше зайняло Чернівці. Місто зазнало спустошень від росіян, коли вони знову побували тут за Російсько-турецької війни 1735—1739 рр., внаслідок чого воно перетворилося на невелике поселення. 1762 р. у ньому було ледве 200 дерев'яних будинків із прибл. 1200 мешканцями.

### Австрійський період

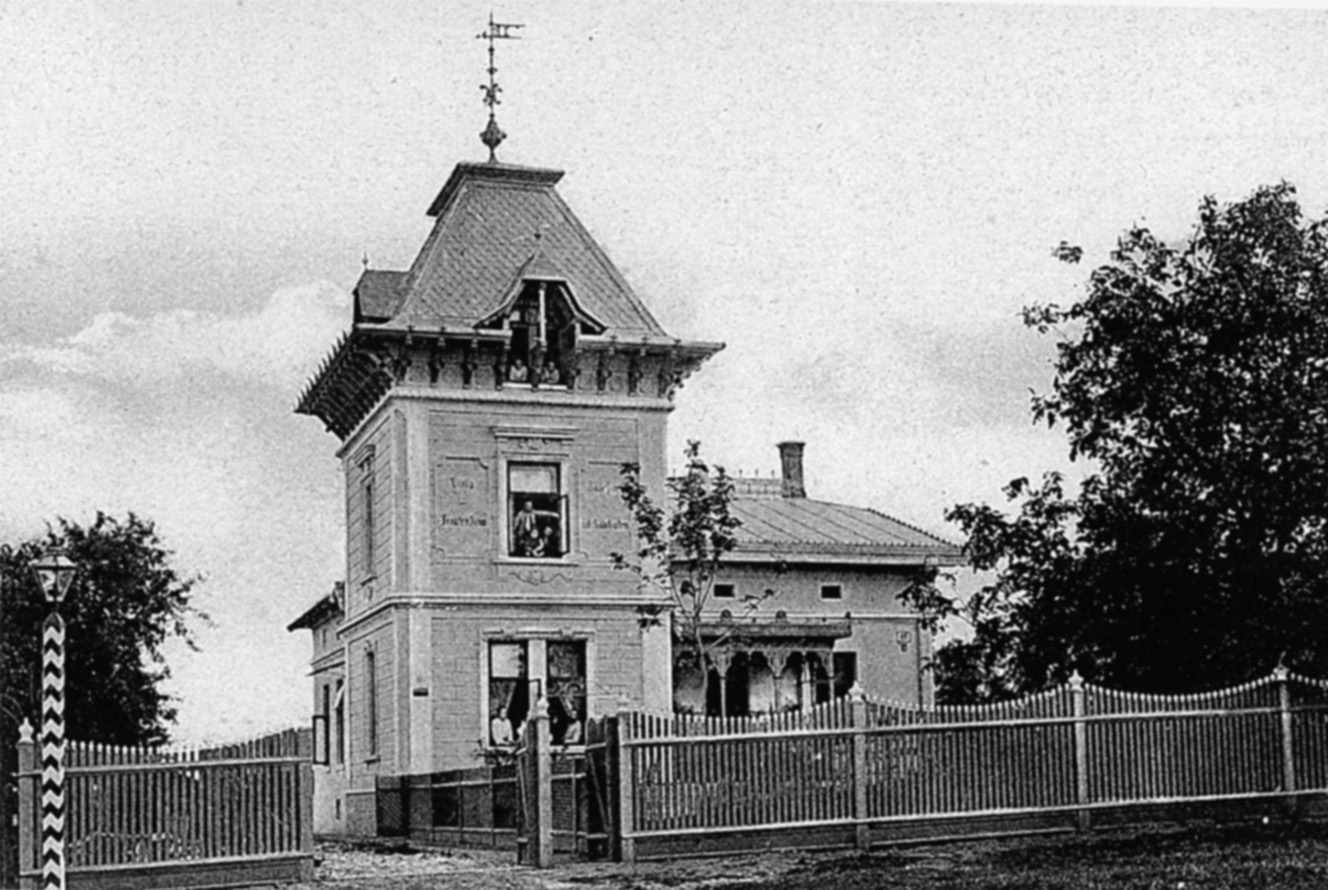
Вілла Йозефіни на вул. Флюрґассе (Щербанюка)

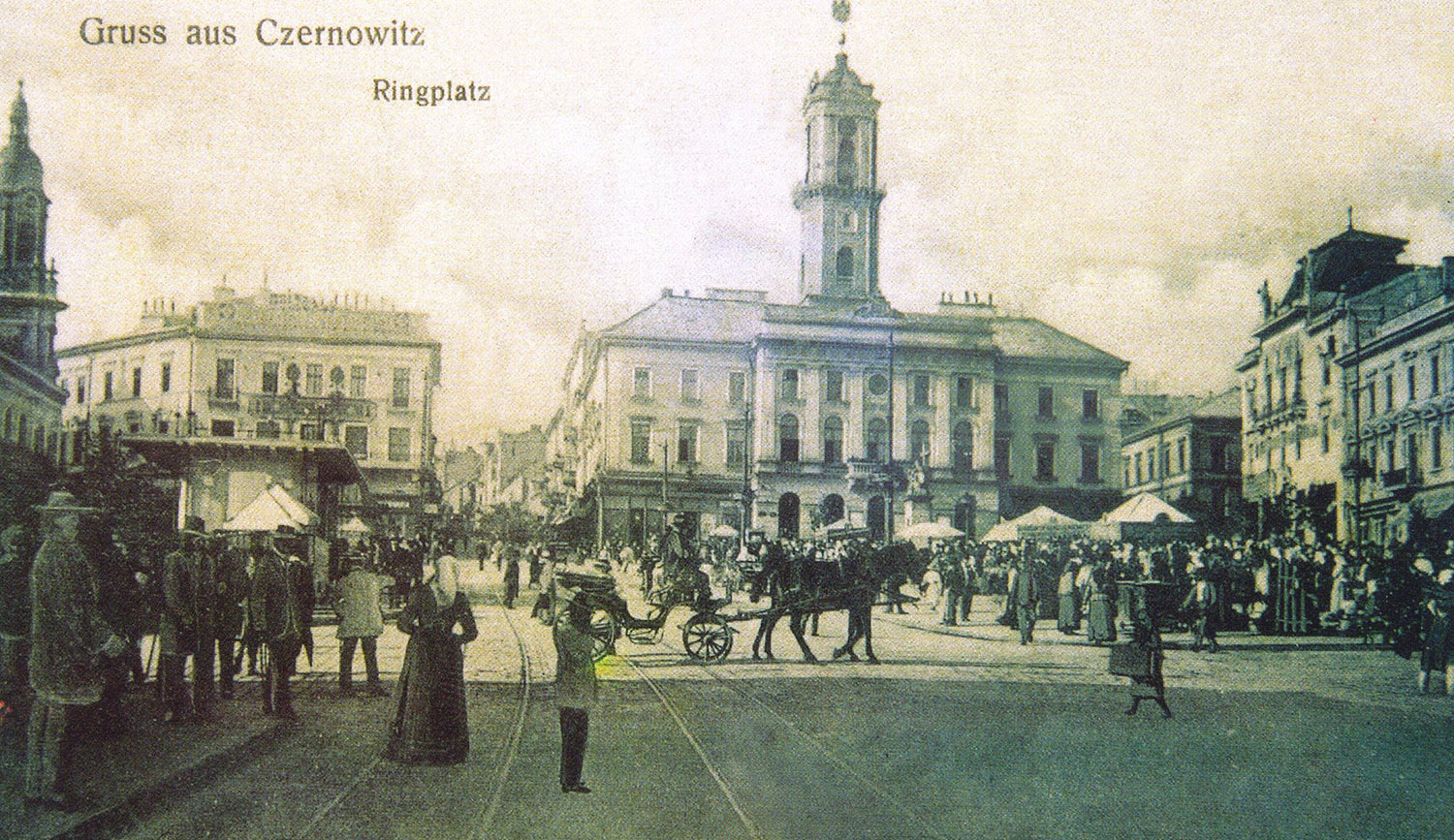
Центральна площа — колишня площа Ринок — на початку XX століття

Унаслідок чергової російсько-турецької війни 1768—1774 рр. Чернівці були взяті російським військом та перейшли під владу союзної Австрії (1774—1918 рр). Від самого початку австрійського панування Чернівці стали центром Буковини — насамперед військової адміністрації (1774—1786 рр.), згодом цивільного управління: 1786—1849 рр. Буковинської округи, що входила до складу Галичини, 1849 р. автономного краю Буковини. 1864 року Чернівці здобули повну міську самоуправу. Перехід із турецько-балканської до західноєвропейської сфери впливу вплинув на зростання населення. Станом на 1779 рік в Чернівцях налічувалось 3200 мешканців, і це число зростало завдяки допливу німців (службовців, учителів, торгівців), а також українців і поляків із Галичини, євреїв і румунів та українців із Буковини.
1781 року імператор Йосиф II видав патент (указ), яким всі парафії та монастирі в межах австрійської Буковини були об'єднані в одну єпархію та підпорядковані єпископові Досифеєві Херескулу, єпископові Радовецькому. 12 грудня 1781 року єпископську катедру було перенесено до Чернівців. 1783 року в Чернівцях постали ремісничі цехи, з кінця XVIII століття почала розвиватися промисловість. На початку XIX ст. засновано гімназію, побудовано церкву св. Параскеви (1814—1862 рр.) і греко-католицький собор (1820—1821). З 1832 року в місті уконституювався магістрат на чолі з бургомістром.
Революційні події (1848—1849) призвели до автономії краю і міста та до загострення політичного суперництва між представниками української та румунської громад на Буковині. У середині XIX століття дійшло також до пожвавлення економічного розвитку Чернівців (побудовано броварню, паровий млин, ґуральню, фабрику меблів, 1850 року створено торговельну палату, 1877 р. — торгову біржу).
23 січня 1873 року вийшов імператорський декрет, відповідно до якого була утворена незалежна Буковинська митрополія, а митрополиту Євгенію Гакману було надано титул — архієпископ Чернівецький, митрополит Буковини й Далмації.
До розвитку Чернівців спричинилася побудова залізничної лінії Львів — Чернівці (1866 р., продовження залізниці Відень — Краків — Перемишль — Львів; 1868 року в місті зруйнувався міст через р. Прут системи Шлікфорна), 1895 року побудовано електрівню, 1897 року введено в дію електричний трамвай, 1895—1912 рр. — водогін і каналізацію. Споруджено нові визначні будівлі: кафедральний собор (1844—1864), резиденцію буковинських православних митрополитів (1862—1882), вірменську церкву (1869—1875), єзуїтський костел (1893—1894), єврейську синагогу (1873—1879), міський театр (1904—1905), залізничний двірець (1905—1908 рр.). Чернівці набули європейського вигляду (їх часто називали «малим Віднем»), хоч цей вигляд мала тільки центральна частина міста. 1895 року в Чернівцях працювало понад 2500 робітників, а з 1910 року — в місті налічувалось 2140 ремісників і 1400 торгівців.
До 1781 року в Чернівцях існувала лише одна народна школа (румунська). Австрійська адміністрація відкрила німецьку школу, а станом на 1869 рік було вже 6 шкіл із 26 учителями. Першу класичну гімназію засновано 1808 р., реальну — 1869 р., учительську семінарію чоловічу — 1860 р., жіночу — 1872 р. У другій половині XIX століття засновано фахові школи: сільськогосподарську, ткацьку, ремісничу, 1827 року вищу теологічну. У 1875 р. засновано Чернівецький університет із 3 факультетами. У Чернівецькому університеті навчалися також студенти з Галичини; працювали українські вчені: С. Смаль-Стоцький, О. Калужняцький, Є. Козак, М. Кордуба, З. Кузеля та інші. У середніх школах навчання відбувалося німецькою мовою, з 1851 р. як предмет навчання введено українську мову в гімназії, згодом і в учительській семінарії. З 1896 року при другій німецькій гімназії засновано український відділ. Під кінець австрійського панування в Чернівцях було 4 народні школи з українською мовою навчання. З Чернівцями тісно пов'язана діяльність письменників Юрія Федьковича, Сидора Воробкевича, Ольги Кобилянської. Організоване українське громадське життя Чернівців починається з заснуванням 1869 р. товариства «Руська Бесіда», політичного товариства «Руська Рада» (1870), студентського товариства «Союз» (1875 р.). У цих товариствах спершу переважали москвофільські тенденції, але з 1884 року перемогли «народовці» (Єротей Пігуляк, Омелян Попович, С. Смаль-Стоцький та інші), відтоді почався швидкий розвиток українського національного руху. З 1884 року українське громадсько-культурне життя було зосереджене в Українському Народному Домі. Діяли товариства: Українська Школа (з 1887), економічні установи «Руська Каса» (1896) і «Селянська Каса» (1903 р.); «Міланська Читальня» (1880), Жіноча громада (1906), спортовий Союз Січей (1904), бурса імені Юрія Федьковича (з 1896), музичне товариство Буковинський Боян (1895), Міщанський хор (1901), Буковинський народний театр (1897).
До 1914 року Чернівці були важливим українським видавничим центром. Тут з'являвся місячник «Буковинська Зоря» (1870—1871), газета «Буковина» (1885—1918), «Нова Буковина» (1917—1918 рр.); місячник РУП «Гасло» (1902—1903), політичні газети «Народний Голос», «Народна Справа», «Громадянин», «Борба» (1907—1914) та інші; працювали видавництва: «Православний календар» (1874—1918), «Бібліотека для молодежі, селян і міщанства» (1885—1996, 1906—1914), «Крейцарова бібліотека» (1909—1914); видавалися підручники для народних і середніх шкіл, словники, красне письменство. У Чернівцях була резиденція православного єпископату, а з 1873 року — резиденція митрополита.
Чернівці були також важливим осередком діяльності румунів, євреїв, німців і поляків. З німецьких культурних діячів письменник К. Францос популяризував творчість Шевченка, а історик і етнограф Р. Кайндль досліджував історію й етнографію Буковини.

### Перша світова війна та Українська революція

#### Окупація Російською імперією
Протягом Першої світової війни Чернівці тричі окуповувалися російськими військами (02.09.1914 — 20.10.1914; 27.11.1914 — 17.02.1915; 18.06.1916 — 03.08.1917). Російська влада переслідувала буковинців, які не сприймали російську окупацію. Деяке полегшення окупаційного режиму настало після Лютневої революції в Росії 1917 року, особливо, коли на початку травня 1917 року російський Тимчасовий уряд призначив Обласним комісаром Галичини і Буковини Дмитра Дорошенка. Нова демократична російська влада в його особі одразу відмежувалася від політики старого режиму. У Буковині поступово відновилося національно-громадське життя. Проте зміна влади не вплинула позитивно на життєвий рівень буковинського населення. Після невдачі літнього наступу військ Південно-західного фронту (т.зв. Наступ Керенського) російський окупаційний режим у більшій частині Буковини був знесений. 3 серпня Чернівці були визволені з третьої, найтривалішої російської окупації. В умовах війни скрізь у Буковині панувала відчутна нестача предметів першої необхідності, зарадити цьому було вкрай складно незважаючи на вжиті владою заходи. Знаковою подією для міста став історичний візит 6 серпня до Чернівців останнього цісаря Австрії і короля Угорщини Карла І (IV).

#### Західноукраїнська народна республіка
Протягом Української революції Чернівці увійшли до Західноукраїнської народної республіки. Український крайовий комітет Буковини було створено 25 жовтня 1918 р. У Чернівцях перебував загартований у боях 2,5 тисячний полк Легіону Украї́нських січових стрільців (УСС), який створена Українська Національна Рада (Львів), хотіла перекинути до Львова, що не вдалось через заборону австрійського командування.
1—2 листопада 1918 року, за наказом Буковинської делегації Української Національної Ради (Львів) заходами поручника Іллі Поповича повстали 3 українські сотні Легіону УСС. З допомогою сотні з полку УСС та озброєних груп залізничників вони роззброїли австрійську залогу міста.
3 листопада 1918 р. у Чернівцях відбулося велике народне віче, на якому більшість проголосувала за возз'єднання з Українською державою, проголошеною у Львові. Частина підтримала більшовицькі лозунги І. Клевчука, С. Канюка про союз із радянським Харковом. Віче одностайно висловило рішучий протест проти приєднання Буковини до Королівства Румунії. Установчі збори (відбулись 27 жовтня) засудили діяльність Румунської національної ради на чолі з Я. Флондором. Головою Українського крайового комітету (Українським президентом) обрали Омеляна Поповича. (інші дані — 3 листопада 1918 р.) 6 листопада 1918 року українці перебрали владу в Чернівцях (бургомістром міста було призначено Йосипа Безпалка).
Організаторами інтервенції румунських військ на Буковину були акредитовані в Яссах американо-англо-французькі дипломатичні місії (Румунія брала участь у Першій світовій війні на стороні Антанти). Наказ про введення армії в Буковину був відданий румунським урядом 5 листопада. 11 листопада 1918 року румунське військо увійшло до Чернівців, а 28 листопада 1918 року румунський Генеральний конгрес Буковини проголосив приєднання Північної Буковини і Чернівців до Румунії.

### Румунська окупація
За румунської влади Чернівці залишилися адміністративним осередком Буковини. Попри румунське переслідування, вони і далі залишалися центром українського життя на Буковині. Крім названих товариств засновано нові — «Буковинський Кобзар», «Український Мужеський Хор», «Український Театр». Також з'явилися спортивні «Довбуш» і «Мазепа» і кілька інших. Існувало в Чернівцях і відділення Української Національної Партії. Видавнича діяльність зменшилася. Виходили тижневики «Боротьба», «Рідний Край», «Рада» і «Самостійність», а також щоденник «Час», журнали «Промінь» і «Самостійна думка». Відчувався брак україномовних книжкових видань.
У 1924 році у Чернівцях була заснована музична консерваторія, на сцені якої зокрема виступали Ф. Шаляпін та Е. Карузо. У консерваторії навчались Роман Влад, Філомела Пітею-Джорджеску, Сергій Яременко.
Консерваторія припинила існування із приходом радянської влади,.
При кінці румунського панування Чернівці стали потужним економічним центром. 1936 року тут працювало 155 великих та 61 мала фірма.
З 1938 по 1940 рік місто входило до Сучавського цинуту.

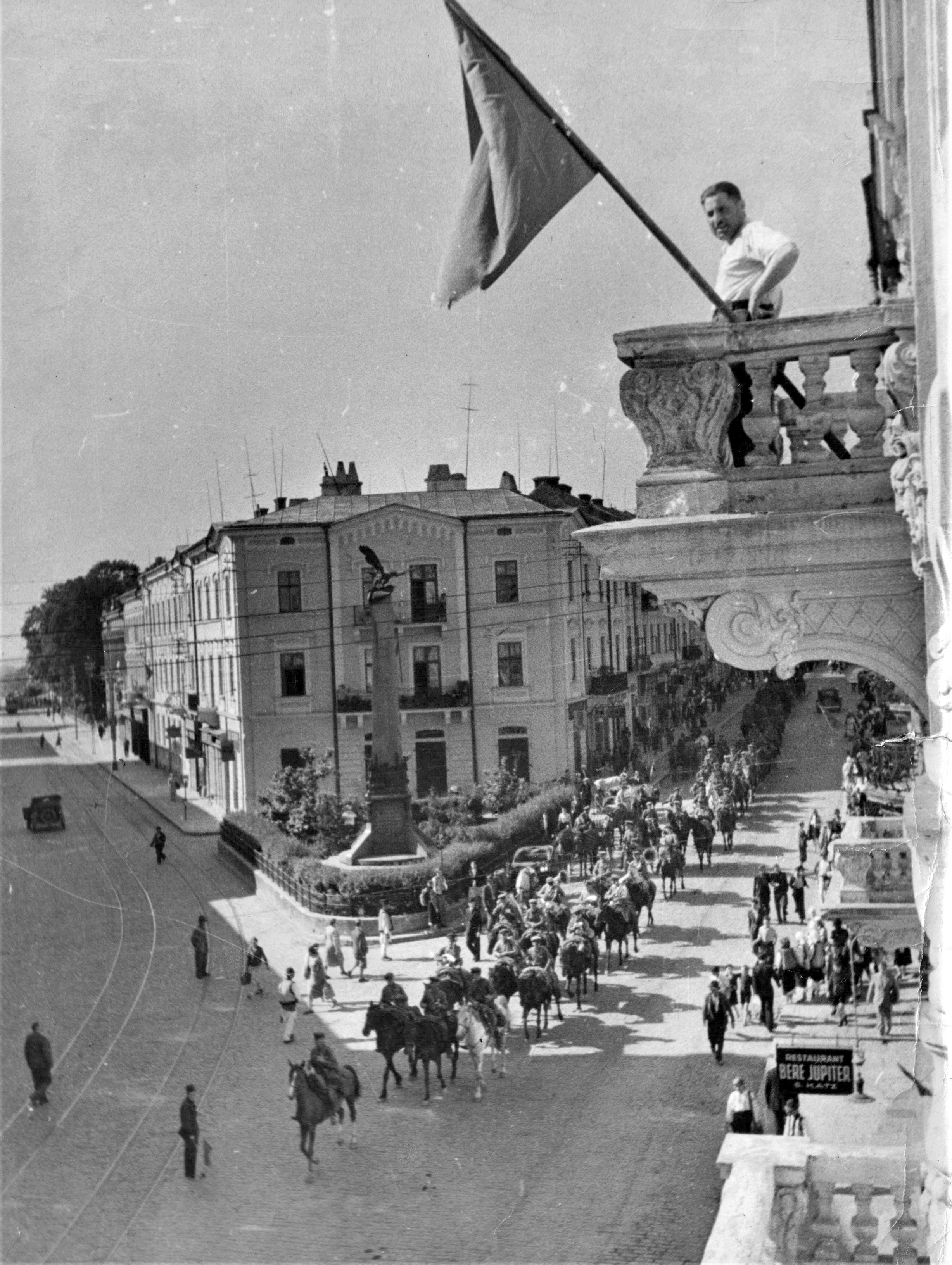
Вступ частин Червоної армії до Чернівців (1940)

]

### Радянська окупація

#### Друга світова війна
У червні 1940 року місто та вся Північна Буковина були анексовані у Румунії Радянським Союзом і увійшли до складу УРСР. У Чернівцях відбулися величезні зміни в національному складі населення: німців переселено 1940 року до Німеччини, частина румунів переселилася до Румунії. Коли Німеччина напала на СРСР, 6 липня 1941 року румунські та німецькі війська зайняли місто. Чернівці стали адміністративним центром губернаторства Буковина. Німці за допомогою румунської поліції вбили чи депортували до Трансністрії більшість єврейського населення. Було зруйновано синагогу, мости через Прут тощо. Цілковито розгромлено українське і єврейське громадсько-культурне життя, багатьох діячів заарештовано. Проте завдяки діяльності мера Чернівців Траяна Поповича від депортацій та знищення було врятовано близько 20 тисяч чернівецьких євреїв.

#### Післявоєнний час
Після захоплення Чернівців радянським військом (29.03.1944), місто стало обласним центром. До складу області крім районів Буковини (Заставнівський, Кіцманський, Вижницький, Сторожинецький, Глибоцький райони, частина Новоселицького і Герцаївського районів) увійшли і території, які раніше входили до складу Бессарабії (частина Новоселицького району, Хотинський, Кельменецький і Сокирянський райони). Також увійшла Герца з прилеглою територією, яка раніше завжди була румунською. З міста вибули поляки, натомість прибували українці, росіяни та євреї. З 1957 року почалася розбудова Чернівців уздовж головної магістралі: вулиць Хотинська — Вокзальна (Гагаріна) — Леніна (Головна) — Червоноармійська (Героїв Майдану) — Сторожинецька. 1965 року до Чернівців приєднано містечко Садгору (Садаґуру) на лівому березі Прута.
1988 року мала місце епідемія хімічної ендогенної інтоксикації.

### У Незалежній Україні
24 серпня 1991 року Верховна Рада проголосила незалежність України. 6 вересня того ж року в Чернівцях зруйнували пам'ятник Леніну.
На початку 1990-х років у місті почалося будівництво фабрики текстильно-художніх виробів, але після розпаду СРСР воно зупинилося, а у вересні 1993 року Кабінет міністрів України ухвалив рішення про продаж недобудованого підприємства.
У 1997 році було скорочено кількість освітніх закладів: професійно-технічні училища №8 та №11 об'єднали у ПТУ №8.
2001 року відбувся Всеукраїнський перепис населення. Під час нього більше 79 % населення міста вказало рідною мовою українську.
2002 року Чернівецька міська рада затвердила  Статут територіальної громади міста Чернівців, який діє і нині зі змінами від 17.05.2016 
У 2013 році, під час Революції гідності в Чернівцях проходили мітинги на підтримку Євромайдану.
Чернівці і Чернівецька область стали одним із основних епіцентрів епідемії коронавірусу в Україні — перший випадок захворювання в Україні було виявлено ввечері 2 березня у жителя Чернівців, що повернувся з Італії. 12 березня було виявлено ще один випадок захворювання, після чого кількість інфікованих почала стрімко зростати.
Вважається, що основним вектором інфекції в Чернівецькій області були заробітчани, які з початком введення карантину у країнах Євросоюзу почали масово повертатися до України.
20 березня вилікувався перший хворий — 39-річний чоловік із Чернівців.

#### Російсько-українська війна
20 лютого 2014 року РФ розпочала неоголошену війну проти України. За перші 8 років війни Чернівці не зазнали руйнувань. Але деякі чернівчани загинули в лавах української армії в боях на сході України. 
24 лютого 2022 року в Чернівцях, як і на решті території України, після початку широкомасштабного російського вторгнення в Україну оголошено воєнний стан. З постраждалих від бойових дій областей в місто прибула велика кількість вимушених переселенців, які отримали прихисток і допомогу. Станом на 14 березня їх кількість складала 45 000 осіб.   З початку ведення активних бойових дій в місті кілька разів лунали сирени повітряної тривоги, але вибухів і руйнувань не було.
Протягом війни до Чернівців переїхав Старобільський медичний коледж з Луганської області, дитячий будинок з Дніпропетровської області, Великоанадольський лісотехнічний фаховий коледж імені Віктора фон Граффа з Донецької області та інші заклади й підприємства.
12 липня 2025 року ЗС РФ обстріляли місто касетною бомбою, 2 людини загинуло, щонайменш 26 постраждали.

## Символіка міста
Герб Чернівців — обрамлений бронзовим орнаментальним картушем, червоний геральдичний щит, на якому зображено відкриту муровану браму з фігуральним тризубом у середині. Під брамою дві перехрещені лаврові гілки, перев'язані стрічками. Вінцем символу слугує мурована корона.
Прапор Чернівців складається з древка, навершшя та прямокутного полотнища, лицеву сторону якого утворює, обрамлене червоним зубоподібним орнаментом, біле тло із зображеним у центрі гербом міста, над яким вишито напис українською мовою: «Чернівці». Під гербом — «1408» (дата першої писемної згадки про місто). З обох боків гербу і всі чотири кути поля заповнені рослинним орнаментом, з додаванням у кутках двох букових гілок з горішками та листочками. Зворотний бік утворює жовте тло з гербом України у центрі, з аналогічними лицевій стороні обрамленням та орнаментами.

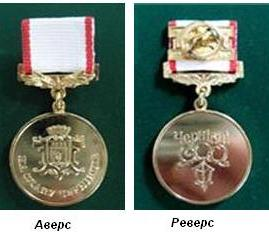
Медаль «На славу Чернівців»

Почесний ланцюг міського голови — символ влади мера Чернівців, який вручається від імені територіальної громади. Заснований 1908 та відновлений 2007, символ являє собою медальйон, на аверсі якого викарбувано напис — «Чернівецька громада — вільно обраному голові», на реверсі — «Основою вільної держави є вільна громада». Медальйон прикріплений до ланцюга, що складається з стилізованих гербів: України, Чернівецької області та міста Чернівці. Символ виконано з металу золотавого кольору.
Медаль «На славу Чернівців» — почесна відзнака Чернівецької міської ради, запроваджена до «600-ліття Чернівців» (2008) для нагородження осіб, які активно сприяли розквіту міста й пропаганді його в Україні та світі. Нагорода виконана зі срібла із позолотою, має форму кола діаметром 28 мм. Планка медалі білого кольору з червоними смужками, що відповідає кольорам прапора Чернівців. Внизу планки — букова віть. На аверсі зображено герб Чернівців та напис — «На славу Чернівців». На реверсі — офіційний логотип Чернівців, розроблений та затверджений до ювілею. Нагородження медаллю відбувається, за рішенням міськвиконкому, щорічно — під час святкування дня міста.
Офіційний девіз сучасних Чернівців — «Спільними Зусиллями!» є україномовним варіантом стародавнього «Viribus Unitis!» — особистого девіза Франца Йосифа, право на використання якого ним особисто було дароване Чернівцям. Вказане свідчить про особливе ставлення цісаря до міста над Прутом. Поряд зі столицею Буковини подібної честі удостоївся тільки перший лінійний корабель ВМС Австро-Угорщини.
Сучасні Чернівці не тільки зберігають та відновлюють символи і традиції минулого, а й започатковують нові. Починаючи з 12 листопада 2004 року, щодня о 12 годині на самий верх Чернівецької ратуші піднімається сурмач у колоритному буковинському одязі, який на всі чотири сторони світу відтворює мелодію безсмертної композиції «Марічка» (муз. С. Сабадаша, сл. М. Ткача — 1953). Цю мелодію вже стали називати неофіційним гімном Чернівців.
До ювілею міста (2008) було розроблено та затверджено офіційний логотип «Чернівці 600», який виявився настільки вдалим, що продовжує використовуватись і надалі. Складовими ідеї емблеми слугували старовинність міста, його виняткова архітектурна спадщина та працьовитість мешканців. Символ виконано у вигляді ковальського витвору мистецтва, який свідчить про ґрунтовність, заможність та успішність. Кольорова гамма логотипу, представлена темно-синім та жовтим кольорами, володіє вищим ступенем комфортного контрасту та збігається з кольорами Державного прапора України.
На початку 2010-х років було розроблено та затверджено новий логотип міста, яким водночас було закріплено й офіційний слоган: «Чернівці — унікальність у розмаїтті». Для його створення обрані старі й нові символи Чернівців. Ліворуч на передньому плані зображений сурмач, який виграє на трубі мелодію «Марічки». Посередині на другому плані — міська ратуша. Колишню Резиденцію митрополитів Буковини і Далмації — архітектурну перлину міста зображено праворуч на задньому плані. Кольорова гама логотипу, представлена помаранчевим, блакитним та червоним кольорами, назва виконана фіолетовим. Таке сполучення є характерним у туризмі, який використовує поняття щастя, благополуччя, радості відпочинку, візуалізуючи позитивні символи та образи в строкатій, теплій та яскравій кольоровій гаммі. Використовується новий символ паралельно з старим — «Чернівці-600».
Останнім часом значного поширення набув слоган: «Чернівці — найкраще місто на землі».

## Адміністративно-територіальний поділ
Географічно місто поділяється руслом Пруту на «Правий берег» (велике місто) та «Лівий берег» (Садгора).
З 1940 до 1948 року, 
з 05.05.1952… та з 1965 по 2016 роки територія міста була поділена на 3 адміністративні райони:
| Район               | Площа, км² | Населення, осіб |
| ------------------- | ---------- | --------------- |
| Правий берег Пруту: |            |                 |
| Першотравневий      | 24         | 78,8 тис.       |
| Шевченківський      | 50         | 151,8 тис.      |
| Лівий берег Пруту:  |            |                 |
| Садгірський         | 78         | 29,1 тис.       |

Районний поділ міста ліквідовано з 01.01.2016 року Рішенням 62 сесії Чернівецької міської ради VI скликання за № 1542 «Про адміністративно-територіальний устрій міста Чернівців» від 26 березня 2015 року. Це Рішення ухвалено відповідно до вимог підготовки до адміністративно-територіальної реформи, зменшення видатків на утримання управлінського апарату державних виконавчих органів, посилення основ самоврядування, спрощення доступу громадян до адміністративних послуг, приведення управління територією до європейських стандартів. 1 грудня 2016 року райони міста виключені з облікових даних.
Неофіційно також Чернівці поділяють на «Старе місто», «Нове місто»: «Південний житловий масив» та «Житловий масив Руська-Гравітон», «Садгору», «Рошу».
Поряд із цим у вжитку активно використовуються старі топоніми сільських населених пунктів, що свого часу були включені у межі Чернівці. Правий берег: Гарячий Урбан, Калічанка, Клокучка, Монастириська, Роша. Лівий берег: Ленківці, Нова і Стара Жучки. Окремі з них відображені сьогодні у назвах вулиць, мікрорайонів тощо. Рішенням сесії Чернівецької міської ради від 6 березня 2014 року вулицю Червоноармійську було перейменовано на вулицю Героїв Майдану.

## Місцева влада

### Система управління містом

Чернівецька ратуша

Представницьким органом місцевого самоврядування є Чернівецька міська рада, яка формується з 42 депутатів.
За посадою до складу міськради входить Чернівецький міський голова (мер), якого обирають містяни на прямих виборах.
Мер Чернівців є головною посадовою особою міської територіальної громади та ключовою фігурою в управлінні містом — головує на засіданнях міської ради, очолює її виконавчий комітет.
До системи управління містом входять департаменти, управління, відділи та інші підрозділи міської ради.

### Правоохоронна діяльність
Правоохоронні функції в межах Чернівців здійснюються Чернівецьким відділом поліції, Садгірським та Шевченківським відділеннями поліції. Загальноміського органу внутрішніх справ не має.
Так само відсутній єдиний міський судовий орган. Водночас, правосуддя здійснюється трьома місцевими судами, юрисдикція яких розповсюджуються на відповідні колишні адміністративні райони міста.
Нагляд за дотриманням законодавства (та інші функції) в межах міста здійснює Чернівецька місцева прокуратура.

## Міста-побратими

Скульптурна композиція «Колиска миру»

| - Солт-Лейк-Сіті, США (1989) - Саскатун, Канада (1991) - Клагенфурт-ам-Вертерзе, Австрія (1992) - Конін, Польща (1994) - Сучава, Румунія (1995) - Ноф-га-Галіль, Ізраїль (1997) - Вольфсберг, Австрія (2007) - Тімішоара, Румунія (2010) - Ясси, Румунія (2012) - Бєльці, Молдова (2013) | - Кишинів, Молдова (2014) - Мец, Франція (2022) - Мангайм, Німеччина (2022) - Дюссельдорф, Німеччина (2022) - Ізмір, Туреччина (2023) - Клуж-Напока, Румунія (2024) - Рюей-Мальмезон, Франція (2024) - Нетанья, Ізраїль (2025) - Барі, Італія (2025) |

З містами Подольськ та Брянськ держави-терориста побратимські стосунки було розірвано 27 лютого 2016 року через російську агресію та анексію АР Крим.

#### Консульства
У Чернівцях функціонує Генеральне консульство Румунії, юрисдикція якого, крім Чернівецької, охоплює Вінницьку, Закарпатську, Івано-Франківську та Львівську області. Крім того, діє представництво Сучавської ТПП в Чернівцях.
У місті функціонує Пункт прийому візових анкет до Польщі у Чернівцях, який відноситься до Вінницького консульського округу Генерального Консульства Республіки Польща у Вінниці.
2023 року у місті відкрито Почесне консульство Австрії.
29 квітня 2023 року відкрито Почесне консульство Південної Кореї.
14 липня 2023 року відкрили Почесне консульство Латвії.

## Населення

### Чисельність населення та його динаміка

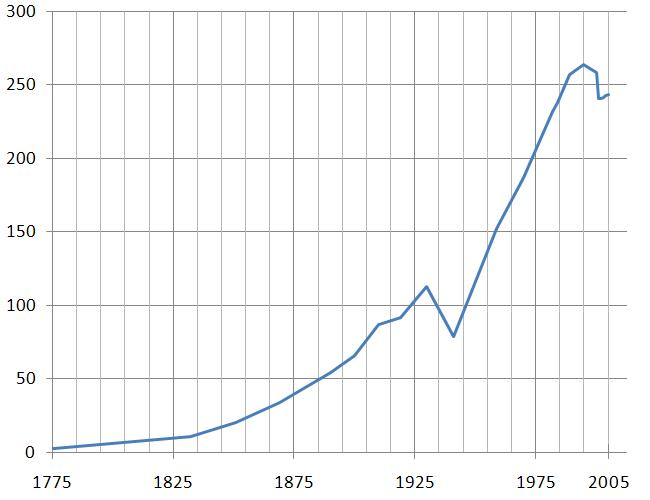
Демографічний розвиток Чернівців (тис. осіб за роками)

У липні 1762 року чернець-єзуїт Й. Боскович, який супроводжував англійського посланця Портера, у своєму щоденнику відзначав, що населення міста складалося з православних та євреїв, які мешкали у 200 хатинах. Починаючи з 1775 р. населення Чернівців неухильно зростало завдяки припливові з Буковини, а ще більше з Галичини (українців та поляків) та німців з Австрії і Німеччини.
У радянські часи населення Чернівців стрімко збільшилося за рахунок міграції селян до міста. Значне зростання населення міста відбулося у 1970—1980-х роках, що зумовлювалось будівництвом та розміщенням великих промислових об'єктів на території міста. Це спричинило приток робочої сили зі східних областей та навколишніх населених пунктів. Починаючи з дев'яностих років минулого століття спостерігалася певна стабілізація цього зростання зі збереженням тенденції до збільшення. У 2000—2001 роках відбувся помітний спад чисельності населення міста. Не виключно, що це пов'язано з упорядкуванням даних про чисельність населення під час Всеукраїнського перепису 2001 року. Протягом 2002-2017 років населення міста збільшувалося. Це відбулося тільки під впливом міграційних процесів. Так у 2005 р. кількість прибулих була більша за кількість вибулих на 1581 особу.
Динаміка природного приросту населення Чернівців за останні 15 років дуже схожа до динаміки інших міст України. В цілому, за цей час природний приріст населення зменшився майже вчетверо. Особливо різке падіння природного приросту спостерігалося протягом 1989—2001 років. З 2001 року негативний показник природного приросту населення дещо зменшується, проте кількість померлих продовжує перевищувати кількість народжуваних. У 2005 році природний приріст становив 357 осіб.
| Рік                  | 1775  | 1794  | 1832  | 1846  | 1851  | 1858  | 1869  | 1873  | 1881  | 1890  | 1891  | 1900  | 1901  | 1910  | 1912  | 1915  | 1919  | 1920  | 1926  | 1930  | 1933  |
| Населення, тис. осіб | 2,3   | 5,0   | 11,0  | 15,0  | 20,4  | 26,3  | 34,0  | 33,9  | 45,6  | 54,2  | 57,4  | 65,8  | 67,6  | 93,0  | 87,1  | 94,0  | 91,9  | 90,0  | 90,0  | 112,4 | 111,1 |
| Рік                  | 1936  | 1939  | 1941  | 1959  | 1964  | 1967  | 1970  | 1973  | 1974  | 1979  | 1981  | 1982  | 1984  | 1985  | 1987  | 1989  | 1991  | 1992  | 1995  | 1996  | 1997  |
| Населення, тис. осіб | 112,4 | 109,7 | 78,8  | 141,9 | 154,0 | 178,0 | 186,8 | 198,0 | 199,0 | 218,6 | 224,0 | 232,0 | 238,0 | 244,0 | 254,0 | 256,6 | 258,8 | 261,2 | 262,0 | 261,2 | 258,5 |
| Рік                  | 1998  | 1999  | 2000  | 2001  | 2002  | 2003  | 2004  | 2005  | 2006  | 2007  | 2008  | 2009  | 2010  | 2011  | 2012  | 2013  | 2014  | 2017  | 2022  | 2024  | 2026  |
| Населення, тис. осіб | 255,4 | 252,4 | 248,7 | 244,7 | 240,5 | 241,2 | 241,7 | 242,3 | 243,5 | 245,0 | 246,9 | 249,5 | 251,8 | 253,8 | 255,9 | 258,8 | 262,1 | 266,1 | 264,3 |       |       |

### Структура населення
Чернівці — молоде місто: більша частина населення Чернівців має вік до 44 років (в 2005 році — 63,85 %). Проте, відстежуючи тенденції, можна спостерігати ознаку наростаючого «старіння» населення. З 1989 року по 2005 рік частка населення віком 0—14 років скоротилася з 21,70 % до 13,85 %.
За національним складом Чернівці — поліетнічне місто. Починаючи з 1775 року, національний склад населення Чернівців набув мішаного характеру. Крім українців і румунів, у Чернівцях селилися євреї, німці й поляки. До 1918 року в місті панувала німецька мова, якою, крім німців, розмовляли також євреї (разом вони становили половину населення міста) і навіть частково українці, румуни і поляки. За австрійської доби в Чернівцях був такий національний склад:
- українців — 19 %
- румунів — 15 %
- німців — 17 %
- євреїв — 33 %
- поляків — 15 %

За румунських часів із напливом румунів та фальшуванням перепису 1930 року маємо відповідно:
- українців — 11 %
- румунів — 26 %
- німців — 23 %
- євреїв — 29 %
- поляків — 7 %.

У 1940 році з Чернівців було репатрійоване майже усе етнічне німецьке населення, що завдало місцевому поліетнічному колориту непоправної шкоди. Перепис 1941 року показує великі зміни, що відбулися на початку Другої світової війни: переселення німців, частково українців, поляків і румунів до Німеччини і Румунії, приплив євреїв із довколишніх місцевостей. За радянського часу зникли німці і поляки, зменшилась чисельність румунів (17 %), євреїв, натомість збільшилась чисельність українців (62 %) і росіян (11 %).
Відповідно з опитуваннями, проведеними Соціологічною групою «Рейтинг» у 2017 році, українці становили 90% населення міста, росіяни — 7 %.

### Мовний склад населення
Етномовний склад населення колишніх районів міста (рідні мови за переписом 2001 р.)
|                      | Українська | Російська | Румунська | Молдовська | Польська | Білоруська |
| м. Чернівці          | 79,20      | 15,27     | 3,26      | 1,08       | 0,12     | 0,09       |
| Садгірський район    | 93,43      | 4,04      | 0,38      | 0,51       | 0,13     | 0,08       |
| Першотравневий район | 77,45      | 16,22     | 3,53      | 1,43       | 0,12     | 0,09       |
| Шевченківський район | 77,19      | 17,08     | 3,70      | 1,02       | 0,12     | 0,09       |

Українська мова є основною та єдиною офіційною мовою міста.
Згідно з опитуваннями, проведеними Соціологічною групою «Рейтинг» у 2017 році, українською вдома розмовляли 66 % населення міста, російською — 11 %, українською та російською рівною мірою — 20 %.
Згідно з опитуванням, проведеним Міжнародним республіканським інститутом у квітні-травні 2023-го року, українською вдома розмовляли 82 % населення міста, російською — 15 %, румунською — 2 %.
Згідно з опитуванням, проведеним Міжнародним республіканським інститутом у квітні-травні 2024 року, українською вдома розмовляли 87 % населення міста, російською — 28 %, румунською — 5 % (на відміну від опитування 2023 року було дозволено вибір кількох варіантів).

#### Мораторій на публічне використання російськомовного культурного продукту
27 липня 2023 року рішенням Чернівецької міської ради у Чернівцях було запроваджено мораторій на публічне використання російськомовного культурного продукту.

## Економіка
Загальна чисельність суб'єктів господарювання в місті становить 25,4 тисяч. Станом на 1 січня 2006 р. в Державному реєстрі було зареєстровано 6739 юридичних осіб — суб'єктів підприємницької діяльності та майже 19 тис. приватних підприємців — фізичних осіб, які представлені насамперед малими підприємствами. Обсяг реалізованої продукції та наданих послуг малими підприємствами становить 578 млн грн, або 22 % від загальних обсягів по Чернівцях. Питома вага в структурі податкових надходжень міста становить майже 35 %. Найпривабливішими для малих підприємств є торгівля та сфера послуг, ресторанний і туристичний бізнес.
У Чернівцях успішно розвивається гуртова та роздрібна торгівля, промисловість та будівництво. За обсягами реалізації продукції гуртова та роздрібна торгівля у 2005 році займала понад 64 %, промисловість — 23 %, будівництво — 6 %, операції з нерухомістю — 2,3 %, транспорт і зв'язок — понад 2 %.
| Обсяг продукції та послуг за основними видами діяльності, тис. грн               | 2004 р. | 2005 р. |
| -------------------------------------------------------------------------------- | ------- | ------- |
| Обсяг реалізованої продукції промисловості, у тому числі:                        | 615,8   | 1003,8  |
| видобувна промисловість                                                          | —       | —       |
| обробна промисловість                                                            | 453,4   | 745,3   |
| виробництво та розподілення електроенергії, газу та води                         | 162,4   | 258,5   |
| Будівництво                                                                      | 53,8    | 265,6   |
| Гуртова і роздрібна торгівля; торгівля транспортними засобами; послуги з ремонту | 646,7   | 2781,6  |
| Готелі та ресторани                                                              | 15,2    | 25,7    |
| Транспорт і зв'язок                                                              | 39,1    | 89,1    |
| Фінансова діяльність                                                             | 7       | 7,3     |
| Операції з нерухомістю, здавання під найм та послуги юридичним особам            | 29,1    | 99,8    |
| Освіта                                                                           | 7,6     | 13      |
| Охорона здоров'я та соціальна допомога                                           | 2       | 6,5     |
| Колективні, громадські та особисті послуги                                       | 11,3    | 38,1    |
| РАЗОМ                                                                            | 1427,6  | 4330,5  |

### Промисловість
У промисловому секторі міста склалося 10 галузей, які налічують 70 великих підприємств із загальною чисельністю працівників понад 20 тис. осіб або 13 % працездатного населення міста. Річний обсяг промислового виробництва на цих підприємствах становить близько 775 млн грн. Частка загальноміських податкових надходжень до бюджетів всіх рівнів по промисловості становить 21 %. Визначальними галузями в промисловості міста є харчова, легка, машинобудування і деревообробна. Підприємства харчової промисловості виробляють цукор, хлібобулочні вироби, спирт, олію, м'ясо-молочну, плодоовочеву та іншу продукцію. У легкій промисловості переважає виробництво швейних, трикотажних, панчішно-шкарпеткових виробів, гумового та шкіряного взуття, текстилю. Машинобудування представлене виробництвом нафто- і газопереробного обладнання та сільськогосподарської техніки. В деревообробній галузі домінують виробництво пиломатеріалів, меблів, столярних та інших виробів із дерева.
- Чернівецький машинобудівний завод

### Торгівля та сфера послуг

Готель «Черемош»

У 2005 році в місті функціонувало 1922 підприємства торгівлі, 609 закладів ресторанного господарства, 892 об'єкти сфери послуг. У місті працює 22 ринки і мікроринки, в їх будівництво, реконструкцію, поліпшення умов торгівлі та створення зручностей для покупців щорічно вкладається коштів до 10 млн грн.
Чернівецький міський торговельний комплекс, комунальне підприємство «Калинівський ринок» є сучасним багатопрофільним підприємством із потужною інфраструктурою. Середньоденна кількість відвідувачів ринку становить 50 тисяч осіб, яких обслуговує 9100 підприємців. Обсяги послуг за 2005 рік склали майже 23 млн грн, в міський бюджет сплачено податків понад 18 млн грн, або майже 10 % від загальних надходжень.

## Транспорт
У Чернівцях є головна залізнична станція та ще дві станції Чернівці-Північна та Чернівці-Південна.
1 вересня 1866 року відкрита залізнична лінія Львів — Чернівці (завдожки 266,66 км), в складі Львівсько-Чернівецько-Ясської залізниці (місто отримало сполучення з Європою (через Львів з Перемишлем та Віднем). 28 жовтня 1869 року відкрита залізнична лінія від Чернівців до Сучави (завдовжки 89,9 км). 1908 року зведена ошатна будівля залізничного вокзалу, з метою показати гостям міста, що вони приїхали не в якусь провінцію, а до «маленького Відня над Прутом».
Наразі з Чернівців вирушають пасажирські поїзди за кордон (вагони безпересадкового сполучення до Бухареста), у межах України — до Києва, Запоріжжя, Дніпра, Львова, Полтави, Одеси, Рави-Руської, Харкова, а також приміські поїзди, що прямують до станцій Вадул-Сірет, Коломия.
Міжміське автобусне сполучення здійснюється з Центрального автовокзалу, має чимало рейсів з містами України та Європи. Приміські автобусні рейси в межах Чернівецької області здійснюються як з центрального автовокзалу, так із приміських автостанцій № 2 та № 3.
У 2000-х роках відновив роботу Міжнародний аеропорт «Чернівці». До повномасштабного російського вторгнення в Україну здійснював регулярні рейси, як у внутрішньому, так і у міжнародному сполучення, а саме, забезпечував повітряне сполучення з Києвом та Бергамо.

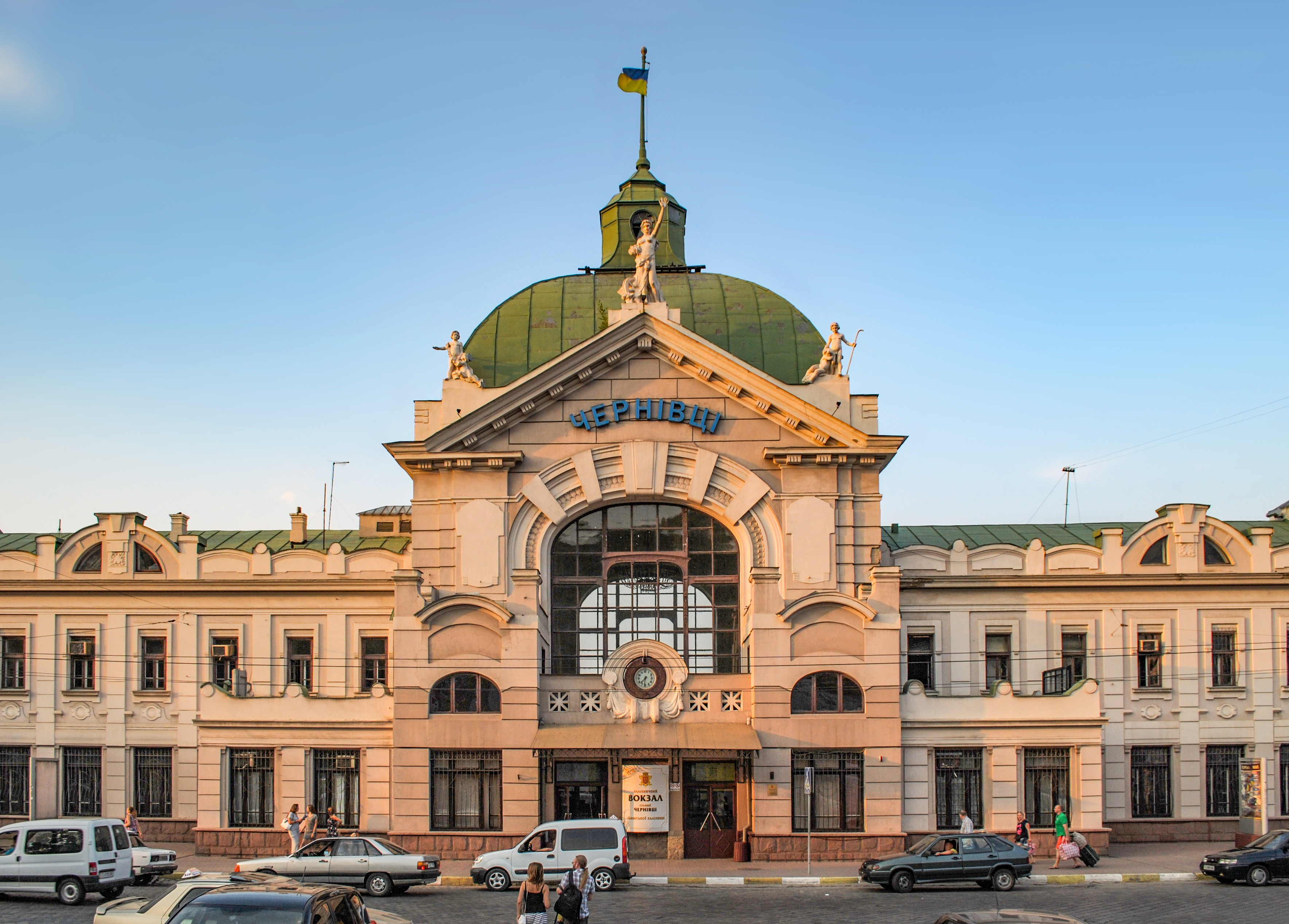
Вокзал станції Чернівці
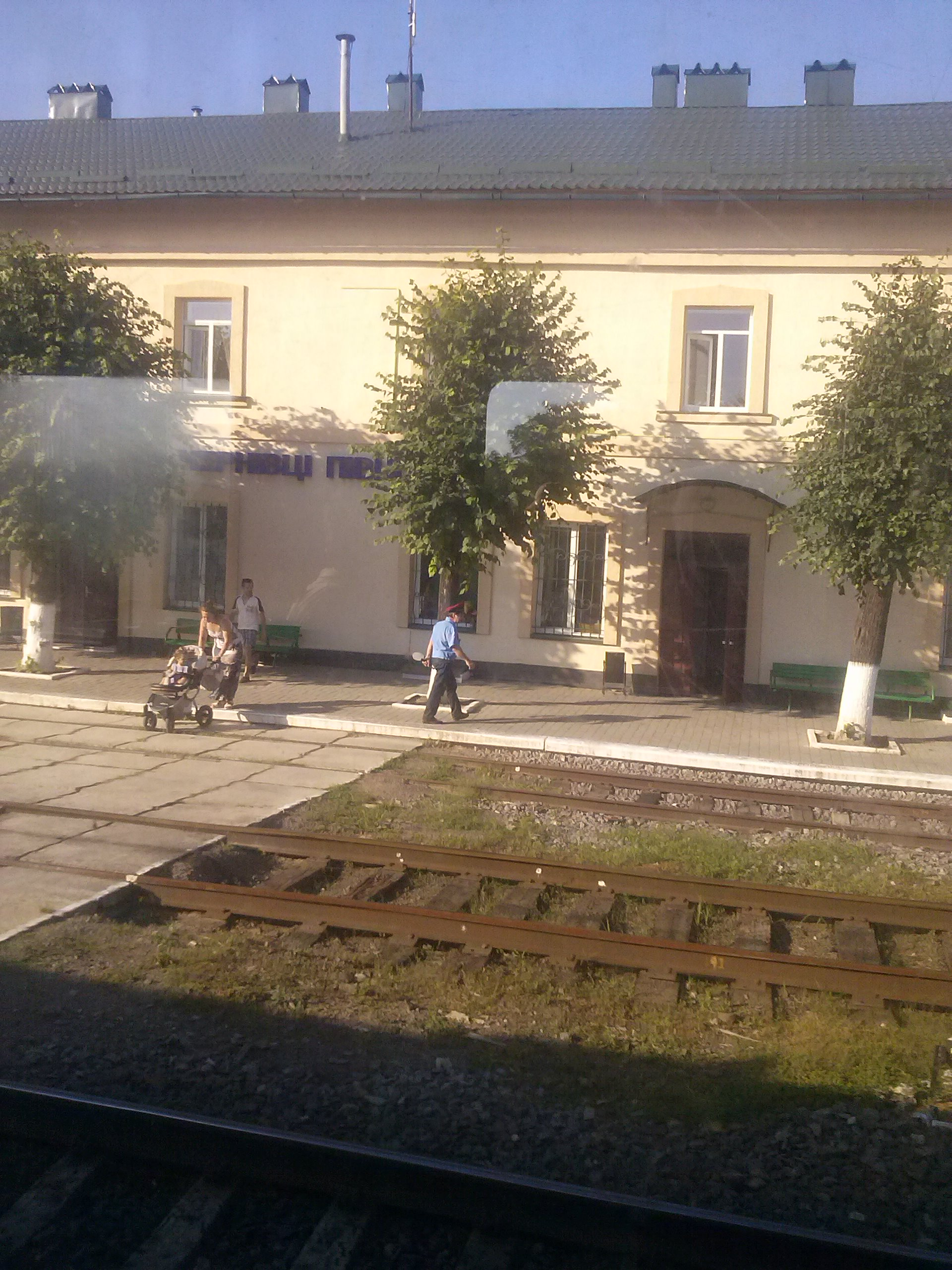
Чернівці-Північна
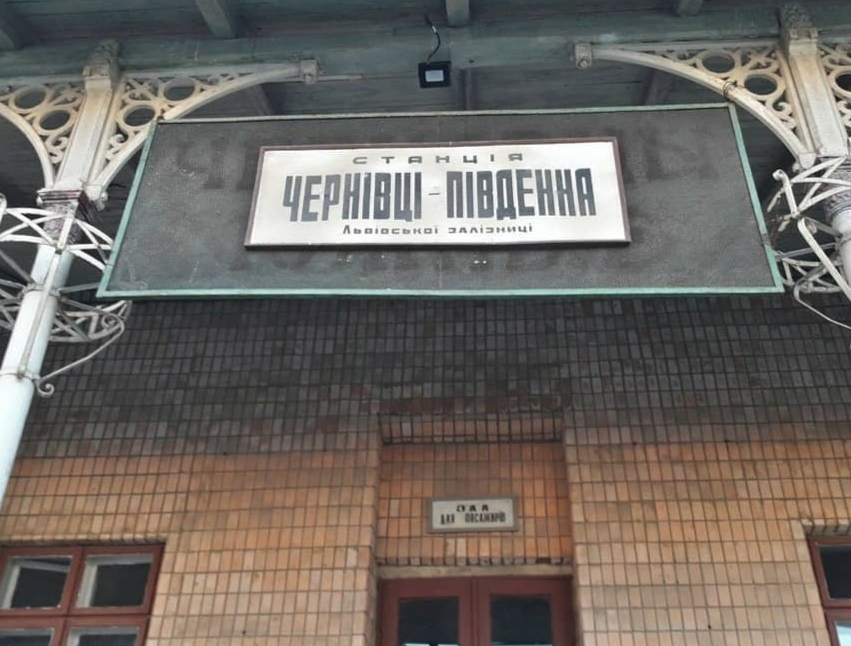
Чернівці-Південна
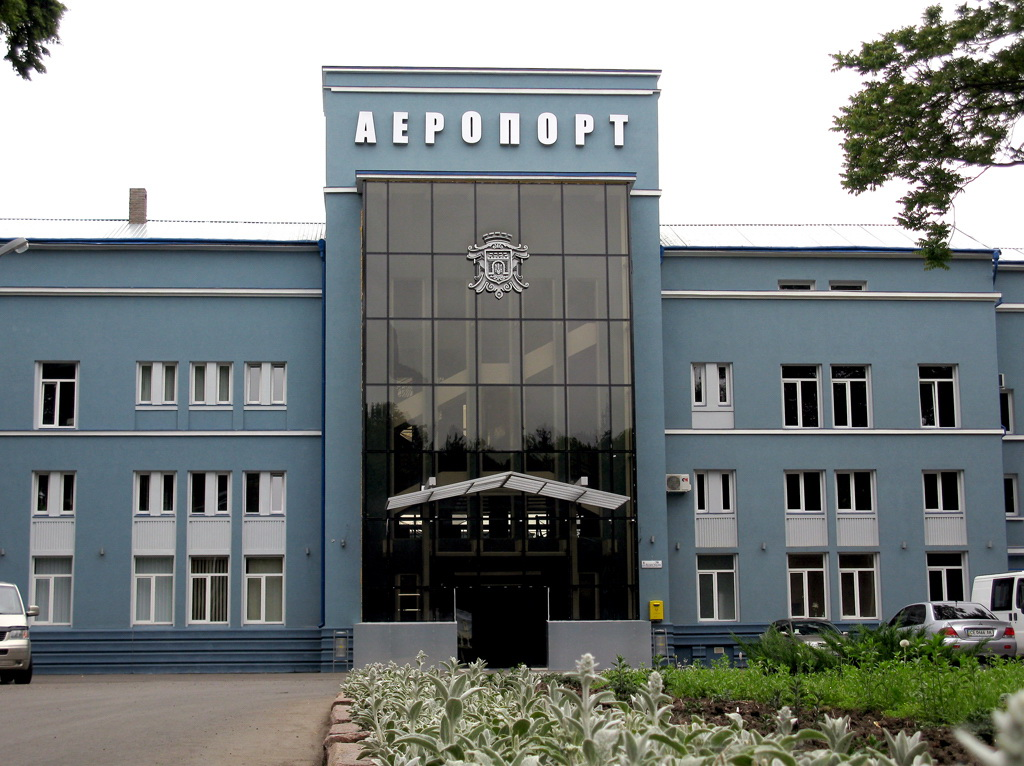
Міжнародний аеропорт «Чернівці»

### Громадський транспорт
Чернівці мають давні традиції громадського транспорту. З 18 липня 1897 по 21 березня 1967 роки  в місті існувало трамвайне сполучення. Наразі перевезення пасажирів в місті здійснюють пасажирські перевезення тролейбуси, муніципальні автобуси, маршрутне таксі й таксі. Загалом існують 43 автобусних та 9 тролейбусних маршрутів. Крім того, послуги з перевезення пасажирів надають близько 20 служб таксі, включаючи такі сервіси як Uklon та Bolt.

Моделі тролейбусів м. Чернівці
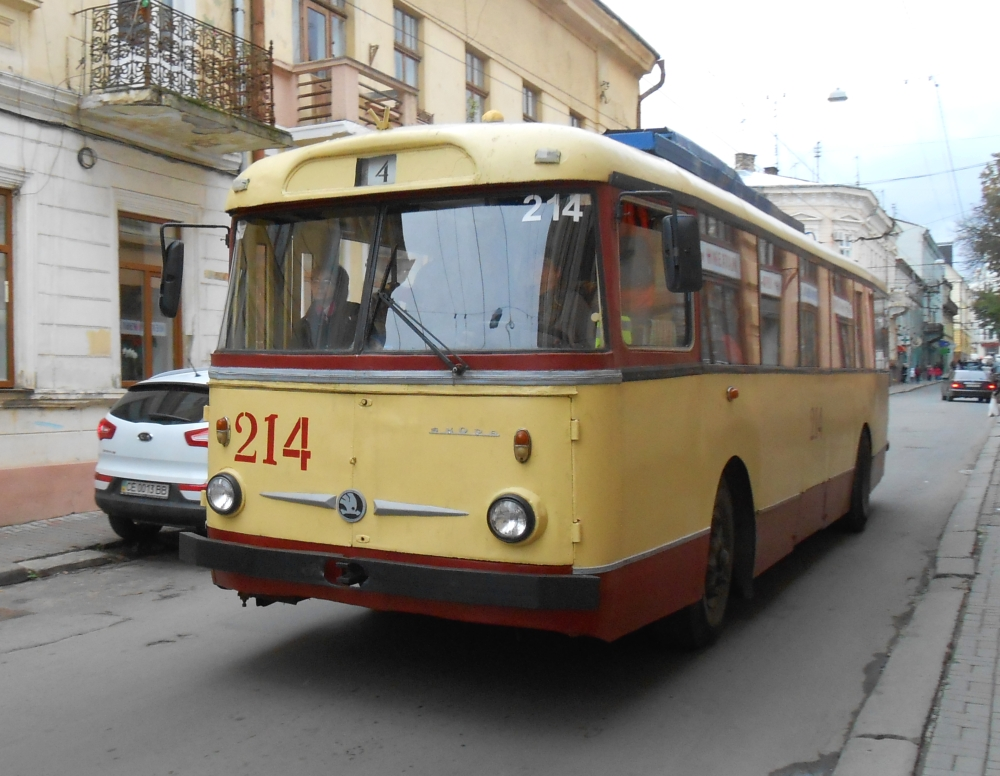
Škoda 9TrH27
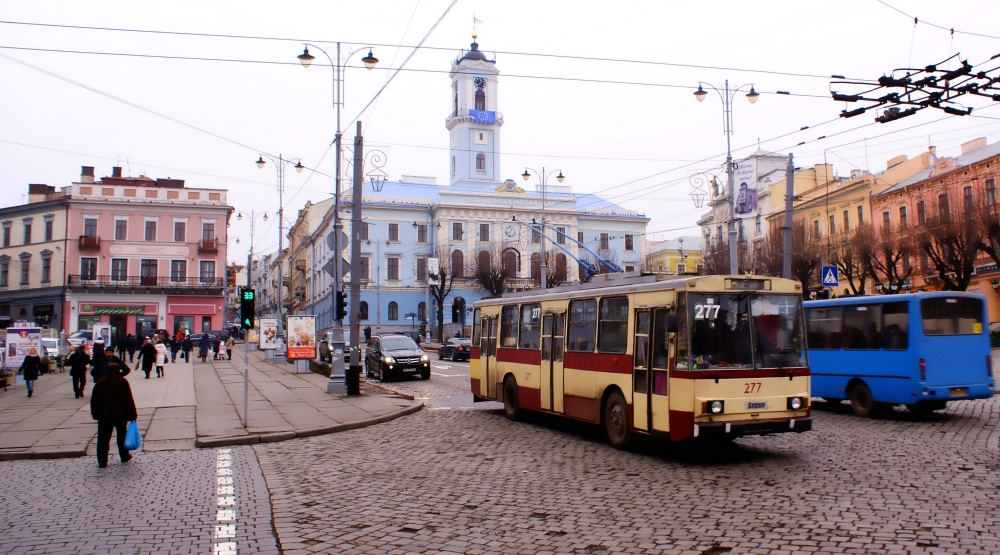
Škoda 14Tr02/6
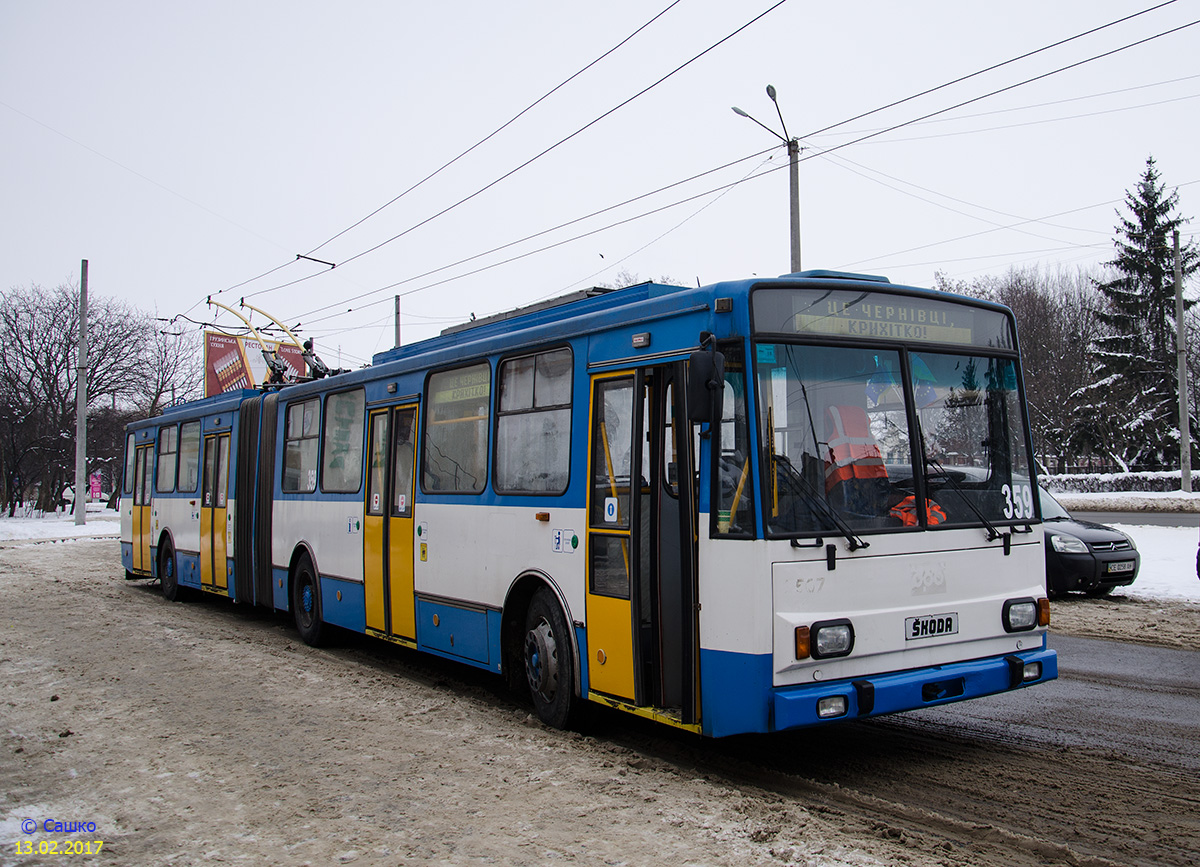
Škoda 15TrM
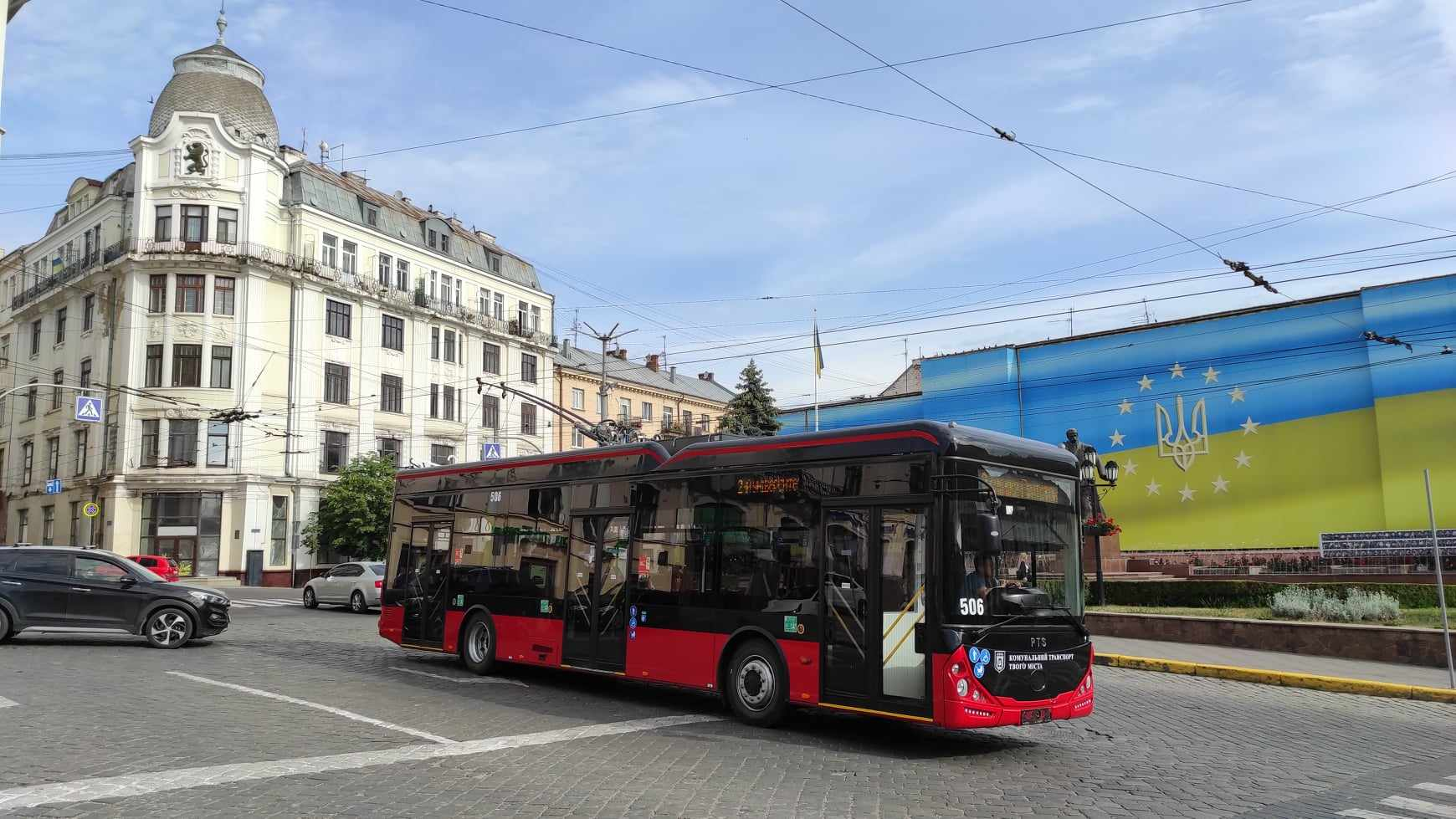
PTS T12309

Провідним громадським транспортом у місті є тролейбус. Тролейбусний рух у Чернівцях відкрито 1 лютого 1939 року. В період Другої світової війни тролейбусний рух тимчасово припинявся. При відступі румунських військ було вивезено майже весь рухомий тролейбусний парк, 7 з 8 тролейбусів, у 1944 році довелось тролейбусний рух відновлювати наново. Тролейбусне депо функціонує з 1966 року. У 1995 році споруджено нове депо Чернівецького автобусно-тролейбусного підприємства (ЧАТП). З липня 2013 року тролейбуси, які курсували маршрутами № 1, 2, 4, 6, 6А базувалися у депо на вулиці Комунальників, а тролейбуси маршрутів № 3, 3А, 5 на проспекті Незалежності, з осені 2015 року майже всі тролейбуси перебували на території депо по вулиці Комунальників. До 1 липня 2008 року в Чернівцях існувала унікальна ситуація, коли різні маршрути одного міста обслуговувалися різними підприємствами, тобто мережа складалася з двох окремих частин, не пов'язаних між собою безпосередньо — ЧАТП (маршрути № 2 та 4) та ЧТУ (решта маршрутів). Напередодні об'єднання було споруджено невелику лінію в центрі міста, яка фактично об'єднала всю мережу.

## Освіта

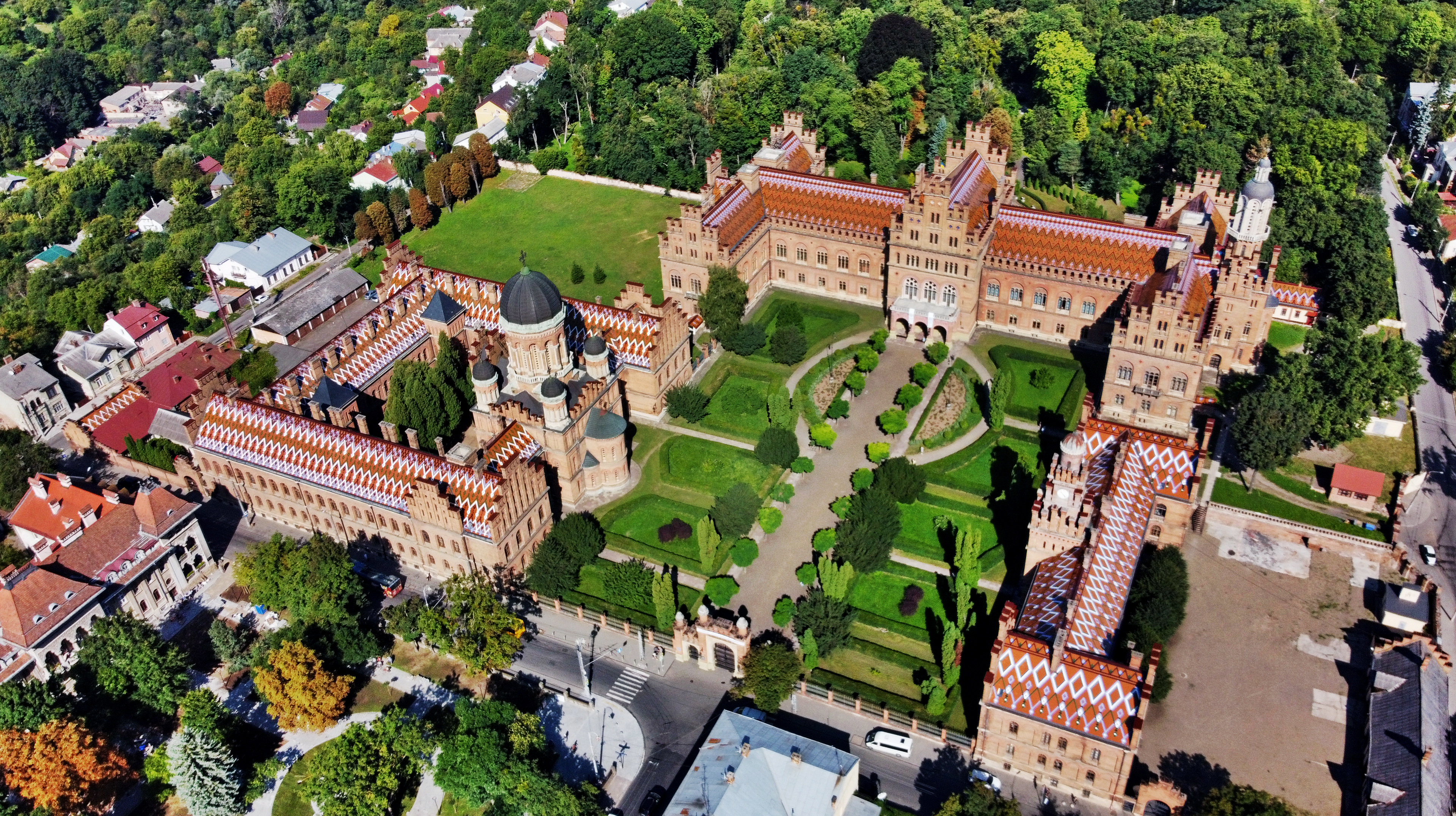
Чернівецький національний університет імені Юрія Федьковича

Організаторську та контролюючу функції щодо забезпечення державної політики в галузі дошкільної і шкільної освіти здійснює Управління освіти Чернівецької міської ради.
Станом на січень 2020 року в місті функціонувало 53 навчальні шкільні заклади, а саме:
- 32 загальноосвітні школи І—III ступенів;
- 3 спеціалізовані школи І—III ступенів;
- 5 ліцеїв та 7 гімназій;
- 3 навчально-виховні комплекси;
- 3 приватні школи: «Надія», «Гармонія» і «Соломон».

У цих загальноосвітніх навчальних закладах здобували освіту 27 649 школярів (у 973 класах), а у 52 дитячих дошкільних навчальних закладах — виховувалася 10 541 дитина.
Вищу освіту в Чернівцях можна здобути в 7 освітніх закладах, з-поміж яких 3 є державними, 2 — приватні, 1 — відокремлена структура іншого вищого навчального закладу, і ще один є невідокремленою структурою (факультетом) вишу, розташованого в іншому місті:
- Чернівецький національний університет імені Юрія Федьковича[82] — один із небагатьох класичних університетів у державі. Він був відкритий 4 жовтня 1875 р. згідно з указом австрійського цісаря Франса Йосифа. Тоді університет складався з трьох факультетів: філософського, теологічного та юридичного. Сьогодні в університеті функціонує 16 факультетів і Чернівецьке педагогічне училище в складі ЧНУ. Тут навчається майже 13 тис. студентів на 61 спеціальності; головними напрямками підготовки є природничі, точні та гуманітарні науки, єдиний виш у країні, де готують цивільних богословів.

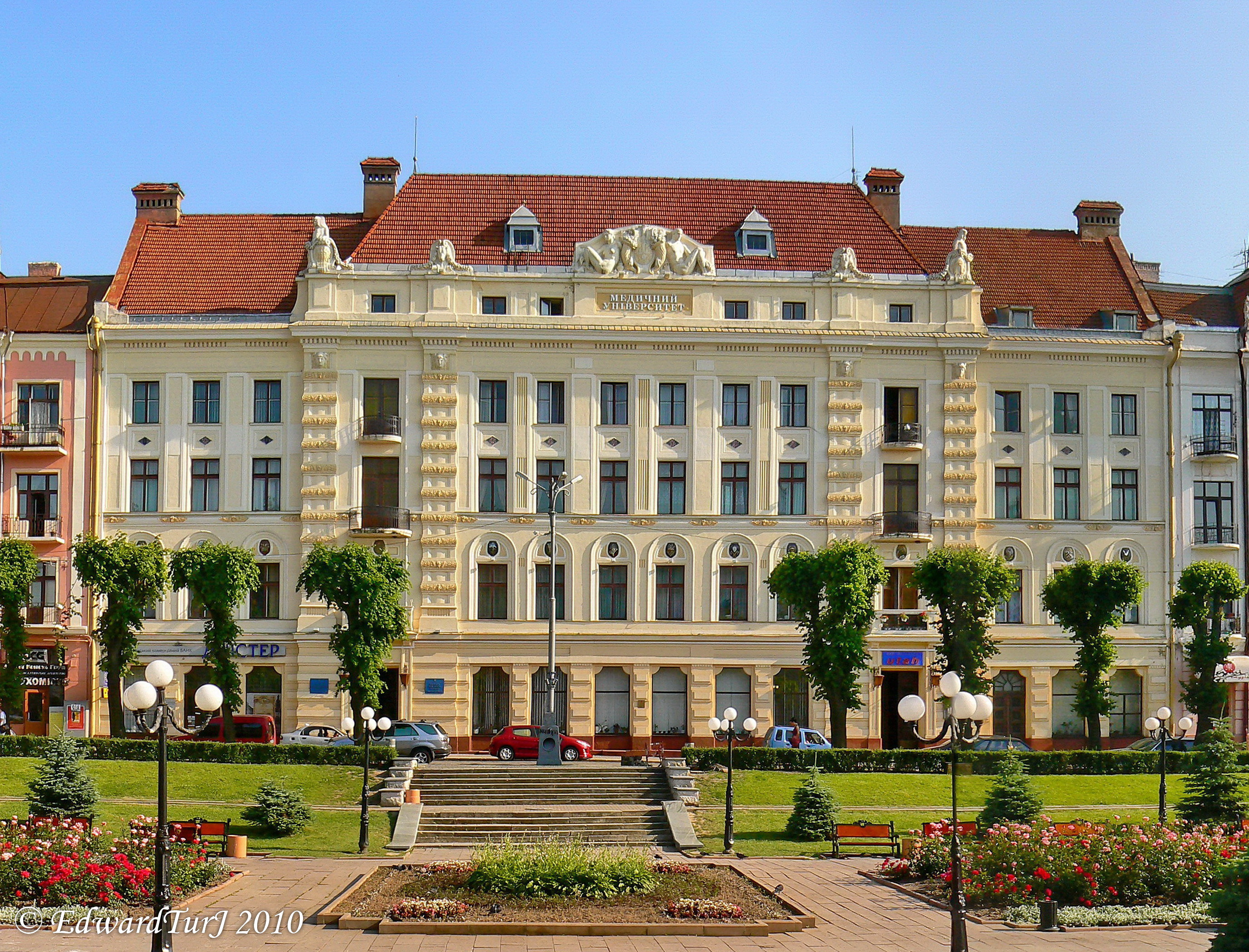
Буковинський державний медичний університет

- Буковинський державний медичний університет[83]. Університет має високий науково-педагогічний потенціал. Навчальний процес на 42 кафедрах забезпечують 75 докторів та 321 кандидат наук. Професорсько-викладацький склад здійснює підготовку 4374 студенти, з них понад 675 — громадяни з 35 країн світу. Навчання іноземних студентів здійснюється англійською мовою. На факультеті післядипломної освіти навчається близько 800 лікарів-інтернів та понад 2000 лікарів-слухачів; В університеті забезпечується безперервність та наступність вищої медичної освіти: молодший спеціаліст, бакалавр, лікар-спеціаліст, магістр, аспірант. БДМУ готує фахівців зі спеціальностей «Лікувальна справа», «Педіатрія», «Стоматологія», «Медична психологія», «Клінічна фармація», «Фармація», «Сестринська справа», «Лабораторна діагностика». Післядипломна підготовка лікарів здійснюється в інтернатурі, магістратурі, аспірантурі, докторантурі, клінічній ординатурі; на передатестаційних циклах, циклах тематичного вдосконалення, циклах спеціалізації, циклах стажування. Працює Інформаційний Центр Абітурієнта БДМУ [Архівовано 12 квітня 2011 у Wayback Machine.].
- Західноукраїнський економіко-правничий університет — перший приватний вищий навчальний заклад на Буковині; 1273 студенти; готує спеціалістів для різних галузей народного господарства з правознавства, фінансів, обліку та аудиту, економіки підприємництва.
- Чернівецький торговельно-економічний інститут Київського національного торговельно-економічного університету — 4285 студентів; готує спеціалістів у сфері внутрішньої і зовнішньої торгівлі, ресторанного бізнесу, державної фінансової системи і права, митної служби, антимонопольної діяльності, економіки підприємництва, банківської і страхової справи, податкового і бухгалтерського обліку та контролю, аудиту, туризму, готельного господарства, побуту та інших ланок інфраструктури.
- Чернівецький факультет Національного технічного університету «Харківський політехнічний інститут».
- Чернівецька філія Міжрегіональної Академії управління персоналом. Сьогодні ЧФ МАУП — це структурний підрозділ Міжрегіональної Академії управління персоналом і Тьюторський центр Телеуніверситету МАУП, що веде підготовку молодших спеціалістів, бакалаврів, спеціалістів, магістрів на денній, заочній та дистанційній формах навчання (Інтернет-навчання та з використанням мультимедійних технологій) із напрямків: «Правознавство», «Менеджмент організацій», «Економіка і підприємництво», «Практична психологія», «Управління навчальним закладом», «Адміністративний менеджмент». За роки свого існування навчальний заклад підготував 1465 фахівців (на 01.10.2012 р.), які трудяться в різних галузях економіки Чернівецької області, а також в органах виконавчої влади, органах місцевого самоврядування, судових та правоохоронних органах, підприємствах та організаціях краю[84].
- Приватний вищий навчальний заклад — Буковинський університет.

## Засоби масової інформації

### Газети
- «Доба»
- «Молодий буковинець»
- «Чернівці»
- «Буковина»
- «Версії»
- «Буковинське Віче»
- «Час»
- «Свобода Слова»
- «Погляд»
- «Ріо»
- «Новини від Юстиції»
- Онлайн ЗМІ «Платинова Буковина»
- Онлайн ЗМІ «Євромісто»
- Інформагентство «Західне агентство новин» (ЗАН)

### Телебачення
- Суспільне Чернівці
- С4
- Телеканал ТВА
- ТК «Чернівецький промінь»
- Місто ТБ

### FM-радіомовлення
| №п/п | Частота, МГц | Назва                  | Логотип | Юридична особа | Ліцензія  | Потужність, кВт | Адреса вежі      | Передавач |
| ---- | ------------ | ---------------------- | ------- | -------------- | --------- | --------------- | ---------------- | --------- |
| 1    | 88,0         | конкурс від 17/07/2025 |         |                |           | 0,2             | вул. Білецька, 6 | ЧФКРРТ    |
| 2    | 89,1         | конкурс від 17/07/2025 |         |                |           | 0,1             | вул. Білецька, 6 | ЧФКРРТ    |
| 3    | 91,3         | Радіо Байрактар        |         |                |           | 0,1             | вул. Білецька, 6 | ЧФКРРТ    |
| 4    | 91,8         | Українське радіо       |         |                | L11-01052 | 0,5             | вул. Білецька, 6 | ЧФКРРТ    |
| 5    | 96,5         | Наше радіо             |         |                | L11-01999 | 0,2             | вул. Білецька 6  | ЧФКРРТ    |
| 6    | 98,3         | Радіо Культура         |         |                | L11-01063 | 0,1             | вул. Білецька, 6 | ЧФКРРТ    |
| 7    | 100,0        | «Буковинська Хвиля»    |         |                |           | 1               | вул. Білецька, 6 | ЧФКРРТ    |
| 8    | 101,2        | Радіо «П'ятниця»       |         |                | L11-00204 | 0,25            | вул. Білецька, 6 | ЧФКРРТ    |
| 9    | 102,4        | «Люкс FM»              |         |                |           | 1               | вул. Білецька, 6 | ЧФКРРТ    |
| 10   | 103,2        | «Радіо 10»             |         |                |           | 0,5             | вул. Білецька, 6 | ЧФКРРТ    |
| 11   | 103,6        | «Radio NV»             |         |                | L11-00051 | 0,5             | вул. Білецька, 6 | ЧФКРРТ    |
| 12   | 105,0        | Радіо Промінь          |         |                | L11-01064 | 1               | вул. Білецька, 6 | ЧФКРРТ    |
| 13   | 106,6        | «С4 FM»                |         |                |           | 1               | вул. Білецька, 6 | ЧФКРРТ    |

### УКХ-радіомовлення
| №п/п | Частота, МГц | Назва                 | Потужність, кВт | Адреса вежі      | Передавач |
| ---- | ------------ | --------------------- | --------------- | ---------------- | --------- |
| 1    | 66,41        | Радіо Марія           | 0,5             | вул. Білецька, 6 | ЧФКРРТ    |
| 2    | 69,26        | Світле радіо Еммануїл | 1               | вул. Білецька, 6 | ЧФКРРТ    |

## Охорона здоров'я
У місті функціонує 39 лікувальних закладів, у тому числі: 16 міської комунальної власності, 19 — обласної, 4 — відомчі, які надають первинну медико-санітарну, кваліфіковану та спеціалізовану допомогу. Всі лікувальні установи міської комунальної власності акредитовані Державною акредитаційною комісією.
Надання медичної допомоги в закладах охорони здоров'я територіальної громади м. Чернівців ведеться за такими напрямками:
- швидка медична допомога (станція швидкої медичної допомоги);
- амбулаторно-поліклінічна допомога (4 міських поліклініки по обслуговуванню дорослого населення, амбулаторія загальної практики сімейної медицини № 1, міська дитяча поліклініка, жіночі консультації двох пологових будинків, дві стоматологічні поліклініки: для дорослих та для дітей, поліклініка профілактичних оглядів);
- кваліфікована і спеціалізована медична допомога (три міських лікарні, два пологових будинки, міська дитяча клінічна лікарня).

Медичні послуги територіальній громаді міста надають 4,47 тисячі осіб, із них 1102 лікарі, 1902 середніх медпрацівників, 1473 особи молодшого та обслуговуючого персоналу.
У медичній галузі міста працює 9 заслужених лікарів, 20 кандидатів медичних наук, 588 лікарів вищої та першої категорії.
Робота управління охорони здоров'я міста націлена на реалізацію заходів оптимізації та регіонального реформування медичної галузі, продовження роботи щодо подальшого зміцнення матеріально-технічної бази лікувально-профілактичних установ, покращення медичного забезпечення жінок та дітей, удосконалення спеціалізованої медичної допомоги населенню, забезпечення належної організаційної роботи галузі по раціональному використанню наявних ресурсів, залучення інших джерел фінансування, впровадження сучасних технологій.

## Культура
У місті діють 2 театри, обласна філармонія, зал органної музики, численні музеї, кінотеатри, 41 бібліотека, центральний палац культури і 17 закладів культури клубного типу; комфорт і спокій життя в місті створюють парки, сквери та зелені насадження.

### Релігія

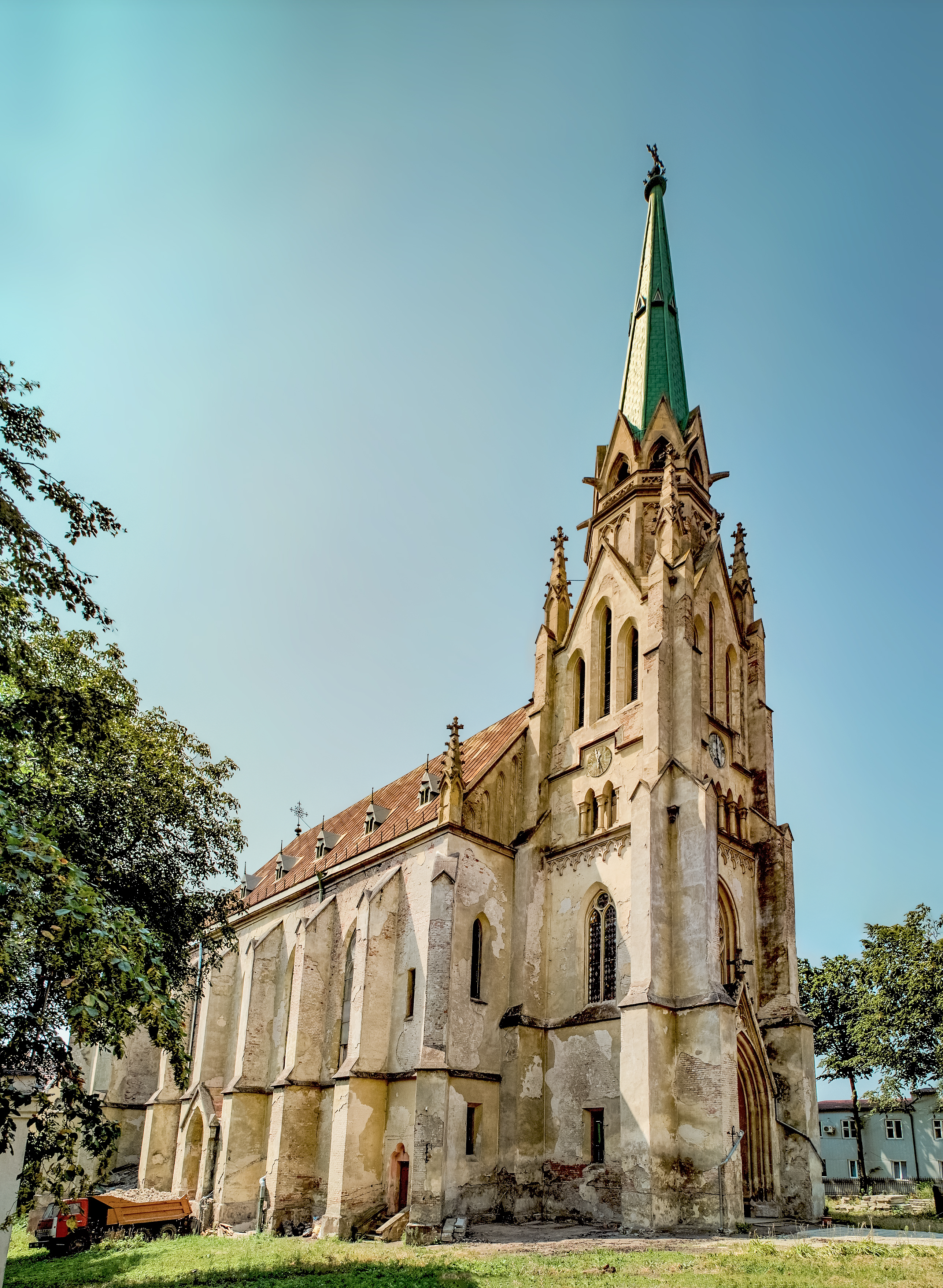
Костел Серце Ісуса

Кафедральний собор Святого Духа (Святодухівський собор) — собор Православної церкви України в Чернівцях.
Перший камінь у його фундамент був закладений у липні 1844 року. Будівництво велося під наглядом крайового інженера А. Маріна та віденського архітектора А. Рьолля, а в 1860 році за проєктом Йосефа Главки було перебудовано фасад храму. Через 20 років після початку робіт у липні 1864 р. владика Євген Гакман освятив Кафедральний собор. Проте внутрішні оздоблювальні роботи продовжувались аж до кінця століття. Так, ще в 1892—1896 роках група художників із Відня розписувала стіни. Собор вражає своєю величною красою. Він побудований у стилі італійського Ренесансу, причому за основу був узятий один із проєктів Петербурзького Ісаківського Собору, подарований єпископу Є. Гакману під час його паломництва до Троїце-Сергієвої Лаври.
Українська греко-католицька церква має в Чернівцях велику кількість вірян, які з кожним Божим роком збільшуються. Станом на 2024 рік у місті споруджено п'ять храмів або молитовних каплиць. Головний храм, що представляє УГКЦ на Буковині — Катедральний собор Успіння Пресвятої Богородиці, якому в 2021 році виповнилось 200 років. Він також носить звання найстарішого храму, що було споруджено на теренах Буковини протягом останніх декількох століть. 12 вересня 2017 року папа Франциск потвердив рішення Синоду єпископів УГКЦ про утворення окремої Чернівецької єпархії і призначення її єпископом Йосафата Мощича, дотеперішнього єпископа-помічника Івано-Франківського.
Вірменська церква Чернівців — діюча вірменська католицька церква східного обряду Святих апостолів Петра та Павла в місті Чернівці. Збудована і освячена 1875 року, функціонує з перервою на час перебування радянської влади на Буковині. Занесена до списку будівель міста, що охороняються законом України.
Базиліка‭ ‬Воздвиження Всечесного Хреста — римо-католицька церква, що має статус малої базиліки, перша мурована споруда міста. Однією із перших мурованих споруд Чернівців була римо-католицька церква. Її історія розпочинається з часу входження Буковини до складу Австрії в 1774 році. На час приєднання Буковини до Австрії у краї не було римо-католицьких храмів. Перша свята меса відбулася у дерев'яному будинку генерала Габріеля фон Сплені — першого австрійського управителя Буковини, в якій взяла участь тільки невелика кількість римо-католиків. 1778 року в Чернівцях було закінчено будівництво першого костелу. Архітектурній споруді костелу‭ ‬Воздвиження Всечесного Хреста притаманні класицистичні риси. (Інші джерела оцінюють стиль як єзуїтський). Також у різних мікрорайонах міста розташовані численні каплиці, церкви.
Архітектурною спадщиною ЮНЕСКО в м. Чернівцях є резиденція митрополитів Буковини та Далмації.

### Театри і музика
У місті діють 3 театри:

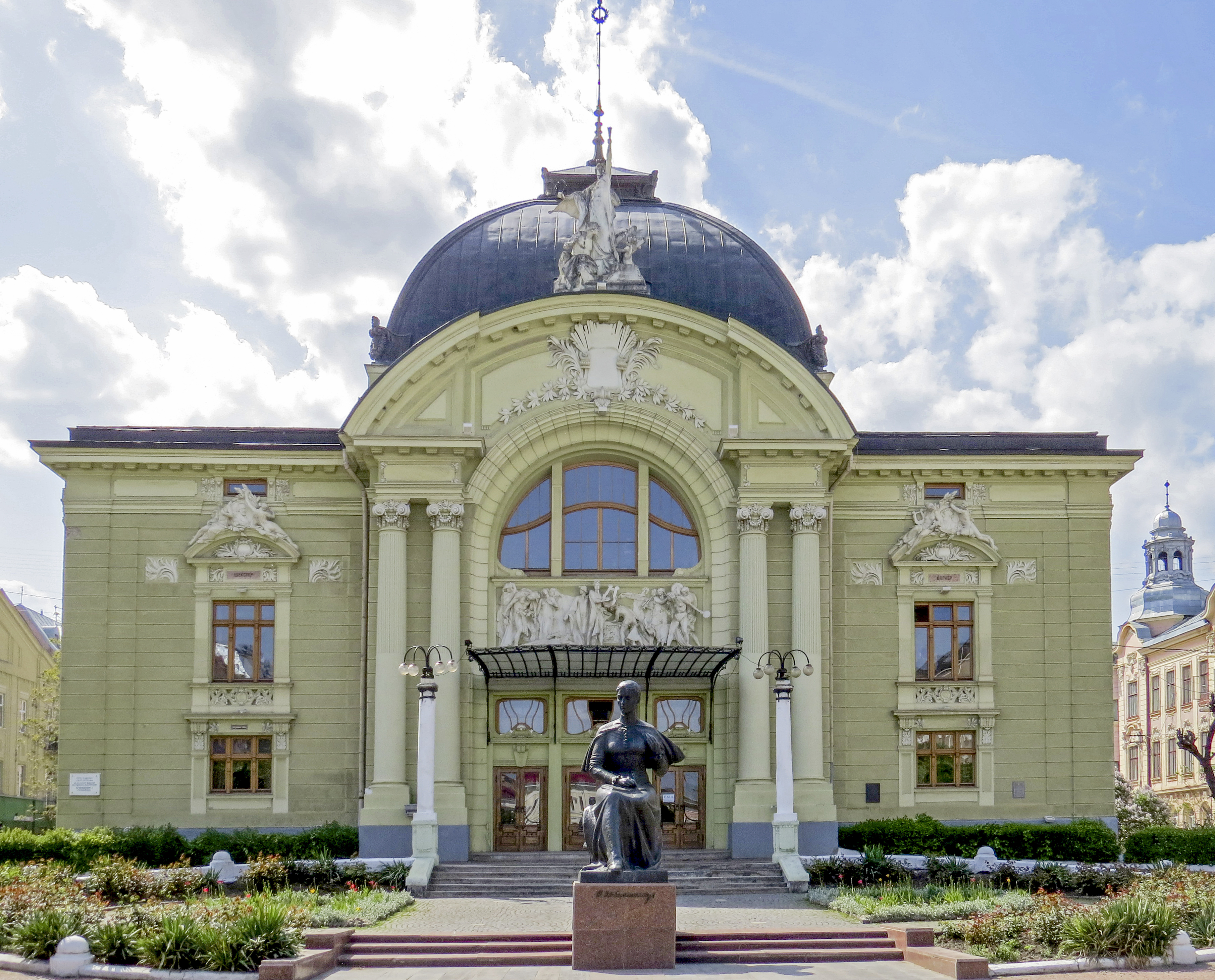
Чернівецький український музично-драматичний театр імені Ольги Кобилянської

- Чернівецький музично-драматичний театр імені Ольги Кобилянської;
- Чернівецький академічний обласний театр ляльок.
- Духовно-мистецький центр «Голос»

Музичне життя міста представлено обласною філармонією, в якій розпочинали свій творчий шлях народні артисти України Софія Ротару, Назарій Яремчук, Василь Зінкевич, Павло Дворський, Лілія Сандулеса, Іво Бобул, Анатолій Євдокименко, чимало заслужених артистів країни.
Нині Чернівецька обласна філармонія зі своїм творчим складом стоїть у перших лавах провідних філармоній України, в якій зокрема функціонують такі творчі колективи:
- Заслужений академічний Буковинський ансамбль пісні і танцю України (1944 p.);
- Камерний оркестр (1975);
- Концертна група солістів «Музична просвіта» (1953);
- Дует «Писанка» (1990);
- Симфонічний оркестр (1992);
- Академічний камерний хор «Чернівці» (1993);
- Естрадна група (1998)[87].

18 серпня 1992 року відбулось урочисте відкриття Залу органної та камерної музики, присвячене 1-й річниці Дня Незалежності України.

### Музеї
Чернівці славляться своїми музеями:

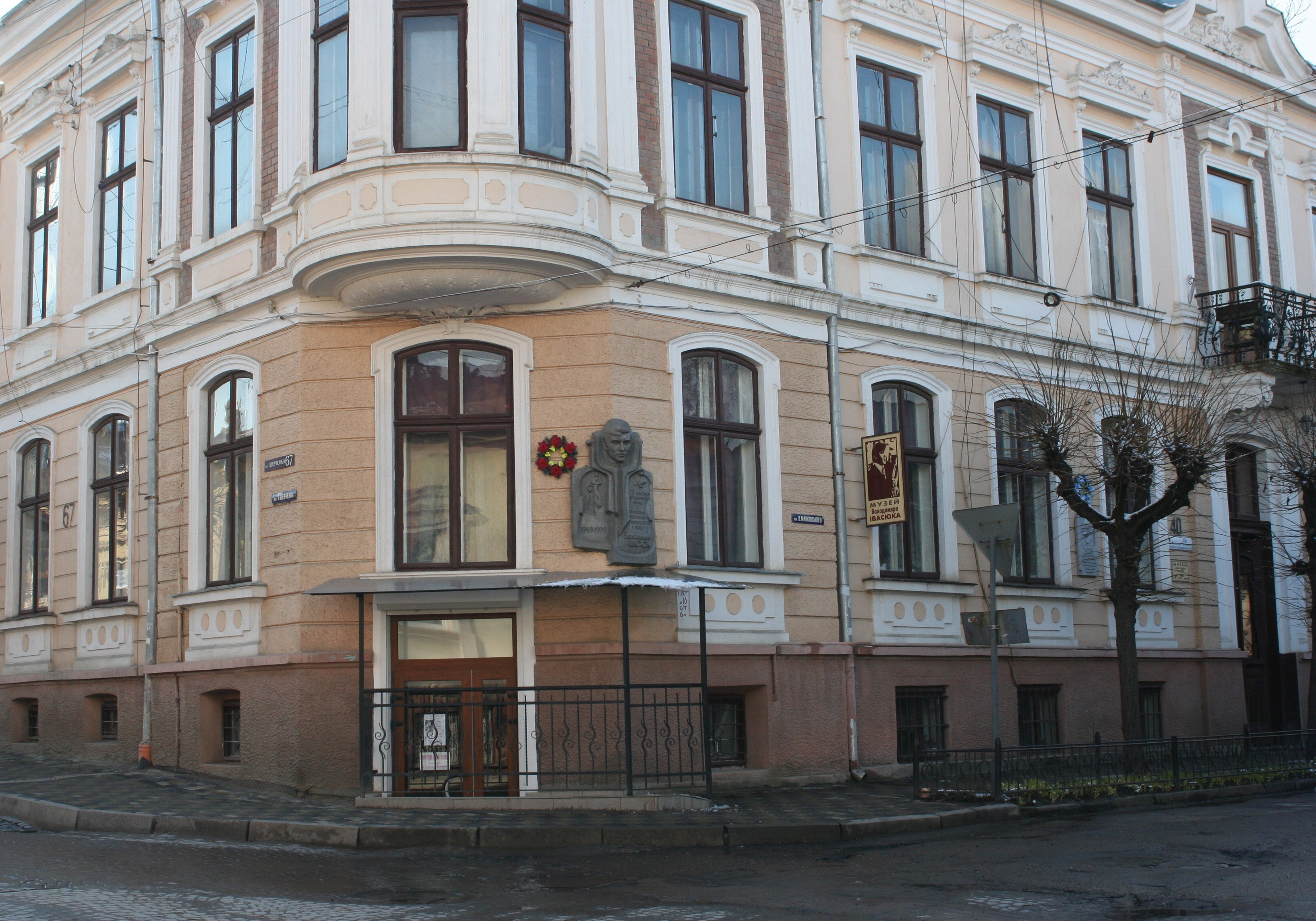
Меморіальний музей В. Івасюка

- Чернівецький краєзнавчий музей (вул. О. Кобилянської, 28) — найбільше зібрання матеріалів і артефактів природи, історії та культури Північної Буковини: колекція стародруків з унікальною Острозькою біблією, друкованою Іваном Федоровим у 1581 р.; нумізматична колекція, яка налічує понад 3 тис. монет; цікава колекція зброї; археологічна колекція, що нараховує понад 12 тисяч музейних предметів. Гордістю музею є колекція творів образотворчого та декоративно-прикладного мистецтва, основу якої складають ікони XVI—XVIII ст., роботи видатних буковинських митців. Природнича збірка налічує майже 10 тисяч натуральних зразків (опудала, мокрі препарати, гербарій, ентомологічні колекції тощо);
- Чернівецький художній музей[88] (площа Центральна, 10). Сама споруда має художню цінність: в її оформленні віртуозно поєднані скульптура, живопис, ліпнина, вітражі, художній метал. Загальна кількість експонатів музею перевищує 8400. Тут створено колекцію унікальних буковинських народних образів та ікон на склі XIX—XX ст., буковинських народних килимів XIX—XX ст., буковинських і гуцульських писанок, а також зберігаються такі рідкісні пам'ятки, як композиція «Страшний суд», буковинські ікони XVII—XX ст. та стародруки, серед них «Апостол» 1632 р. В експозиції живопису художнього музею представлені загалом рідкісні полотна, які належать пензлям знаних буковинських малярів, що працювали переважно в класичній манері;
- Музей історії та культури євреїв Буковини[89](Театральна пл., 10). Знаходиться у колишньому Єврейському народному Домі (нині Центральний міський палац культури). Основною концепцією музею є відображення та підкреслення характерних рис саме буковинського єврейства — буковинського феномена XIX — початку XX сторіч на Буковині, який суттєво відрізнявся від феноменів сусідніх галицького, бессарабського та подільського єврейства.
- Музей буковинської діаспори (вул. Йосипа Главки, 1);
- Чернівецький обласний музей народної архітектури та побуту[90] (вул. Світловодська, 2) — архітектурно-ландшафтний комплекс, який складається з пам'яток народної архітектури кінця XVIII — першої половини XX ст. Просто неба відтворене стародавнє буковинське село, де можна ознайомитися з народною архітектурою та побутом буковинців різних районів та етнографічних груп. Експозиція музею включає близько 35 споруд, перевезених із різних куточків області й відтворених у первісному вигляді з відповідним природним оточенням;
- Літературно-меморіальний музей Ольги Кобилянської (вул. Софії Окуневської, 5);
- Літературно-меморіальний музей Юрія Федьковича (пл. Соборна, 10);
- Меморіальний музей Володимира Івасюка (вул. Маяковського, 40/1);
- Музей авіації та космонавтики (вул. Головна, 220)[91].

### Розваги і кіно

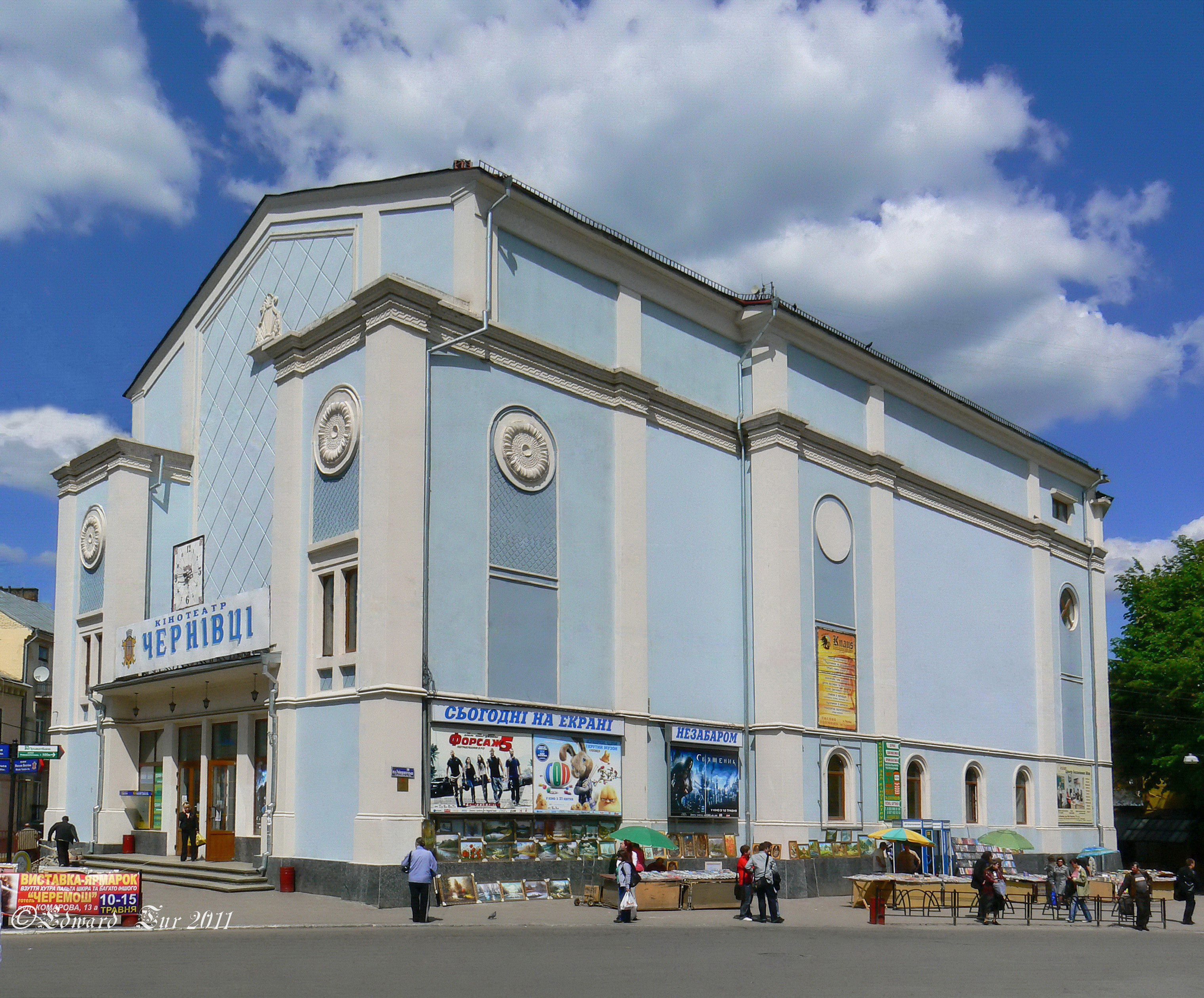
Кінопалац «Чернівці»

У вересні 2009 року в Чернівцях відкрився центр розваг «Панорама-Чернівці» — тут працюють льодовий майданчик, боулінг, 2 більярдні зали, скеледром, зал лазерних боїв, кілька дитячих кімнат відпочинку, а також арткафе, 2 кінотеатри, один із них — формату 5D (об'ємне зображення, що виходить за межі екрана та супроводжується спецефектами). До послуг відвідувачів 17 закладів громадського харчування зі стравами кухонь від народної буковинської до італійської, винне подвір'я. Цей комплекс отримав свою назву через те, що з третього-четвертого поверхів у ньому відкривається чудова панорама міста, звідки видно всі архітектурні перлини столиці Буковини, в тому числі й університет — колишню резиденцію буковинських митрополитів.
Станом на початок 2024 року в місті діють 5 кінотеатрів:
- кінопалац «Чернівці» (у приміщенні колишнього темплю — міської хоральної синагоги);
- кінотеатр імені І. Миколайчука (славетний український актор Іван Миколайчук родом з села Чортория Вижницького району Чернівецької області);
- палац кіно імені О. Кобилянської (3D);
- 3D-кінотеатр «SmartCinema» у ТРЦ «DEPOt» (7 залів);
- 3D-кінотеатр «StarMax», вул. Головна, 119-В (4 зали).

### Фестивалі та ярмарки
У Чернівцях щороку проводяться кілька фестивалів та ярмарків. Серед них:
- Поетичний фестиваль «Meridian Czernowitz»;
- Фольклорно-етнографічний фестиваль «Буковинська Маланка»;
- Етнодуховний фестиваль «Обнова-фест»;
- «Петрівський ярмарок».

У Чернівцях часто проводять різного роду виставки у музеях та в Центрі культури «Вернісаж», що на вулиці Івана Франка.

### Спорт
ФК «Буковина» представляє місто у Першій лізі Чемпіонату України з футболу. Домашньою футбольною ареною «Буковини» є однойменний стадіон.
Окрім професійного футбольного клубу в Чернівцях також базується низка аматорських команд, які змагаються у чемпіонаті та кубку Чернівецької області: ФК «Фазенда», ФК «Садгора», УСК «Довбуш».
У 2023 році після майже 10-річної перерви відновила своє існування чернівецька волейбольна команда «Буковина», яка раніше мала назву «Будівельник». Нині вона виступає у чоловічій Суперлізі України. ВК «Буковинка» з Чернівців виступає у жіночій Суперлізі відповідно.

## Парки та природно-заповідні об'єкти

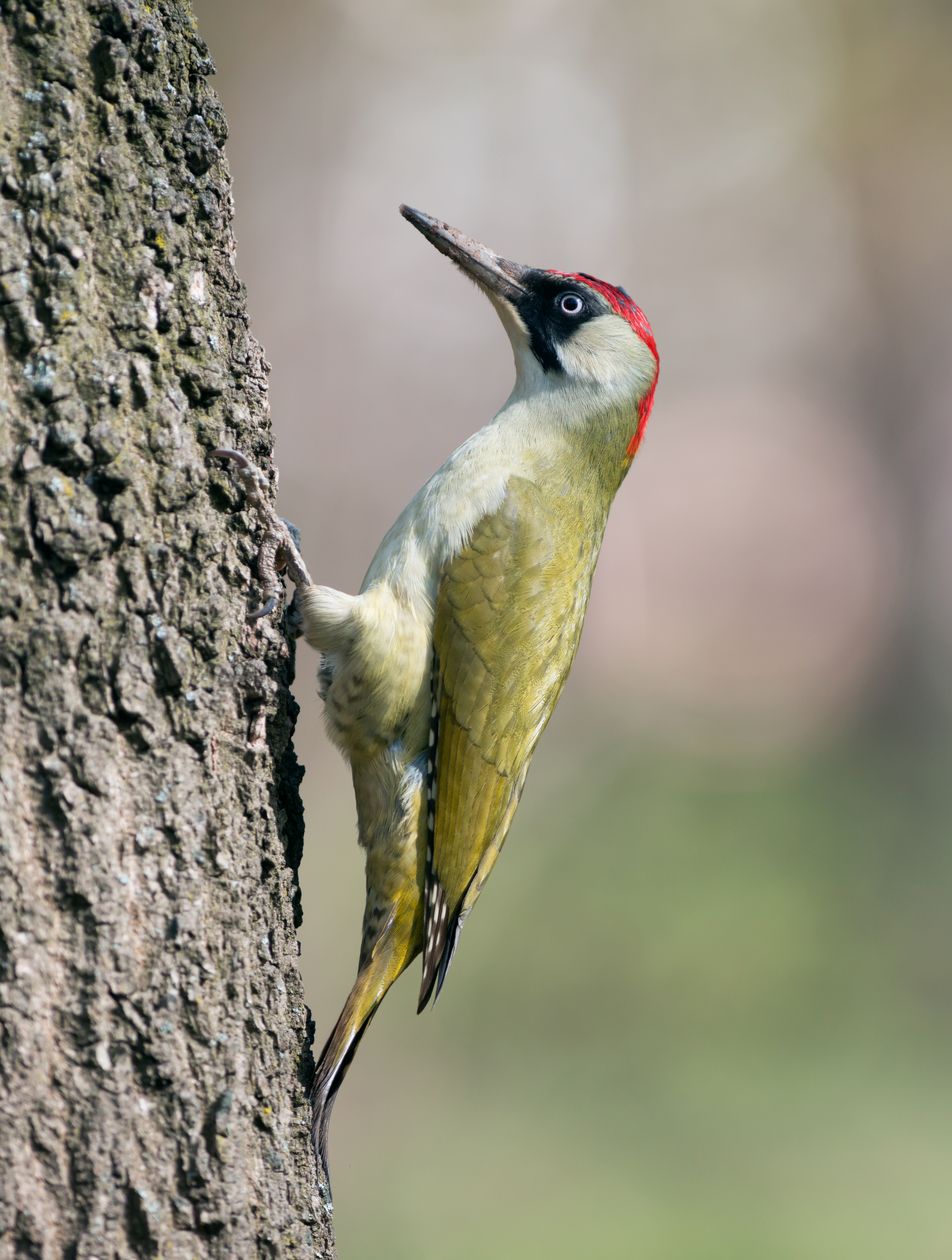
Жовна зелена, ЦПКіВ ім. Т. Шевченка

### Парки
Ботанічний сад Чернівецького національного університету (загальнодержавного значення), Чернівецький дендропарк (загальнодержавного значення), Парк імені Тараса Шевченка, Парк Реформації (Жовтневий), парк ім. Ф. Шиллера, парк ім. Ю. Федьковича, парк-сквер (вул. Кордуби), парк-сквер (вул. Стеценка), парк-сквер (Соборна площа), Садгірський (вул. Підкови), Садгірський (вул. Д. Квітковського).

### Ландшафтні заказники
Гарячий Урбан і (частина) Цецино (загальнодержавного значення).

### Пам'ятки природи
Ботанічні: Берека звичайна, Гінкго дволопатеве, Група рідкісних дерев (вул. Буковинська), Група рідкісних дерев (вул. Головна), Група рідкісних дерев (вул. Курильська), Група різновидностей рідкісних дерев, Діброва, Дуб крупноплідний, Кедр європейський (вул. Аксенина), Кедр європейський (вул. Стрийська), Лавр благородний, Магнолія Кобус, Магнолія Суланжа (вул. Аксенина), Магнолія Суланжа (вул. Українська), Магнолія Суланжа (вул. 28 Червня), Псевдотсуга тисолиста, Сквер із різновидностями рідкісних дерев (вул. Л. Українки), Сквер із різновидностями рідкісних дерев (на розі Університетської та Коцюбинського), Туя західна, Черемха звичайна, Ялина колюча.
Гідрологічні: Садгірська мінеральна.

## Туризм та екскурсії
Впродовж віків Чернівці сформувались як місто з унікальною різностильовою архітектурою, багатою культурною спадщиною і толерантною атмосферою. Його планування при значних перепадах у рельєфі створює розмаїття краєвидів, обрій яких ускладнюють куполи храмів різних конфесій та годинникова вежа міської ратуші. Вгору від річки Прут тягнуться старовинні вулички, звивисті, зламані крутими поворотами. На пологій частині схилу вони утворюють густу вуличну мережу, прорізану широкими магістралями, що ведуть до Центральної площі Чернівців. Екскурсія історичним середмістям австрійської доби дасть змогу ознайомитися з архітектурним ансамблем XIX — початку XX століть, який відомий своїми стильними сецесійними будовами, створеними представниками віденської школи модерну Отто Вагнера. Архітектурною перлиною Чернівців по праву вважається ансамбль колишньої Резиденції митрополитів Буковини і Далмації, включений до списку об'єктів всесвітньої культурної спадщини UNESCO.
З Чернівців можна здійснити цікаві заміські екскурсії. Неподалік від міста розташовані 2 із семи чудес України: Хотинська (70 км) та Кам'янець-Подільська фортеці (100 км), а також перлина Українських Карпат — м. Яремче (130 км). На західній околиці Чернівців залишилися руїни Цецинської фортеці.
У Чернівцях існує близько 20 готелів загальною місткістю понад 1300 місць, які пропонують номери від «економ-класу» до «люкс-апартаментів». Майже всіма готелями надаються послуги харчування у власних ресторанах, паркування автомобіля тощо. У місті працюють понад 300 ресторанів, барів, кафе та піцерій на будь-який смак і гаманець: від закладів швидкого харчування до ресторанів традиційної української та вишуканої французької кухні. У Чернівцях є понад 700 магазинів, близько десяти торговельних центрів, а також один із найбільших ринків західної України — «Калинівський», де можна знайти будь-який крам. Музично-драматичний театр, численні мистецькі заклади та палаци культури, філармонія, кінотеатри, нічні клуби і розважальні комплекси роблять дозвілля чернівчан і гостей міста цікавим і насиченим. Популярним місцем відпочинку дорослих і дітей є центральний парк культури і відпочинку. Тут працюють різноманітні атракціони, кафе, бари, танцювальний майданчик просто неба, літній театр, відкритий тенісний корт тощо.
| 2007 | 2008 | 2009 | 2010 | 2011 | 2012 | 2013 | 2019 | 2020 | 2021 |
| ---- | ---- | ---- | ---- | ---- | ---- | ---- | ---- | ---- | ---- |
| ▲3/5 | ▲1   | ▼4   | ▬ 4  | ▼13  | ▲2   | ▼4   | ▼20  | ▲10  | ▲8   |

## Архітектурна спадщина міста
Чернівці — одне з небагатьох міст України, яке по праву вважається перлиною архітектури. На державному обліку в історичній частині столиці Буковини знаходяться 602 пам'ятки архітектури, 17 з яких загальнонаціонального значення. Серед них:

### Сакральні споруди

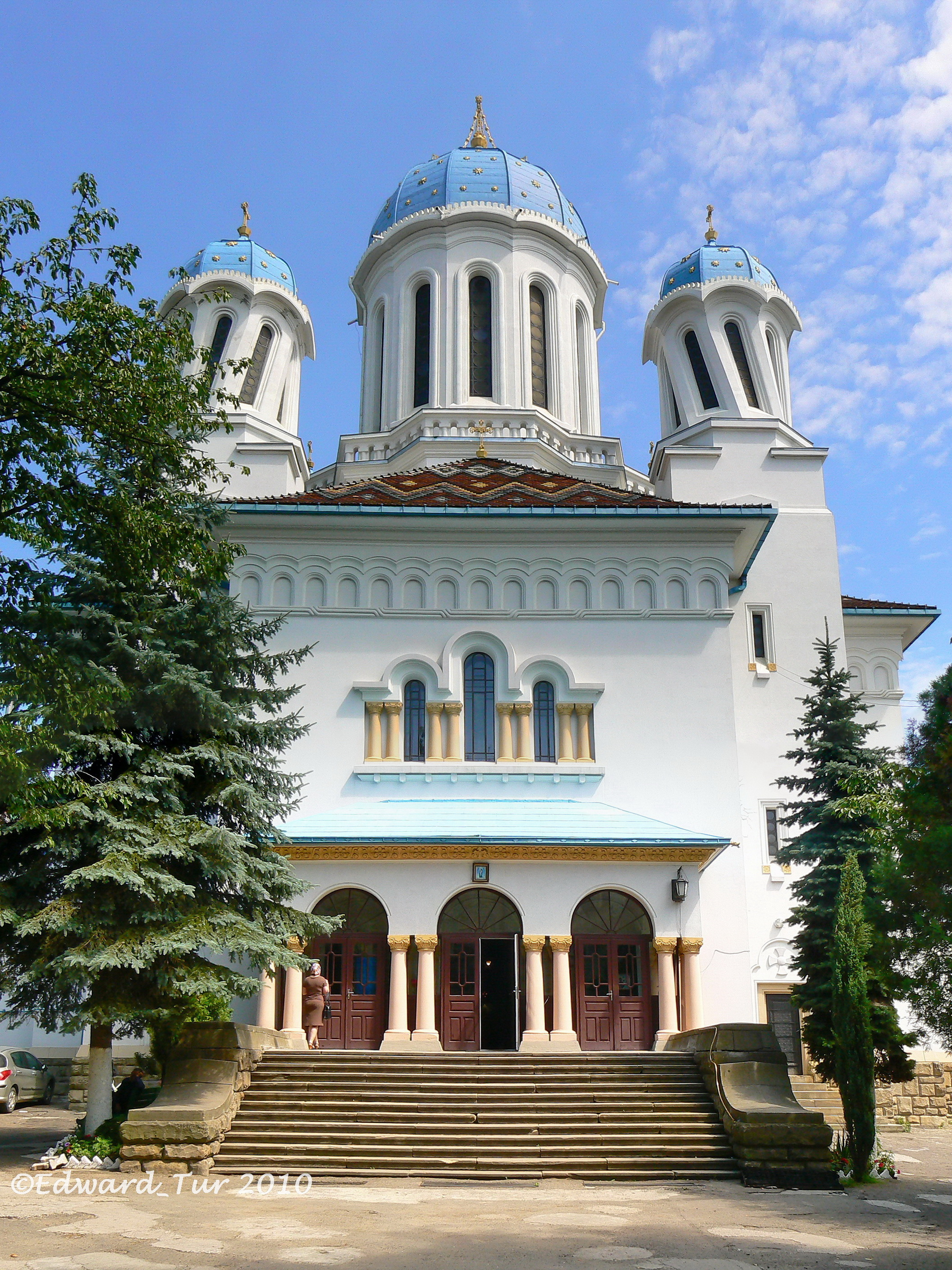
Свято-Миколаївський собор

- Резиденція Буковинських митрополитів — найімпозантніша споруда Чернівців, побудована 1864—1882 чеським архітектором Йозефом Главкою з використанням форм романської і візантійської архітектури та мотивів українського народного мистецтва; з 1956 тут міститься Чернівецький національний університет; 28 червня 2011 року на 35-й сесії комітету Світової спадщини ЮНЕСКО включена до списку Світової спадщини[4][96].
- Миколаївська дерев'яна церква (з 1607, реставрована 1954) (вул. Сагайдачного, 87-А)
- Дерев'яна Успенська церква на Калічанці (1783) (вул. Новоуспенська, 2)[97]
- Церква Різдва Пресвятої Богородиці «Гореча» (1767 р.) (вул. Троянівська, 1)
- Дерев'яна церква св. Спиридона (1715 р.) та дзвіниця у колишньому присілку Долішні Шерівці (вул. Квітковського, 11), переосвячена як церква Різдва Пресвятої Богородиці[98]
- Церква Різдва Пресвятої Богородиці та святого Антонія
- Вірменська церква (1869—1875, архітектор Й. Главка), сьогодні зал органної та камерної музики, а також використовується для проведення богослужінь і родинних урочистих заходів
- Дерев'яна Вознесенська церква та дзвіниця, кін. XVII ст., у колишньому присілку Гарячий Урбан (вул. Бориспільська, 13)[99]
- Кам'яна церква святого Юрія на Горечі (1767, в стилі бароко)
- Собор Успіння Пресвятої Богородиці УГКЦ (1821) у стилі ампір, добудована на початку XX століття у стилі українського бароко
- кафедральний Собор Святого Духа (1844—1864, архітектори Фердінанд Роєлль і Йозеф Главка)
- церква святої Параскеви у псевдороманському стилі, закінчена 1862 (архітектор А. Павловський)

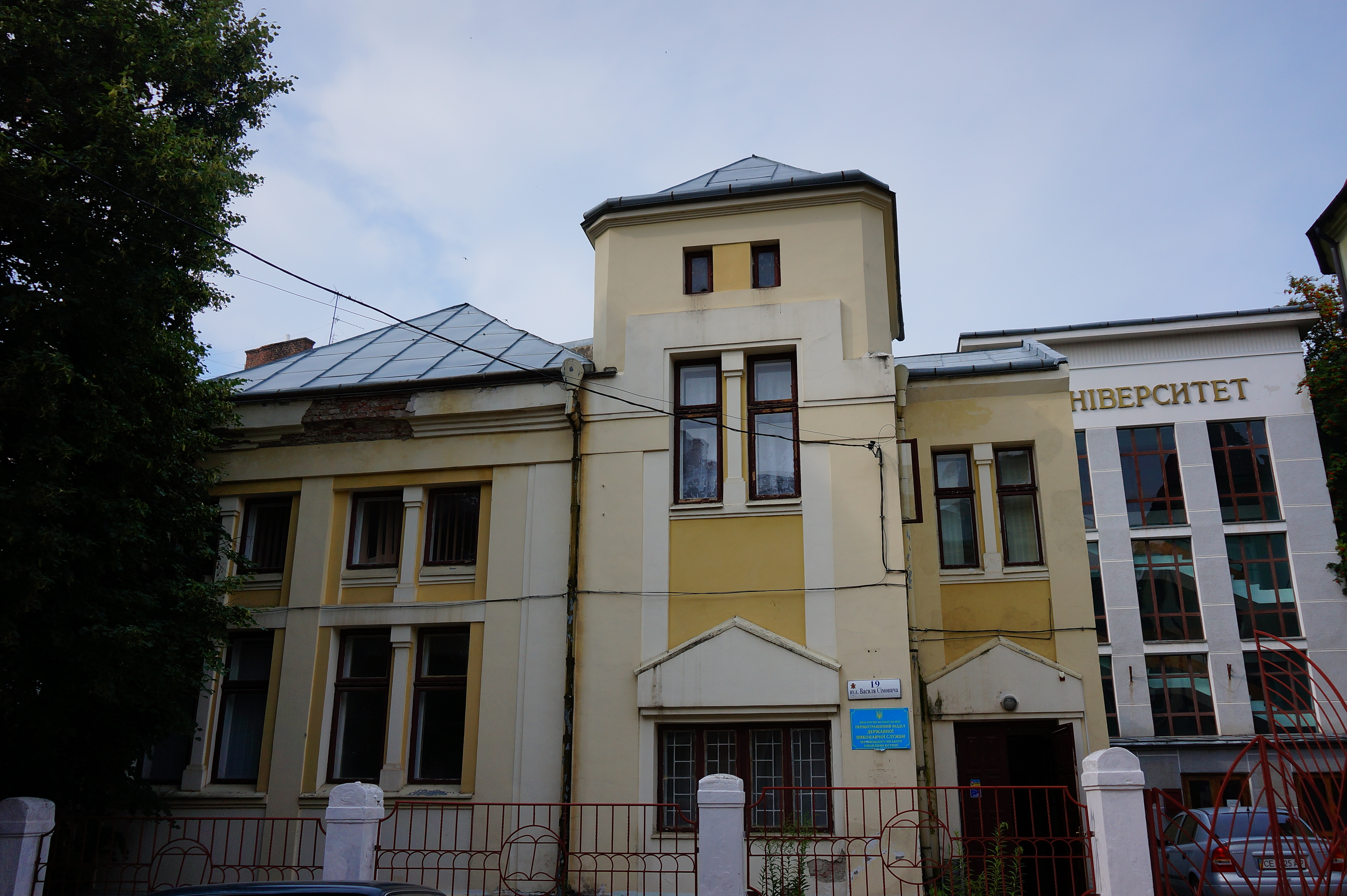
Синагога Боянер Ребе

- Костел Найсвятішого Серця Ісуса в неоготичному стилі (1893—1894)
- Свято-Миколаївська церква (1927—1939) в стилі неоромінеск з оригінальними «крученими» банями
- Свято-Троїцька церква (на Клокучці)
- Церква Св. Антонія (УГКЦ) на вул. Капеланська, 31
- Базиліка Воздвиження Всечесного Хреста (1787—1814) на вул. Бетховена, 4/5

- Садгірська синагога
- Реформістська синагога «Темпль»
- Велика синагога (Чернівці)
- Синагога Мордко і Таубі Корн
- Хоральна синагога «Бейт-Арес»
- Бейт-Тфіла Біньямін
- Синагога Боянер Ребе

### Вулиці та площі
- Комплекс Центральної площі (XIX—ХХ ст.): нині — пл. Центральна 2, 3, 4, 5, 6, 7, 8, 9
- Ансамбль Театральної площі з міським театром (1904—1905, архітектори Ф. Фельнер і Г. Гельмер) у стилі віденського бароко з елементами модерну (нині музично-драматичний театр ім. О. Кобилянської), Торговельно-промисловою палатою (нині — головний корпус Буковинського медичного університету), Єврейським (нині — Центральний палац культури) та Румунським народним домом (нині — гарнізонний Будинок офіцерів).
- Комплекс Геренгассе (XIX—ХХ ст.) — сьогодні вул. О. Кобилянської, 1—57, 4—44
- Комплекс Гауптштрассе (XIX—ХХ ст.) — сьогодні — вул. Головна, 4—58, 1—79

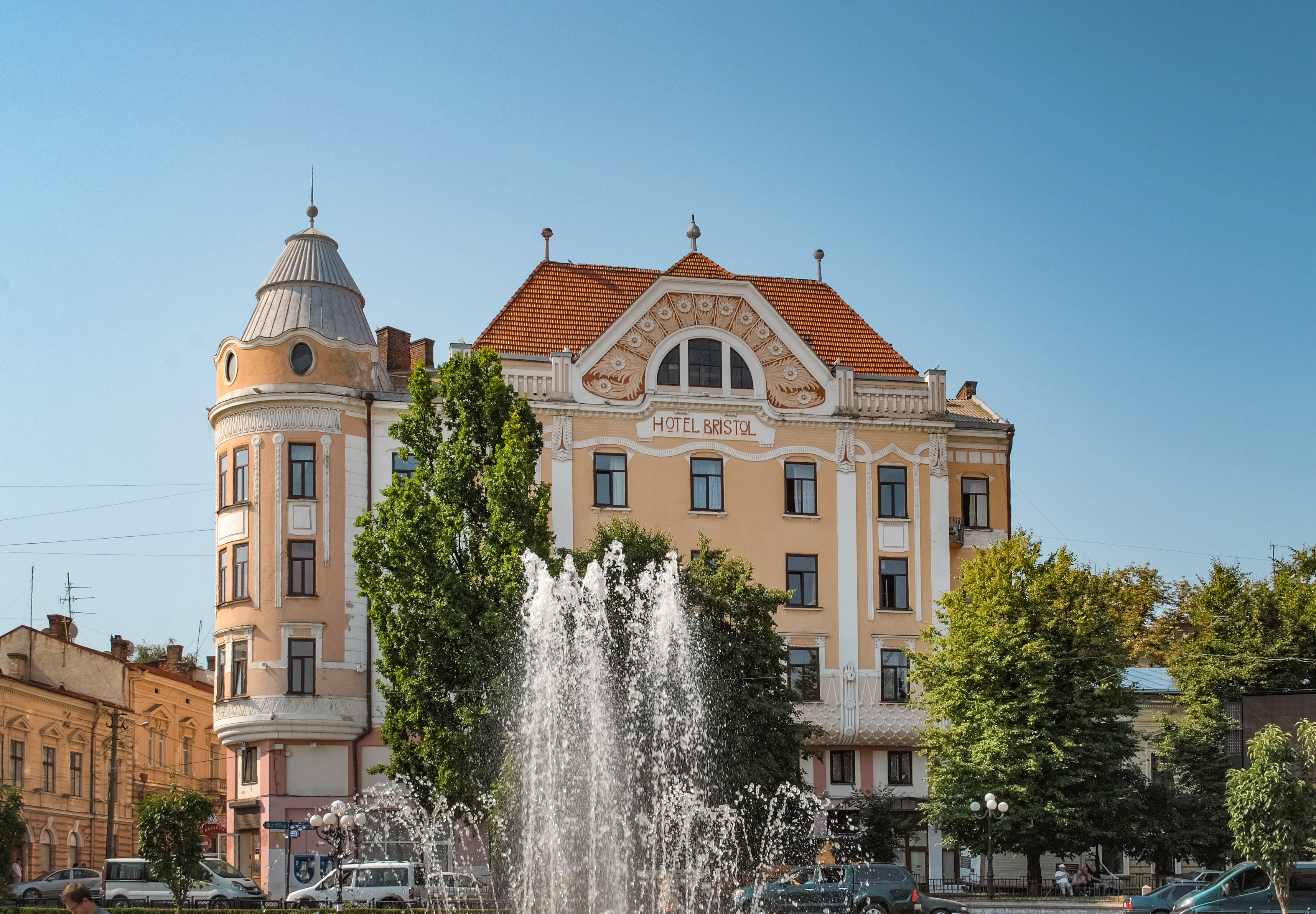
Площа Філармонії (колишній готель «Брістоль»)
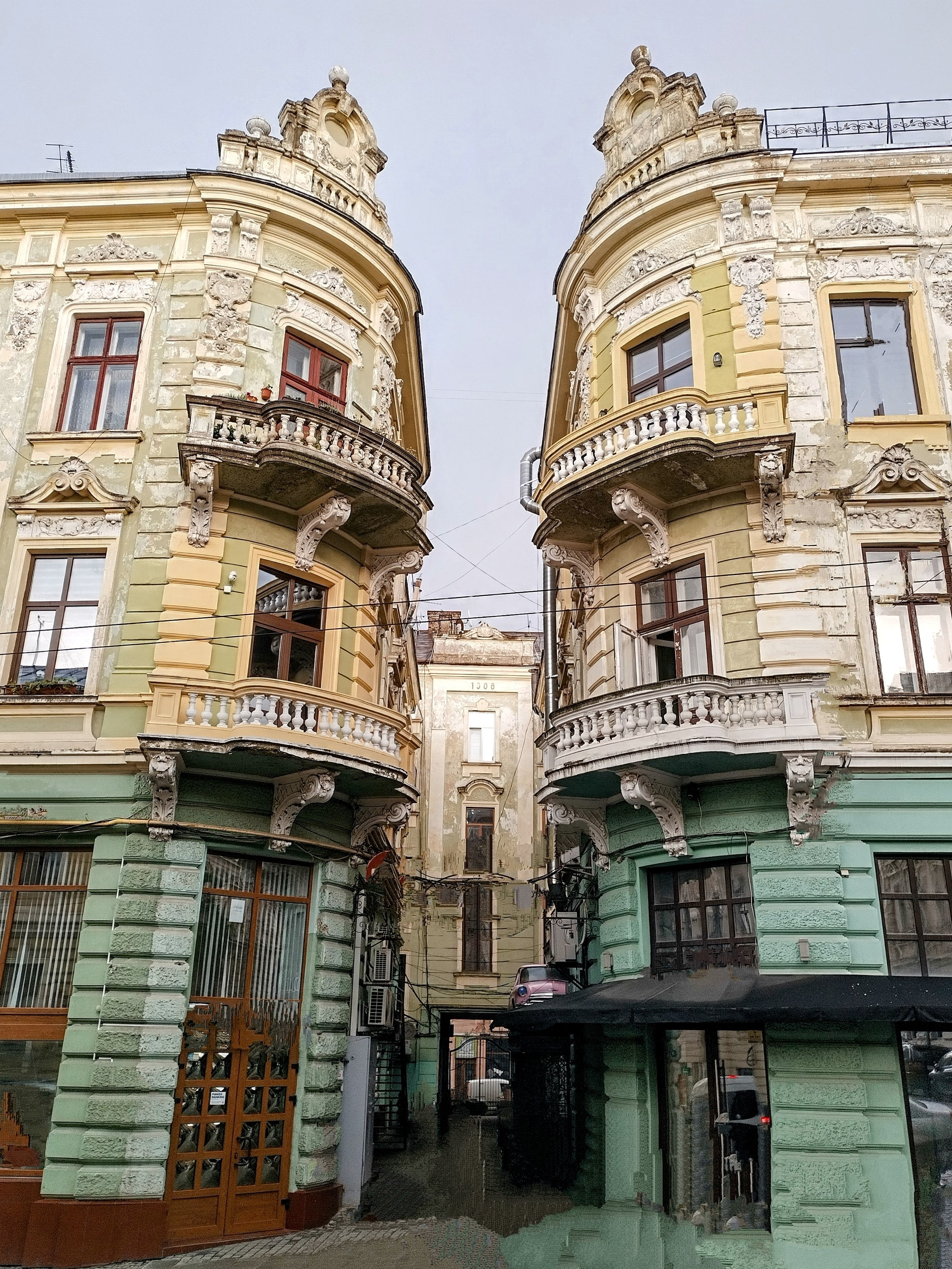
Будинки-близнюки

### Інші визначні будівлі
- Буковинська ощадна каса[100] — сьогодні Чернівецький художній музей, Центральна пл., 10
- Чернівецька ратуша з двоповерховою 45 метровою вежею в стилі ампір (1843—1847, архітектор А. Микулич), тепер міська рада, площа Центральна, 1
- Музично-драматичний театр ім. О. Кобилянської (арх. Ф. Фельнер та Г. Гельмер, 1904—1905 р.р.), площа Театральна, 1
- Палац Юстиції (арх. Ф. Сковрон, 1904—1906 рр.) — сьогодні споруда Обласної державної адміністрації, вул. Грушевського, 1
- Будинок крайового уряду Буковини, (архітектор фон Глаубіц, при участі арх. Й. Главки, 1871—1873 рр.), вул. Поповича, 2
- Будівля залізничного вокзалу (1898—1909) в стилі модерн (віденська сецесія)
- Німецький народний дім (1905—1910, архітектор Ґ. Фрич), вул. Ольги Кобилянської, 47
- Будинок філармонії (1887) в стилі стриманого класицизму, площа Філармонії, 10
- Комплекс Чернівецького музею народної архітектури та побуту (XVII—ХХ ст.), вул. Світловодська, 2
- Будинки-близнюки, вул. Івана Франка, 1-3

Панорама Чернівців

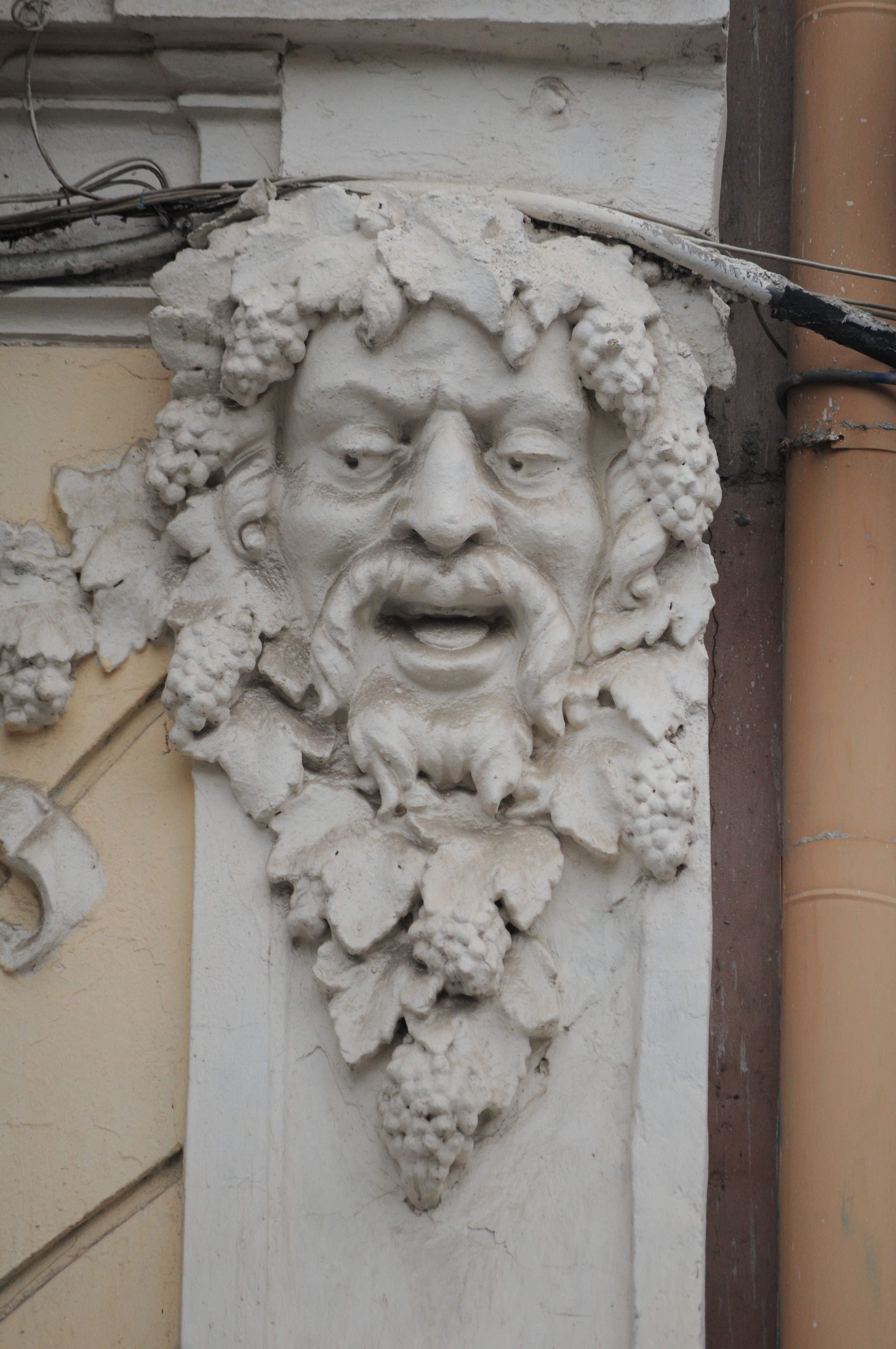
Вулиця Миколи Лисенка, 4

Історична забудова старого міста — це цілісний, майже недоторканий ансамбль XIX — початку XX століть.
У розвитку архітектури Чернівців XIX століття чітко виділяються два періоди, межею яких є 1840-ві роки. Перший період характеризується, як і в усій європейській архітектурі, стійким пануванням класицизму. Починаючи з 1840-х років, в образі деяких споруд міста простежуються риси, пов'язані з відходом від принципів класицизму і зверненням до архітектурних прийомів італійського Ренесансу. Цей перехід прослідковується у художньо-естетичному образі міської ратуші Чернівців: фасад споруди вирішений у традиціях класицизму, тоді як у вежі проглядаються ренесансні мотиви.
Із середини XIX століття в архітектурі міста починається другий період, який характеризується пануванням еклектики, зокрема запізнілого класицизму, неоренесансу та необароко. Найяскравішою пам'яткою цього періоду є архітектурний ансамбль Резиденції православних митрополитів Буковини і Далмації, збудований у дусі еклектики з переважанням візантійського та романського стилів. Творцем цього символу міста був видатний чеський архітектор Йозеф Главка.
На зламі XIX—ХХ століть у європейській архітектурі запанував стиль модерн, який в Австро-Угорщині, до складу якої входила й Буковина, був відомий під назвою віденська сецесія. Історичне середмістя Чернівців просто неможливо уявити без стильних сецесійних будівель, створених за проєктами учнів і послідовників видатного австрійського зодчого Отто Ваґнера. Серед них: дирекція ощадних кас, залізничний вокзал, готелі «Брістоль» і «Золотий лев» та багато інших споруд. Починаючи з 1920-х років Чернівці забудовуються архітектурою в стилі ар-деко і конструктивізм.

### Архітектурний ансамбль Центральної площі

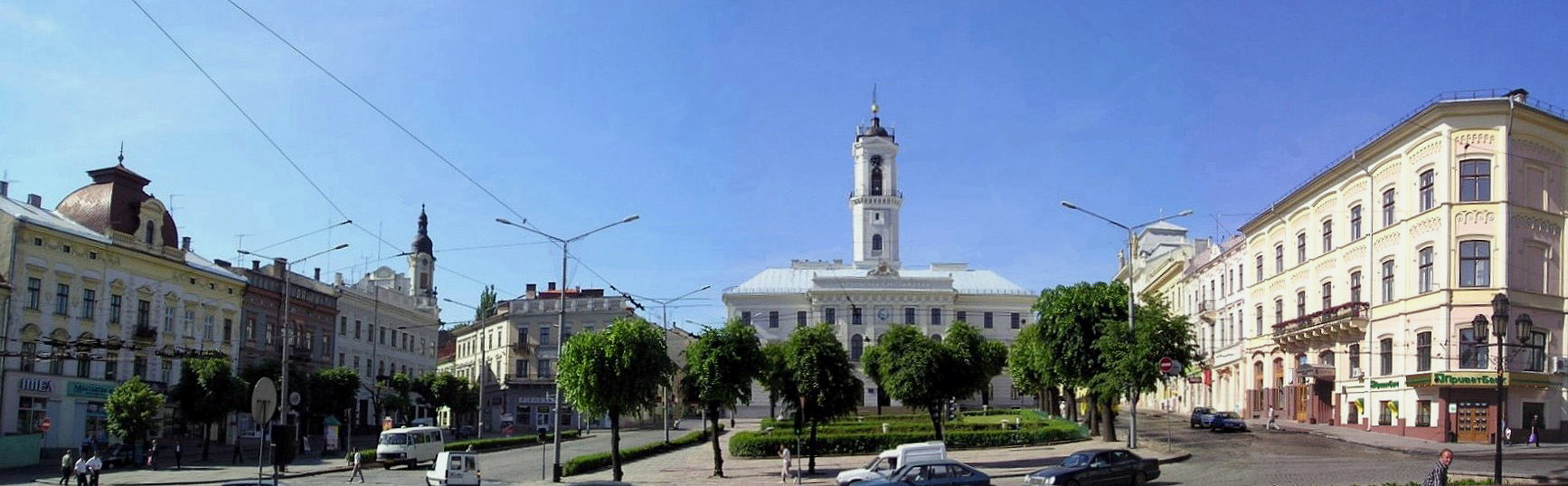
Центральна площа Чернівців

Центр Чернівців уособлює Центральна площа, у минулому майдан Ринок або Рінґпляц, що є серцем міста ось уже майже два століття. Ідея створення площі зародилась у самого австрійського цісаря Йосифа ІІ. У 1787 році під час відвідин Чернівців він запропонував створити на тодішній південній околиці міста просторий майдан, де можна було б проводити ярмарки і де працював би ринок. Вже принаймні в перші десятиліття XIX ст. майдан набув статусу головного, про що зазначив у своєму щоденнику під час подорожі містом у серпні 1817 р. цісар Франц І.
Архітектурний ансамбль майдану Ринок, що почав формуватися на рубежі XVIII—XIX ст., став уособлювати нове обличчя міста. Однак справді європейського вигляду площа набула лише після спорудження тут у 40-х роках XIX ст. ратуші, яка назавжди закріпила за майданом статус центру Чернівців й головного осередку міського життя. Вона побудована в стилі пізнього класицизму з високою баштою та внутрішнім двориком. Сьогодні з балкона башти кожної днини, рівно о 12-й, на всі чотири сторони міста лунає мелодія «Марічки», яку виграє на трубі сурмач у буковинському народному вбранні.
Впродовж 1900—1901 рр. поруч із ратушею постала імпозантна триповерхова споруда дирекції Буковинської ощадної каси, у якій сьогодні міститься художній музей. Вона була зведена за проєктом талановитого учня Отто Вагнера віденського архітектора Губерта Гесснера. Ця будівля може вважатися класичним зразком віденської сецесії, однією з найвишуканіших пам'яток модерну, що збереглися у Центрально-Східній Європі.

### Архітектурний ансамбль Театральної площі
На початку австрійського періоду там, де тепер Театральна площа, була околиця міста, за якою починався густий ліс. У середині XIX ст. на майдані торгували зерном, а пізніше — рибою, тож він став називатися Рибним — Фішпляцом. Активна забудова площі розпочалася на початку XX ст.

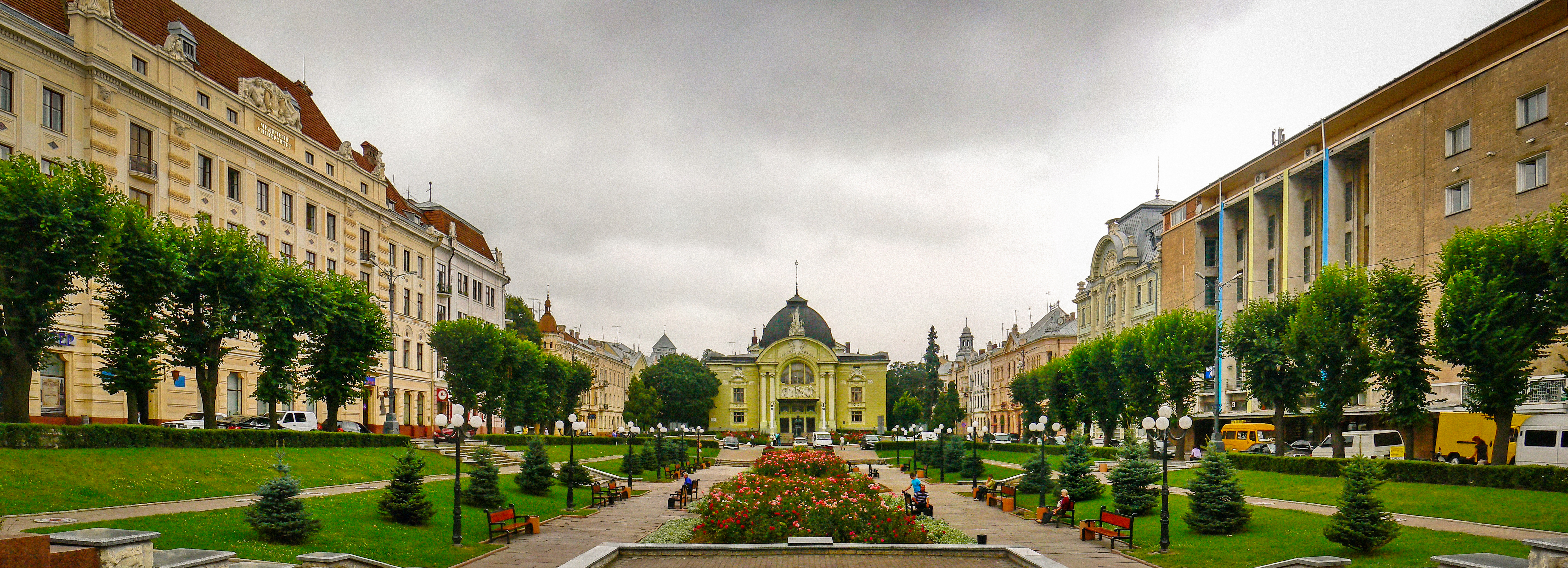
Театральна площа
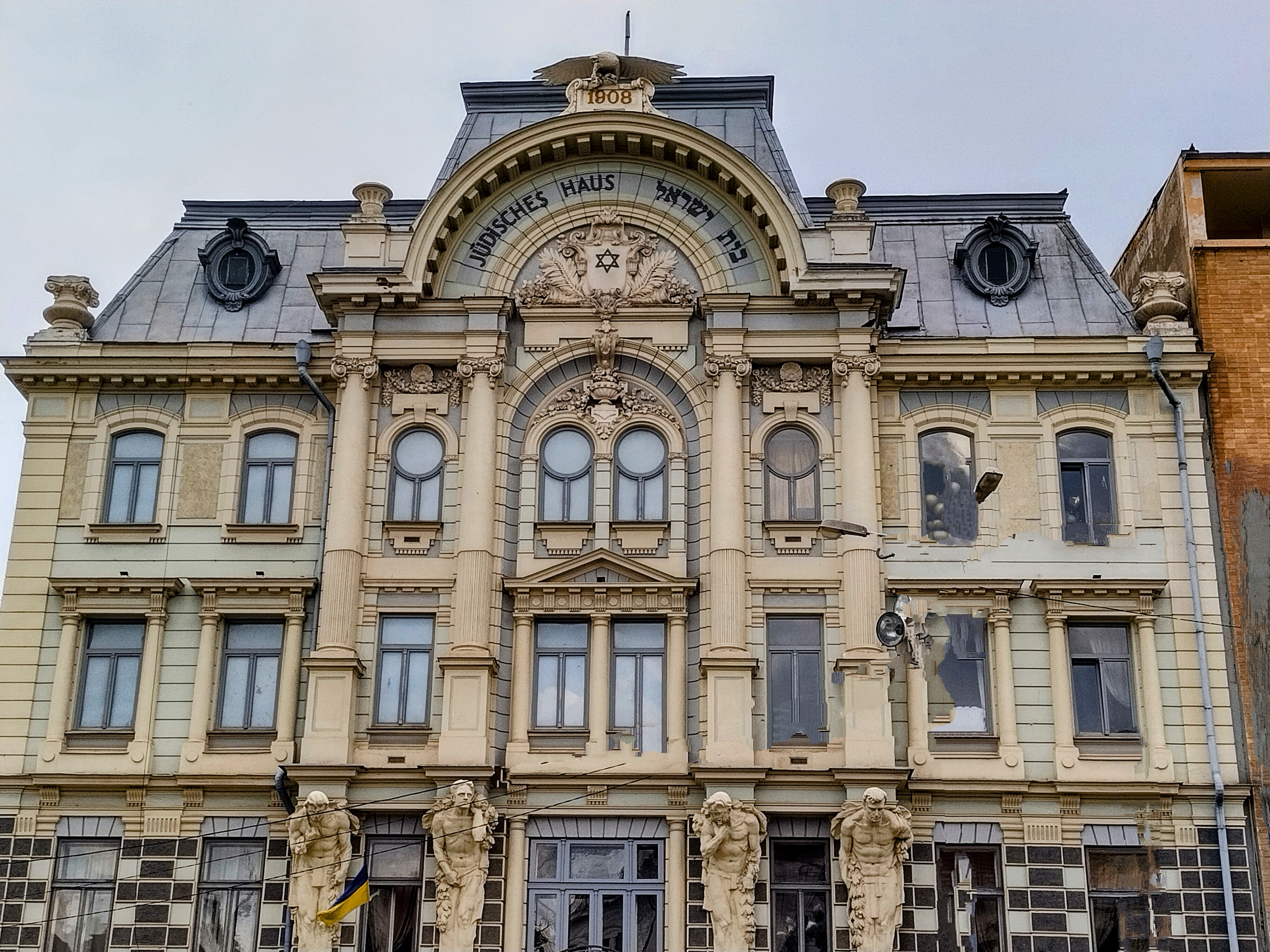
Єврейський народний дім

Перевтілення цієї містечково-базарної площі в імпозантний і стильний європейський майдан відбулося завдяки спорудженню тут протягом 1904—1905 рр. нового міського театру. Споруда музично-драматичного театру є однією з найвідоміших пам'яток архітектури, яка прикрашає місто. Чернівецький театр — творіння знаменитої віденської фірми Фельнера і Гельмера. Він постав за якихось два роки і за архітектурою та інтер'єром не поступався перед найкращими театрами Європи. Про це втілення мистецьких амбіцій чернівчан гарно висловився австрійський публіцист Г. Гайнцен: «Чернівецький театр — це мрія з оксамиту і золота, спроєктована віденськими архітекторами Гельмером і Фельнером. І все ж їх запросили на роботу в Чернівці лише після того, як були споруджені за їхніми проєктами театри у Відні й Одесі. Чернівецький театр — то пам'ятник обізнаним із культурою чернівчанам, які понад усе боялись набути репутації провінції і палко прагнули ні в чому не поступатися шановному метрополю Відню».

### Архітектурний ансамбль Резиденції митрополитів
Серед визначних пам'яток Чернівців особливе місце посідає архітектурний ансамбль Резиденції православних митрополитів Буковини і Далмації, побудований на місці старого єпископського палацу в 1864—1882 рр., включений до списку об'єктів всесвітньої культурної спадщини UNESCO у червні 2011 року. Нині тут розташувались центральні корпуси Чернівецького національного університету імені Юрія Федьковича. Митрополича резиденція з'явилася завдяки зусиллям єпископа Євгена Гакмана. У 1863 р. він домігся від австрійського цісаря дозволу на спорудження нової просторої резиденції, гідної столиці Буковини. Наступного року владика Гакман уже заклав наріжний камінь у фундамент майбутньої резиденції.
Проєкт архітектурного ансамблю виконав відомий чеський учений, архітектор, академік Йозеф Главка. Він спроєктував нетрадиційний комплекс споруд у дусі еклектики з переважанням елементів візантійського та романського стилів. Цей проєкт неодноразово займав призові місця на відомих конкурсах архітекторів і був, зокрема, відзначений на Всесвітній виставці у Парижі. Композиція ансамблю досить складна, але відзначається чіткістю планування. Вона складається з трьох монументальних споруд-корпусів: головного, духовної семінарії разом із церквою Трьох Святителів, пресвітерія.

### Архітектурний ансамбль вулиці Ольги Кобилянської
Вулиця Ольги Кобилянської — єдина у Чернівцях пішохідна вулиця. Дата народження тодішньої Молодіївської, а пізніше Панської вулиці відома точно: в 1786 році на розі Центральної площі та теперішньої Кобилянської був закладений перший мурований будинок, а перед тим на його місці довелося викорчувати чимало пеньків. На початку XX ст. старожитні хатки були витіснені дво- і триповерховими стильними кам'яницями, а саму вулицю забрукували. Ще живі ті чернівчани, котрі пам'ятають, як тодішню Панську двірники мили по кілька разів на день водою з милом, а поліціант примушував кожного «нечупару» з брудним взуттям гарно витерти ноги, перш ніж ступити на бруківку.

Вулиця Ольги Кобилянської
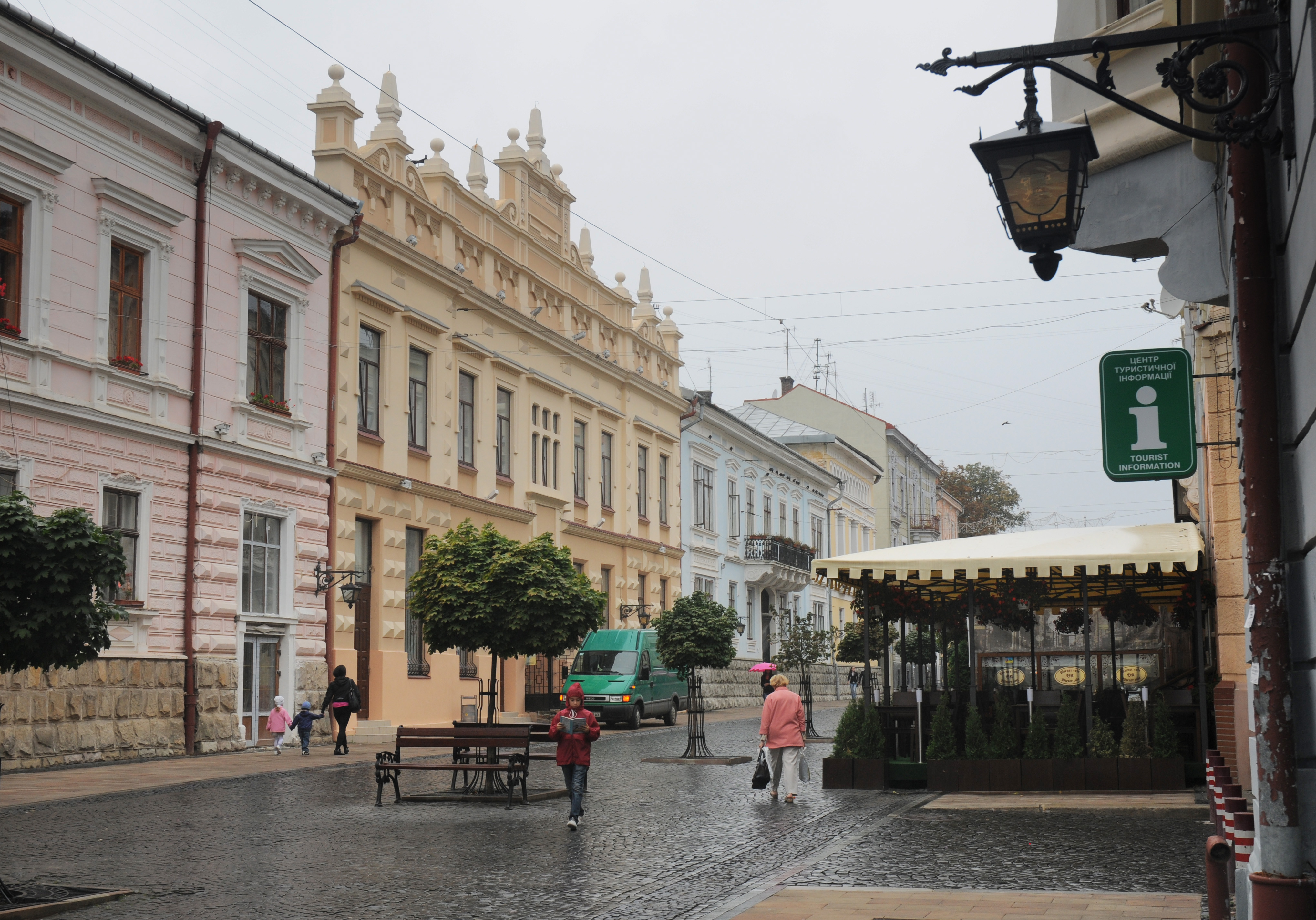

### Пам'ятники міста
У Чернівцях велике число монументів і скульптур, деякі з них збереглись ще з періоду до Другої Світової війни.

## Відомі особи

### Видатні вихідці і жителі міста (довоєнний (1941) період)
- класики української літератури: Юрій Федькович (1834—1888), Іван Франко (1856—1916), Ольга Кобилянська (1863—1942).
- австрійський та румунський історик Даніель Веренко (1847—1940),
- румунський піаніст Кароль Мікулі (1821—1892),
- видатний громадсько-політичний діяч Буковини Антон Кохановський (1817—1906),
- німецькомовний поет, прозаїк, драматург, перекладач, журналіст, актор Георг Дроздовський (1899—1987),
- німецький військовий діяч Евальд Бур'ян (1896—1981),
- видатний математик Ганс Ган (1879—1934),
- біохімік Ервін Чаргафф (1905—2002),
- єврейський (їдиш) письменник Іцик Мангер (1901—1969),
- німецькомовна поетеса Роза Ауслендер (1901—1988),
- німецькомовний поет Пауль Целан (1920—1970),
- німецькомовний письменник та журналіст Грегор фон Реццорі (1914—1998),
- єврейський письменник Еліезер Штейнбарг (1889—1932),
- румунський поет Міхай Емінеску (1850—1889),
- письменник та публіцист Карл-Еміль Францоз (1848—1904),
- поет та перекладач Альфред Маргул-Шпербер (1896—1967),
- тенор Йозеф Шмідт (1904—1942),
- економіст (згодом міністр фінансів Австрії) Йозеф Шумпетер (1883—1950),
- українська поетеса Ольга Терлецька (1921—1998),
- австрійський та український військовий діяч, сотник, начальник штабу 11-тої Стрийської бригади УГА Броніслав Абель (1892—1960),
- лейтенант (четар), командир 4-ї сотні легіону УСС Каратницький Іван (1889—1916),
- поручник Української галицької армії Кирстюк Іван Семенович (1898 — після 1966).
- Дубик Роман-«Боєвір» — український військовик, командир сотні у Буковинському курені УПА.
- Тамара Керн Гаревен — американська історикиня.

### Імена на «Алеї зірок» та інші відомі вихідці і жителі міста (післявоєнний період)

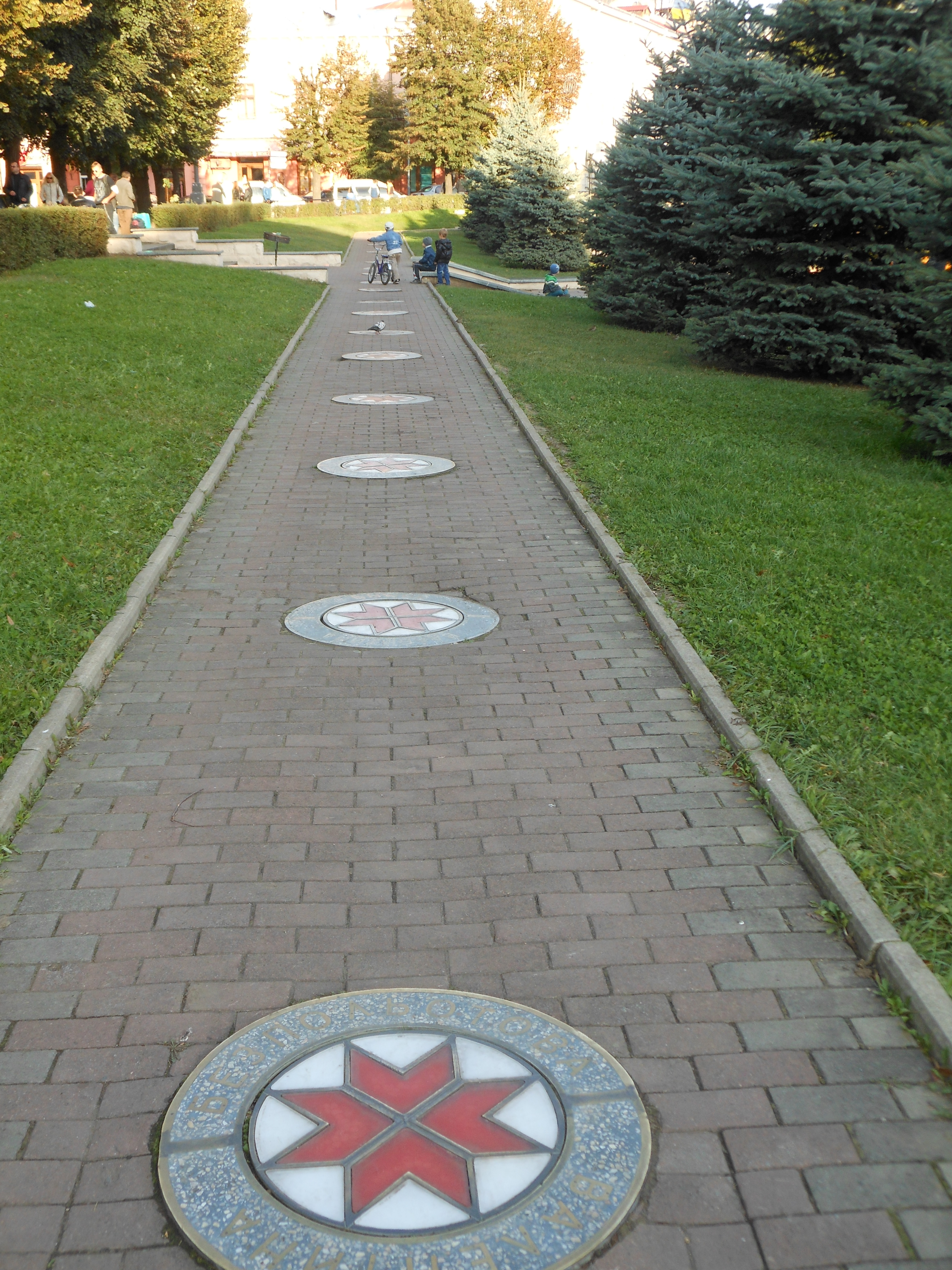
Алея зірок на пл. Театральній

- Бакай Микола Петрович (2.03.1930 — 18.07.1998) — український поет-пісняр.
- Безпольотова Валентина Володимирівна (20.10.1920 — 14.10.1973) — українська актриса. Заслужена артистка УРСР (1963).
- Блещук Юрій Юрійович (19.04.1930 — 8.05.2021) — український музикант. Цимбаліст. Керівник ансамблю «Глиницькі музиканти». Заслужений працівник культури УРСР (1981).
- Бужинська Катерина Володимирівна (13.08.1979) — естрадна співачка. Народна артистка України (2015).
- Борін Борис Абрамович (19.11 (01.12).1899 — 09.02.1965) — український режисер. Народний артист УРСР (1960).
- Бо́бул Іван Васильович (Іво Бобул) (17.06.1953) — естрадний співак. Народний артист України (1998).
- Василько Василь Степанович (26.03 (07.04).1893 — 18.03.1972) — український режисер, актор, педагог, театрознавець. Народний артист СРСР (1944).
- Воробкевич Сидір Іванович (5.(17).05.1836 — 05(18)1903) — український письменник, композитор, диригент, педагог.
- Гаврилець Дмитро Григорович (29.11.1958) — музикант, педагог, заслужений діяч мистецтв України.
- Гаденко Мар'ян Ілліч (15.09.1955) — український композитор, поет-пісняр, співак, народний артист України, телеведучий на Першому національному телеканалі.
- Гайко Георгій Васильович (21.12.1936) — український медик, доктор медичних наук, професор, академік Національної академії медичних наук України, директор Інституту травматології та ортопедії Національної академії медичних наук України.
- Галябарда Степан Петрович (2.12.1951) — поет-пісняр, культурний діяч.
- Ґіна Георгій Миколайович (Юрій Ґіна) (16.04.1932) — український скрипаль, диригент, композитор і педагог. Народний артист України (2002).
- Гнатюк Дмитро Михайлович (28.03.1925—29.4.2016) — український оперний співак і режисер. Народний артист України(1999), Герой Соціалістичної Праці.
- Дворський Павло Ананійович (1.02.1953) — український естрадний співак, поет і композитор. Народний артист України (1994).
- Добрянський Анатолій Миколайович (26.08.1935 — 04.03.2003) — український поет, літературознавець, мистецтвознавець, педагог, перекладач, громадський діяч.
- Дутківський Левко Тарасович (09.04.1943) — український композитор, поет, режисер. Народний артист України (1997).
- Ельгісер Йосип Мойсейович (29.12.1929) — піаніст, композитор, концертмейстер, музичний громадський діяч. Заслужений діяч мистецтв України.
- Жуковський Аркадій Іларіонович (1922—2014) — український історик, громадський і політичний діяч.
- Затуловський Леонід Борисович (01.09.1935) — музикант, композитор, диригент. Заслужений діяч мистецтв України (1999).
- Зінкевич Василь Іванович (01.05.1945) — український естрадний співак. Народний артист України.
- Золотова Євгенія Борисівна (14.01.1928) — українська актриса, режисер, педагог, професор. Народна артистка України (1998).
- Івасюк Володимир Михайлович (04.03.1949 — 22.05.1979) — український композитор, поет, фольклорист. Лауреат Державної премії України ім. Т. Г. Шевченка.
- Ілащук Василь Степанович (20.07.1963) — президент Національної телекомпанії України. Народний артист України (2007).
- Іскович-Лотоцький Ростислав Дмитрович (06.06.1947) — український науковець у галузі машинобудування. Доктор технічних наук, професор, відмінник освіти України (2015), заслужений працівник освіти України (2018).
- Костенюк Дмитро Степанович (1989—2019) — старший сержант Збройних сил України, учасник російсько-української війни.
- Крижанівський Богдан Володимирович (24.10.1894 — 20.04.1955) — композитор, диригент, педагог. Заслужений артист України.
- Кушніренко Андрій Миколайович (17.10.1933 — 11.01.2013) — композитор, хоровий диригент. Народний артист України.
- Литвинчук Анатолій Григорович (23.02.1935 — 11.08.1993) — режисер. Народний артист України.
- Лобурак Володимир Миколайович (23.10.1962) — український естрадний співак, поет і композитор. Учасник дуету «Скриня». Заслужений артист України (2004).
- Лобурак Марія Миколаївна (18.09.1955) — українська естрадна співачка, режисер, педагог. Учасниця дуету «Скриня». Заслужена артистка України (2004).
- Майданська Софія Василівна (7.09.1948) — українська письменниця. Заслужений діяч мистецтв України.
- Матіос Марія Василівна (19.12.1959) — українська письменниця. Заслужений працівник культури України. Народний депутат України.
- Мельников Володимир Миколайович (14.09.1951) — український письменник, композитор, науковець. Заслужений діяч мистецтв України.
- Мельничук Святослав Васильович (13.09.1926 — 6.06.2019) — український громадсько-культурний діяч, вояк УПА, засновник та диригент хору «Гомін Буковини», співзасновник товариства Просвіта ім. Т. Шевченка, засновник і голова братства ОУН-УПА на Буковині.
- Миколайчук Іван Васильович (15.06.1941 — 03.08.1987) — український актор, режисер, сценарист. Заслужений артист України.
- Миколайчук Марія Євгенівна (8.04.1941) — українська актриса, співачка. Народна артистка України.
- Міський Ілля Михайлович (30.08.1920 — 26.11.2005) — український скрипаль, диригент. Заслужений працівник культури України.
- Міхневич Петро Герасимович (9(21).10.1901 — 15.07.1993) — український актор. Народний артист УРСР (1957).
- Мозговий Микола Петрович (01.09.1947 — 30.07.2010) — український композитор і естрадний співак.
- Михайлюк Василь Пилипович (13.01.1929 — 02.05.2003) — український композитор, диригент. Заслужений працівник культури України.
- Мунтян Тетяна Степанівна (07.03.1968) — українська спортсменка, виступала в стрільбі з блочного лука, заслужений майстер спорту. Дворазова чемпіонка світу зі стрільби з лука.
- Ончул Петро Єпіфанович (30.12.1936) — український співак, педагог. Професор. Народний артист України (1980).
- Пілат Андрій (23.05.1993) — український художник-абстракціоніст, який виконує роботи технікою «recycling art».
- Присяжнюк Артемій Васильович (14.09.1947 — 12.02.2017) — український художник, живописець, монументаліст. Заслужений художник України (2009).
- Проданчук Микола Георгійович (6.12.1954) — вчений у галузі токсикології, доктор медичних наук, професор, заслужений лікар України, член-кореспондент Національної академії медичних наук України, директор Інституту екогігієни і токсикології ім. Л. І. Медведя Міністерства охорони здоров'я України.
- Радул Оксана Іванівна (16.09.1977) — естрадна співачка, солістка Естрадного оркестру Державної служби України з надзвичайних ситуацій.
- Рибачук Марина Василівна — українська художниця, член Національної спілки художників України.
- Ротару Софія Михайлівна (09.08.1947) — визначна естрадна співачка сучасності. Народна артистка СРСР, України, Молдови.
- Брати Руснаки: Орест(1895—1960) і Денис(1901—1952) — українські оперні співаки.
- Сабадаш Степан Олексійович (05.06.1920 — 28.08.2006) — український композитор і диригент. Заслужений діяч мистецтв України. Народний артист України.
- Савчук Євген Герасимович (10.02.1947) — український хоровий диригент. Заслужений діяч мистецтв України. Народний артист України. Герой України.
- Сандулеса Лілія Василівна (28.02. 1958) — естрадна співачка. Народна артистка України (1996).
- Станкевич Стелла Омелянівна (04.07.1943) — українська майстриня ділового одягу, генеральний директор ТДВ «Трембіта».
- Табачнік Яків Піневич (Ян Табачник) (31.07.1945) — український музикант-акордеоніст. Народний артист України.
- Тальський Ростислав Борисович (25.01.1953) — український бізнесмен, дистриб'ютор, меценат, громадський діяч.
- Ткач Михайло Миколайович (26.11.1932 — 04.04.2007) — український поет-пісняр, кінодраматург, перекладач. Член НСПУ. Народний артист України.
- Сіді Таль (08.09.1912 — 17.08.1983) — єврейська актриса, естрадна співачка. Заслужена артистка УРСР (1965).
- Стиць (Куліковська) Ірина Степанівна (27.10.1977) — українська естрадна співачка (лірико-колоратурне сопрано), педагог, Заслужена артистка України (2016).
- Фалік-Рейфер Пінхас[ru] (26.11.1910 — 1985) — театральний діяч, адміністратор-організатор мистецького життя на Буковині.
- Фельдер Авраам — джазовий сурмач, «золота сурма Ізраїлю».
- Фольварочний Василь Іванович (07.09.1948) — український письменник. Заслужений діяч мистецтв України.
- Фредерік Целнік (1885—1950) — актор, режисер і кінопродюсер.
- Цибух Валерій Іванович (25.01.1953) — український партійний, громадський і державний діяч, дипломат, кандидат філософських наук.
- Шкурган Андрій Семенович (27.11.1961) — український оперний співак. Заслужений артист України. Лауреат Державної премії України ім. Т. Г. Шевченка.
- Шмідт Йозеф (04.03.1904 — 16.11.1942) — єврейський оперний співак.
- Яків'юк Ігор Васильович (25.01.1953) — український бізнесмен, меценат, громадський діяч, Заслужений будівельник України (2018).
- Янушевич Ганна Яківна (27.12.1907 — 25.12.1983) — українська актриса. Народна артистка України.
- Яремчук Назарій Назарович (30.11.1951 — 30.06.1995) — український естрадний співак. Народний артист УРСР (1987).
- Яремчук Дмитро Назарович (19.02.1976) — український естрадний співак. Заслужений артист України.
- Яремчук Назарій Назарійович (23.03.1977) — український естрадний співак, композитор. Заслужений артист України.
- Яремчук Марія Назарівна (02.03.1993) — українська естрадна співачка, фіналістка «Євробачення-2014».

### Учасники російсько-української війни (з 2014)
- Лакуста Гліб Юрійович (1982—2023) — полковник підрозділу «Альфа».
- Маланчук Олександр Васильович (1997—2020) — лейтенант ЗСУ, загинув у бою при захисті Вітчизни.

### Спортсмени та спортсменки
- Белавцева Надія Анатоліївна (нар. 1993) — українська гімнастка; восьмиразова чемпіонка України. Майстер спорту України з художньої гімнастики.

## Цікаві факти

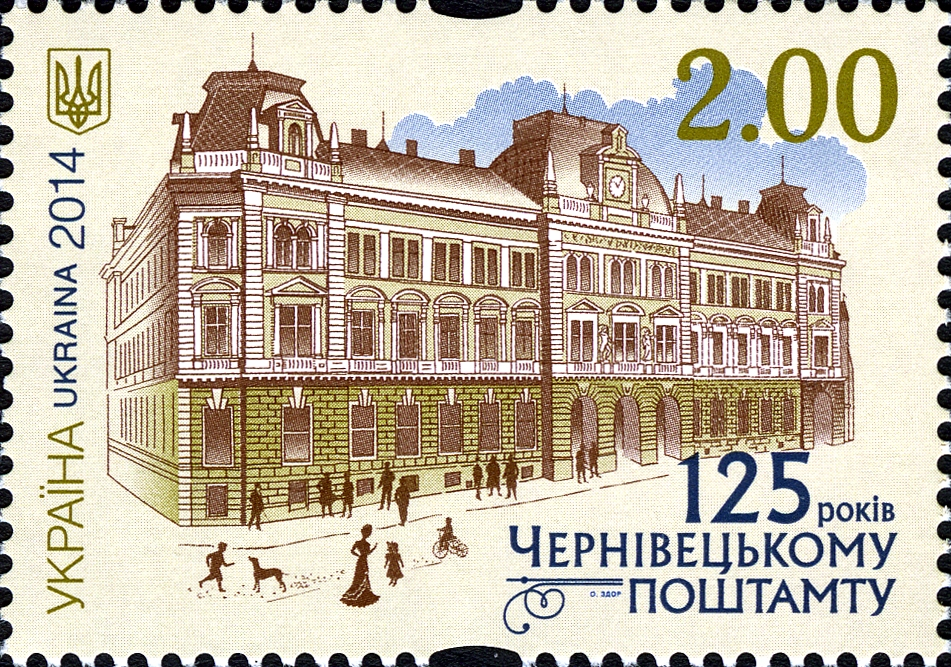
Поштова марка, будівля поштамту

|                                                               |  |  |
| Пам'ятна монета НБУ номіналом 5 грн, 600 років місту Чернівці |  |  |

- Чернівці — центр найменшої в Україні області, яка складається з двох історичних регіонів — Північної Буковини та Бессарабії.
- Після приєднання Буковини до Австрії, місто отримало герб європейського зразка, який почали використовувати від 1784 року. На ньому була зображена відкрита міська брама із сімома зубцями, а над ними — у два ряди вісім каменів (цеглин). У центрі брами вміщений австрійський герб – двоголовий орел із щитком на грудях. Під брамою — перехрещені лаврові гілки, перев’язані стрічкою.
- Ляльковий театр — одна з найстаріших будівель в місті, його побудували з каміння колишньої фортеці на горі Цецино.
- В Чернівецькому національному університеті свого часу навчався Іван Франко. У 1890—1891, навчався у Чернівецькому університеті 8-й семестр, необхідний для докторату.
- В Чернівцях народилась голлівудська акторка Міла Куніс.[102]
- Чернівці входять у Подільсько-Буковинський туристичний кластер під назвою «Подільсько-Буковинське намисто» для популяризації туризму та залучення інвестицій у місто, також сюди ходять міста Хотин та Кам'янець-Подільський, які формують умовне намисто на мапі.

## Галерея

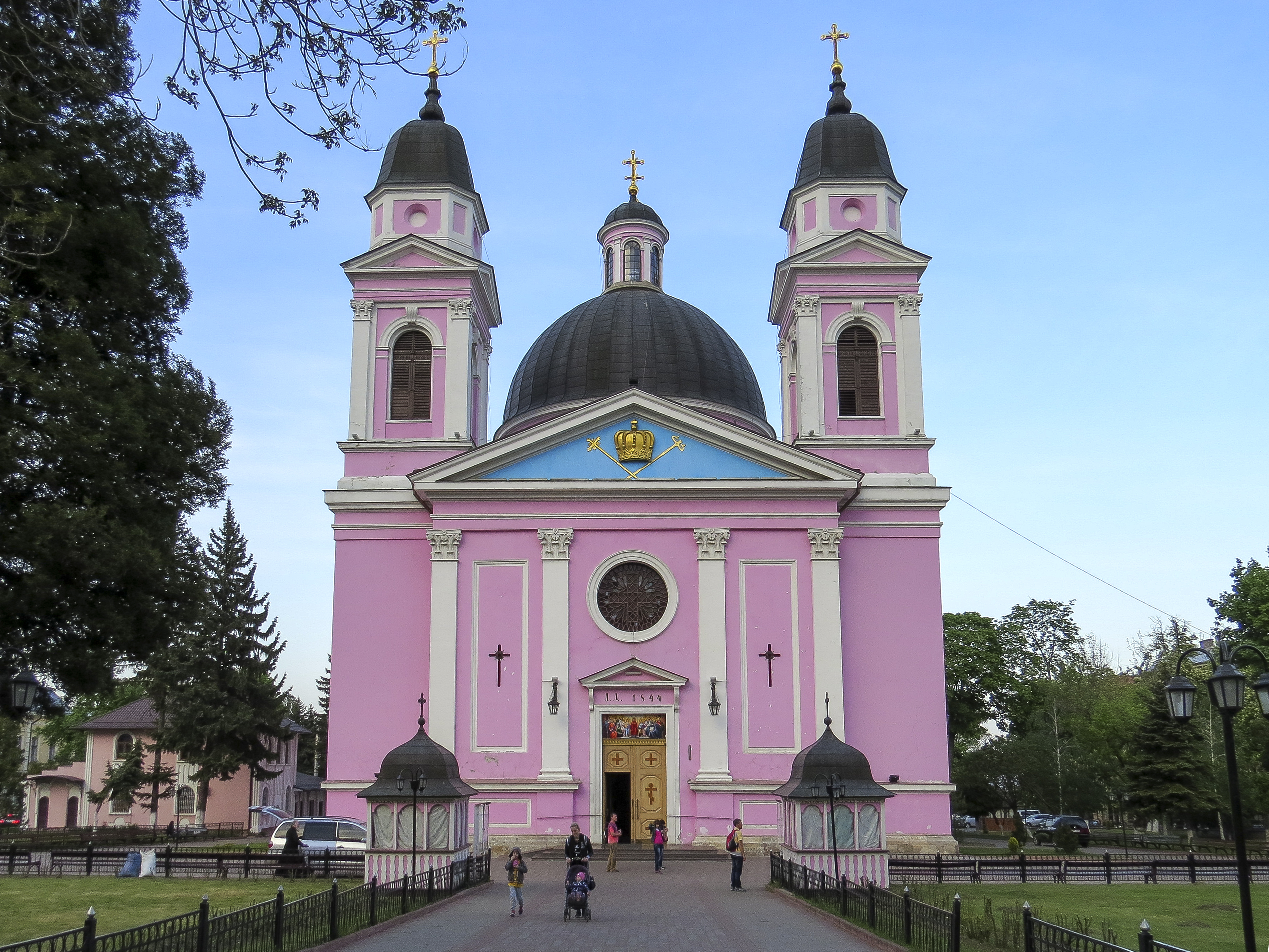
Кафедральний собор Святого Духа
Успенська церква
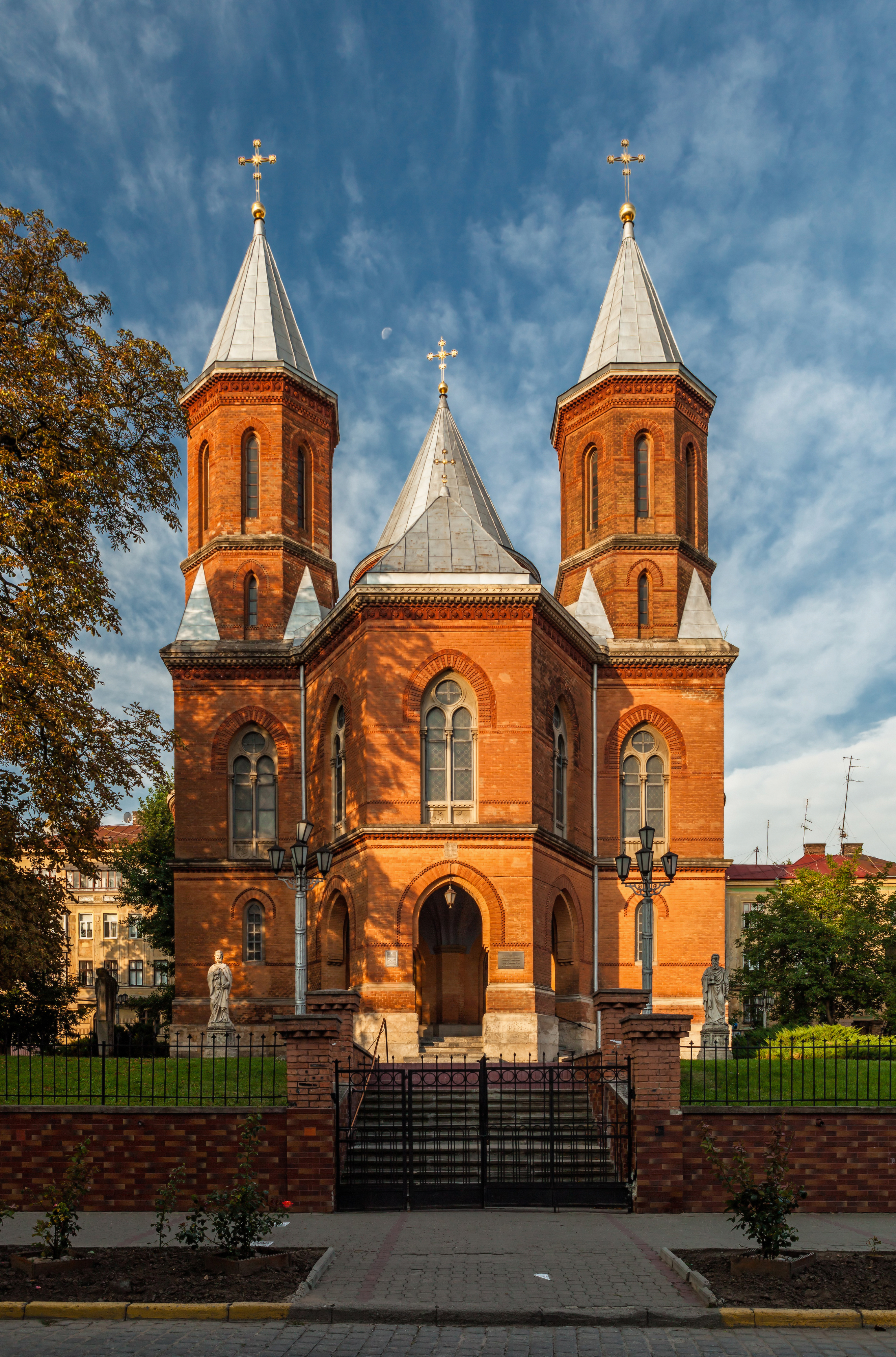
Вірменська церква
Церква Святих апостолів Петра та Павла
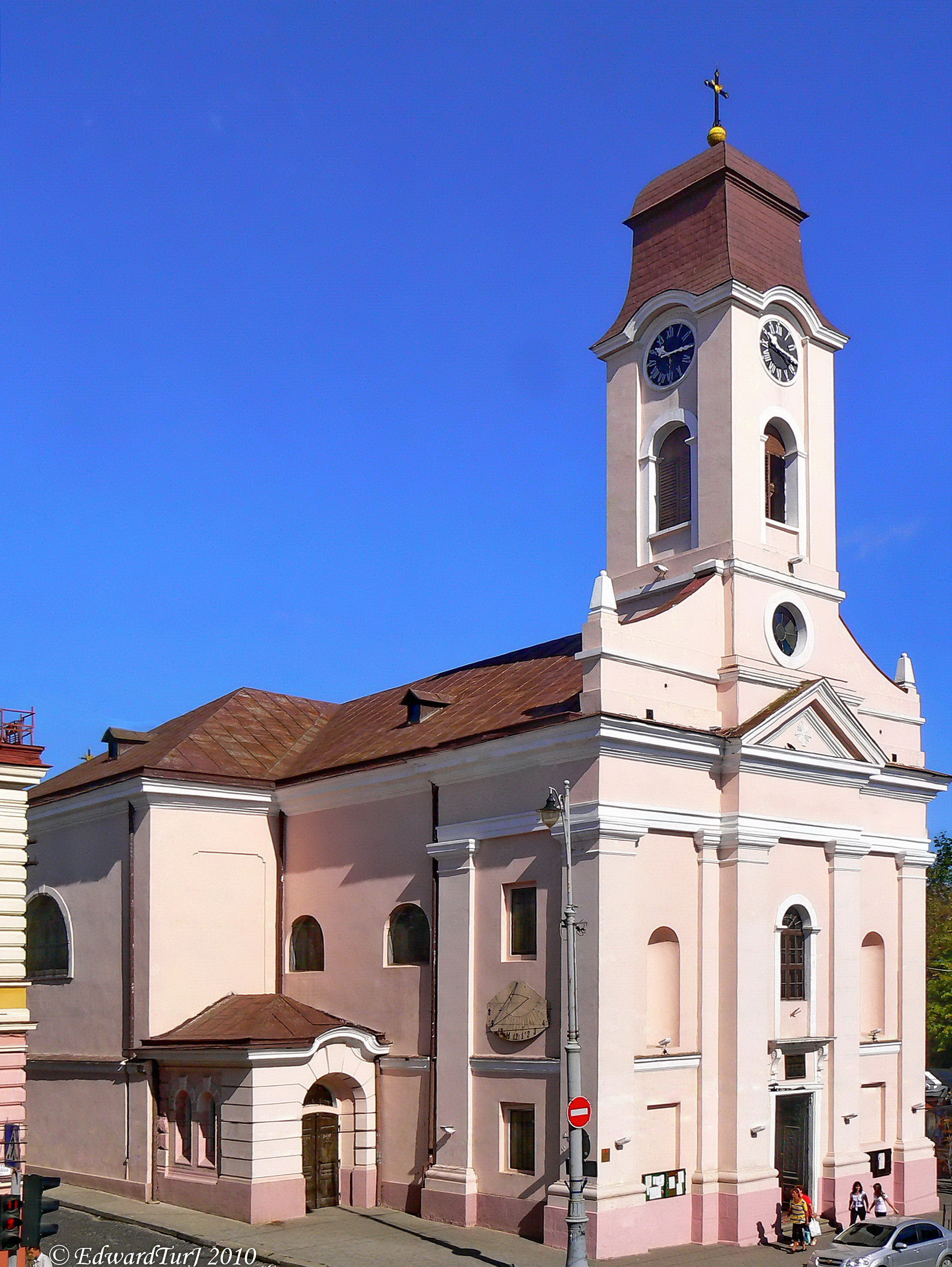
Базиліка Воздвиження Всечесного Хреста
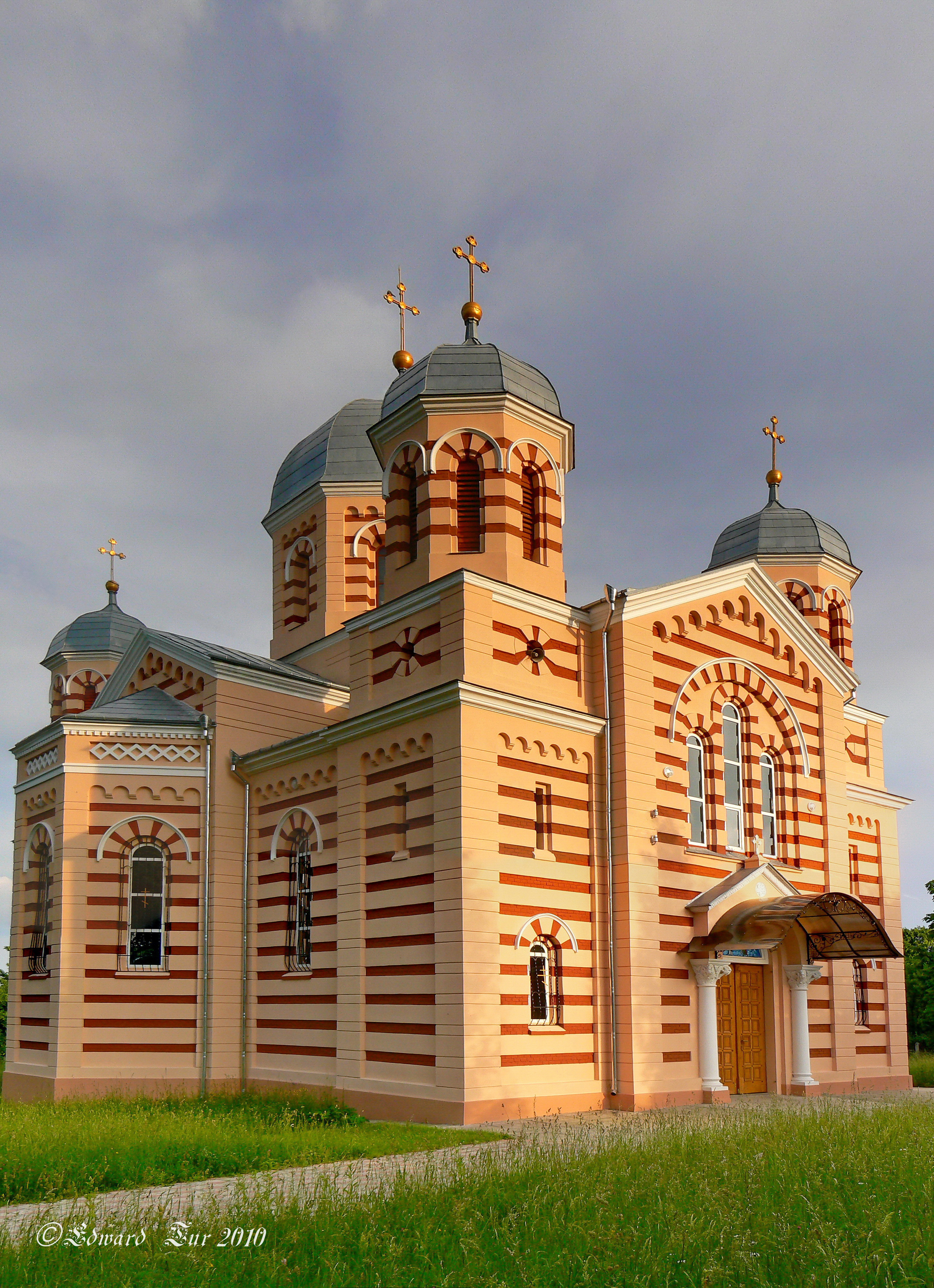
Церква Архангелів Михаїла та Гавриїла
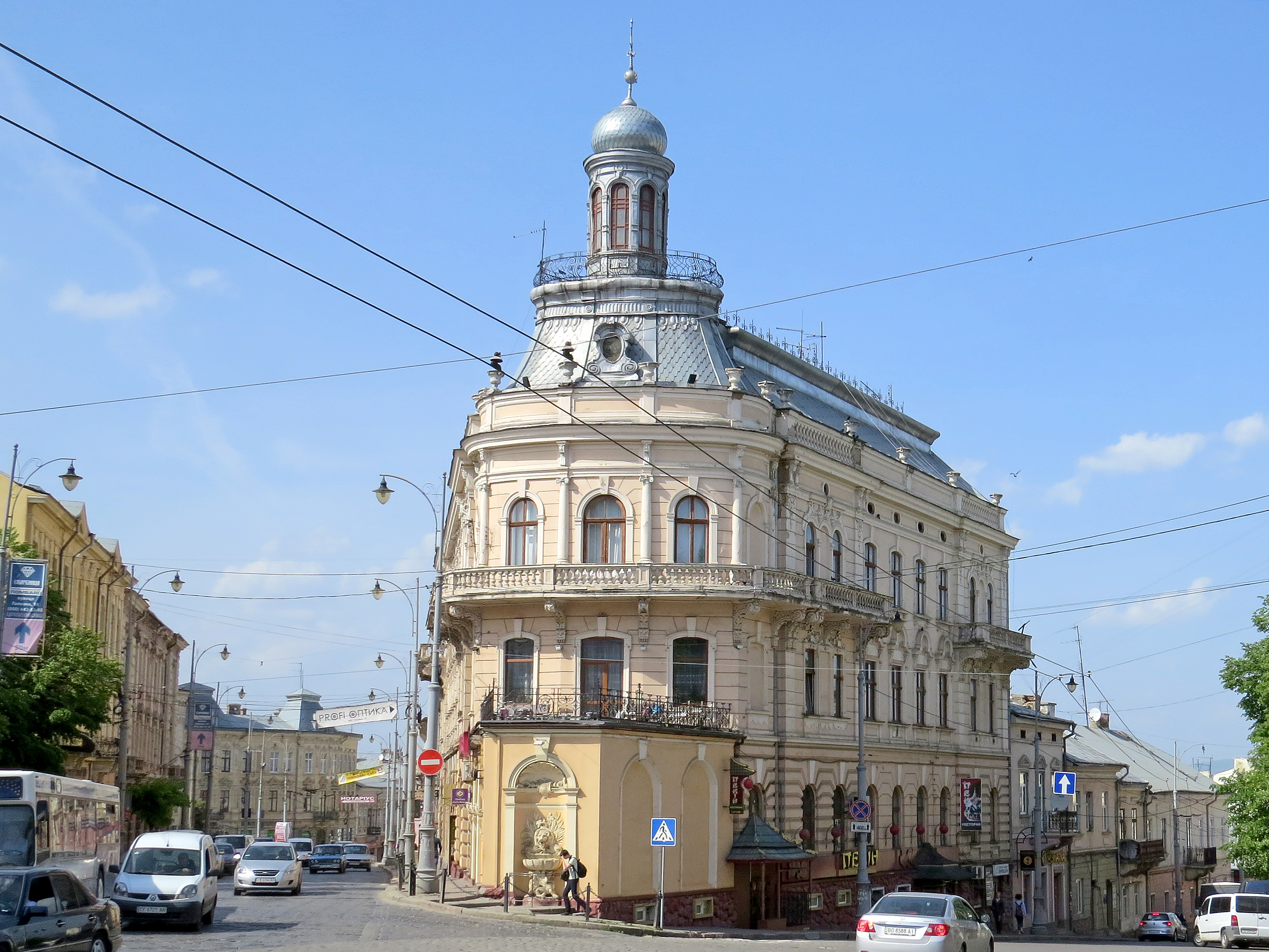
Вулиця Головна, Будинок-корабель
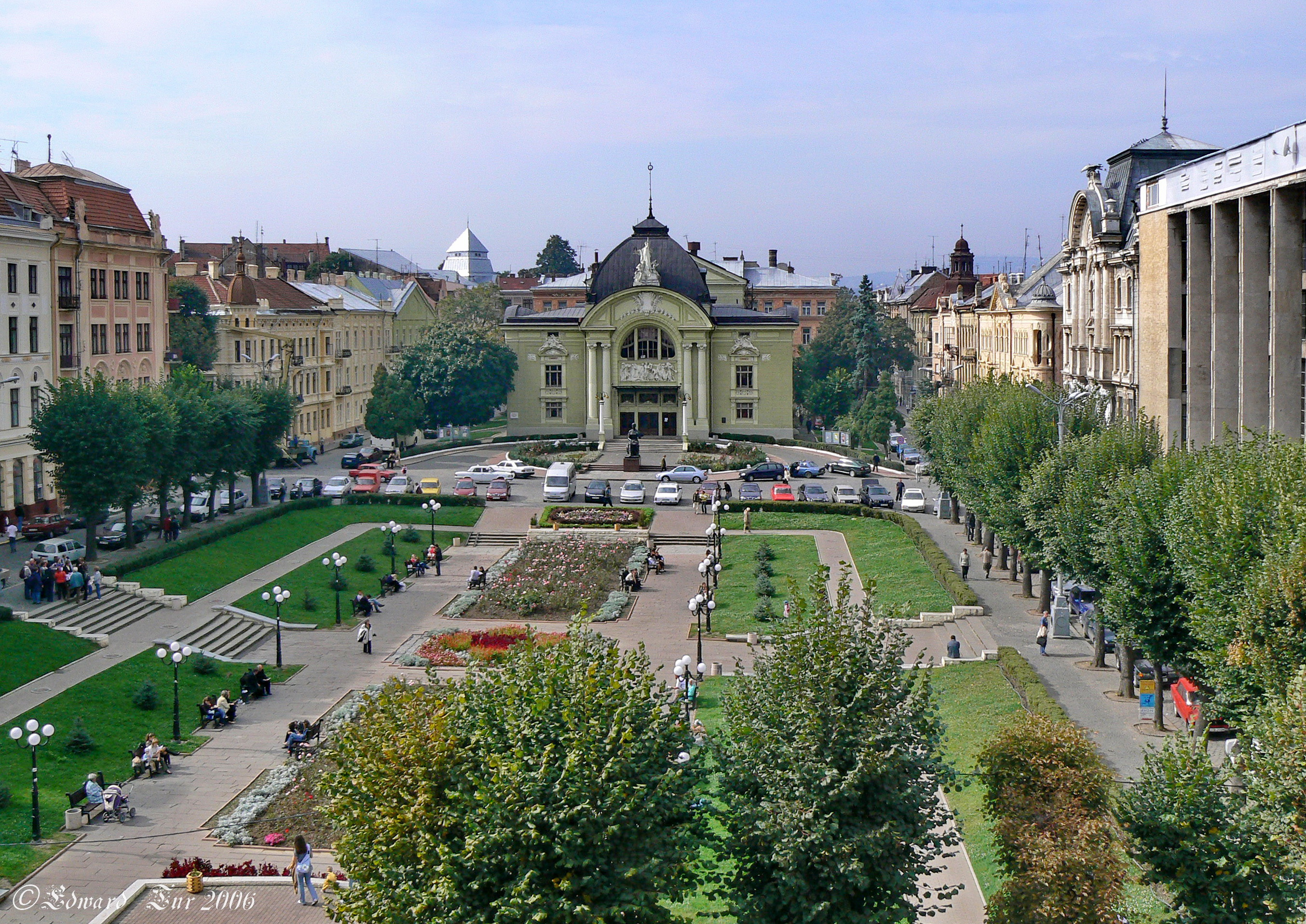
Театральна площа Чернівців
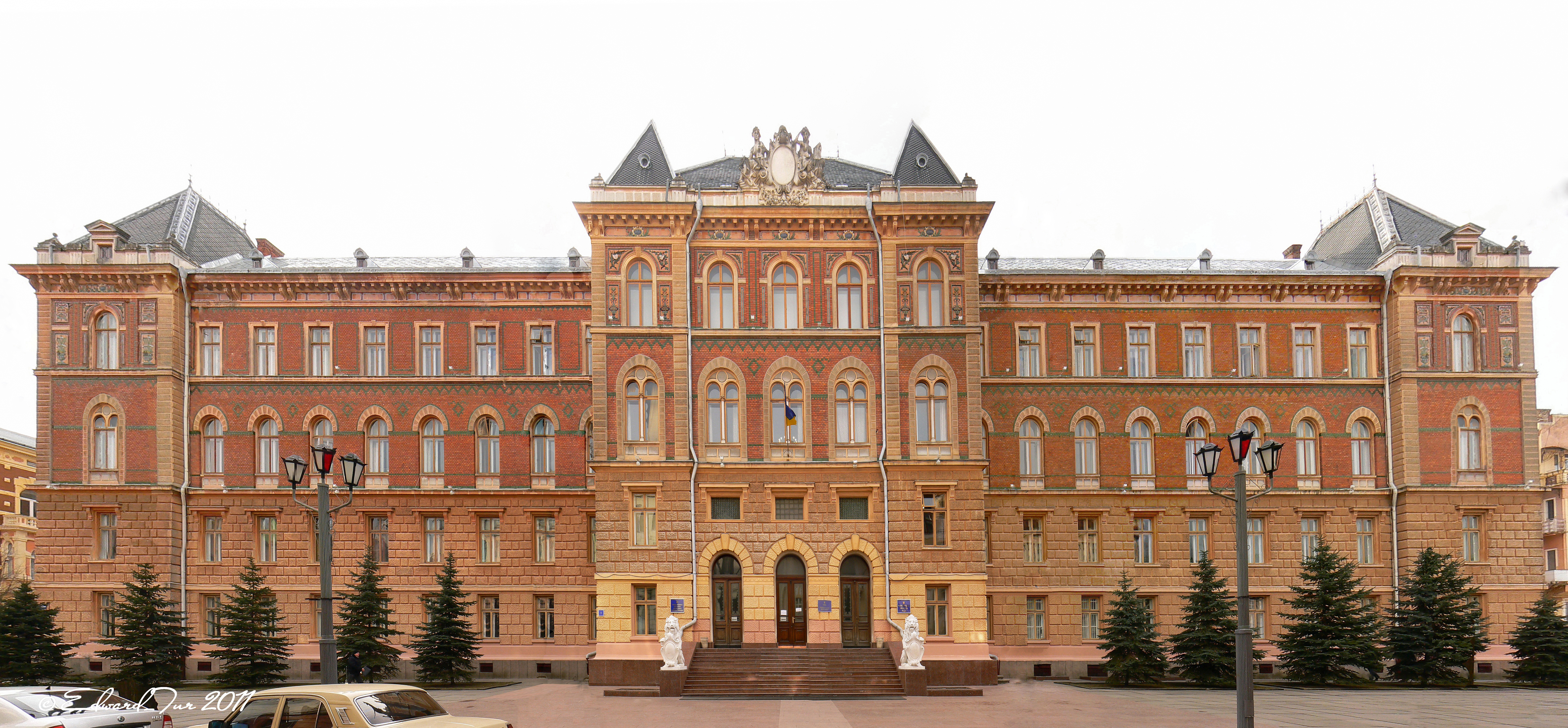
Колишній Палац Юстиції
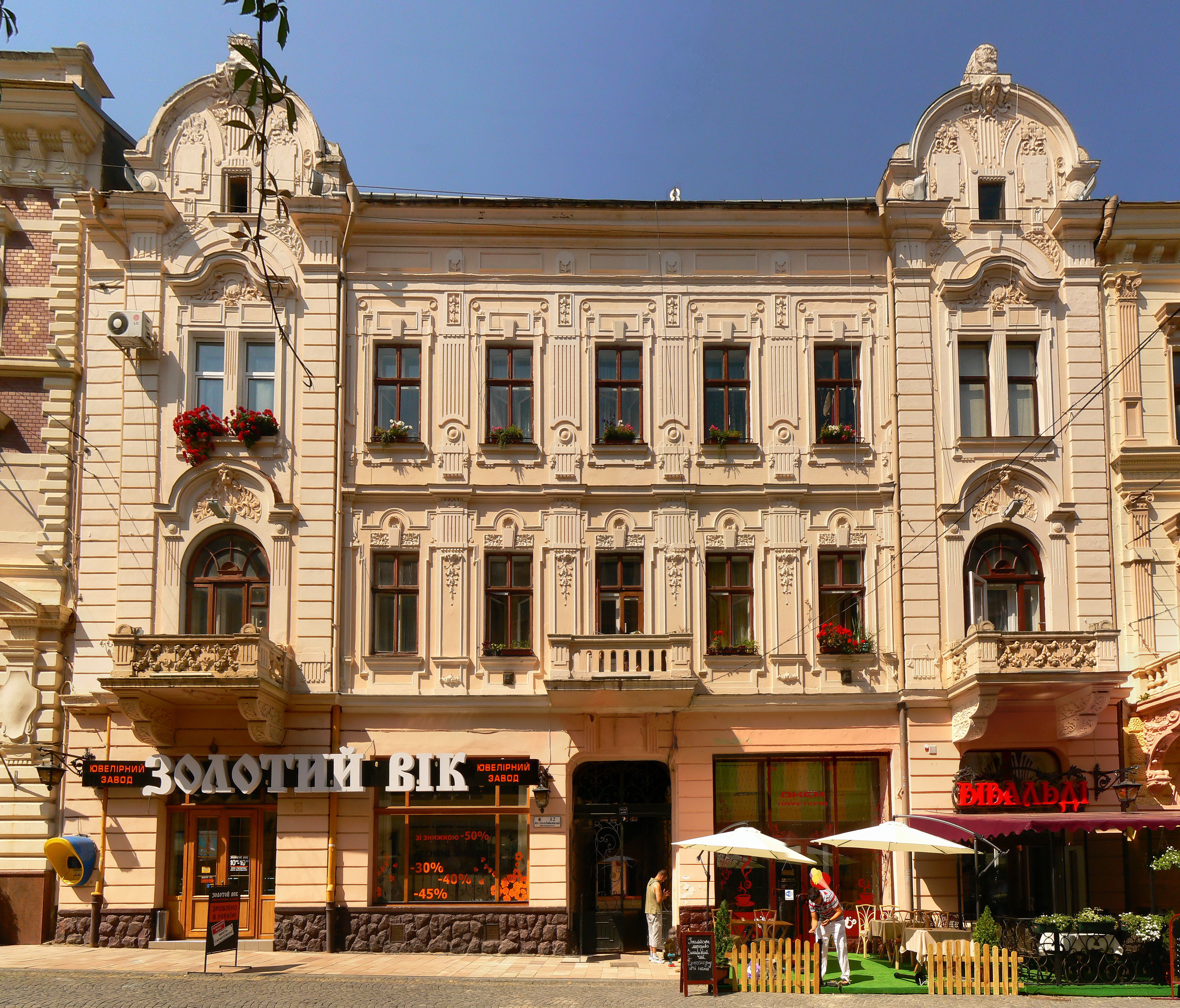
Вулиця Ольги Кобилянської
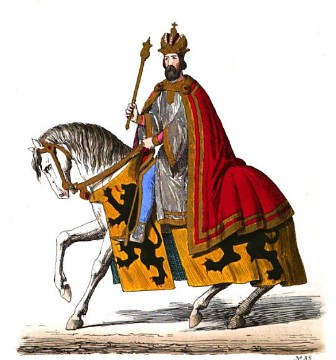
Пам'ятник цісарю Францові Йосифу
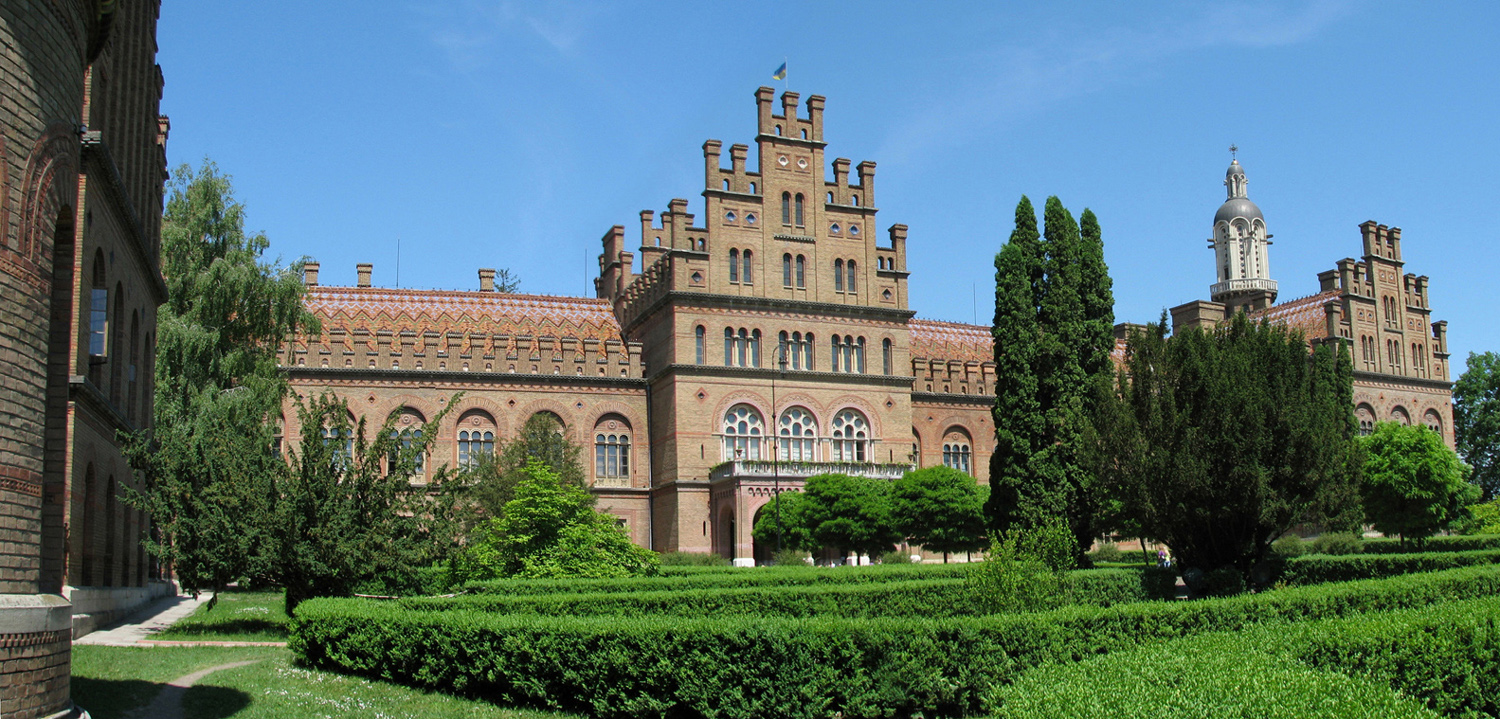
Резиденція Буковинських митрополитів, Головний корпус
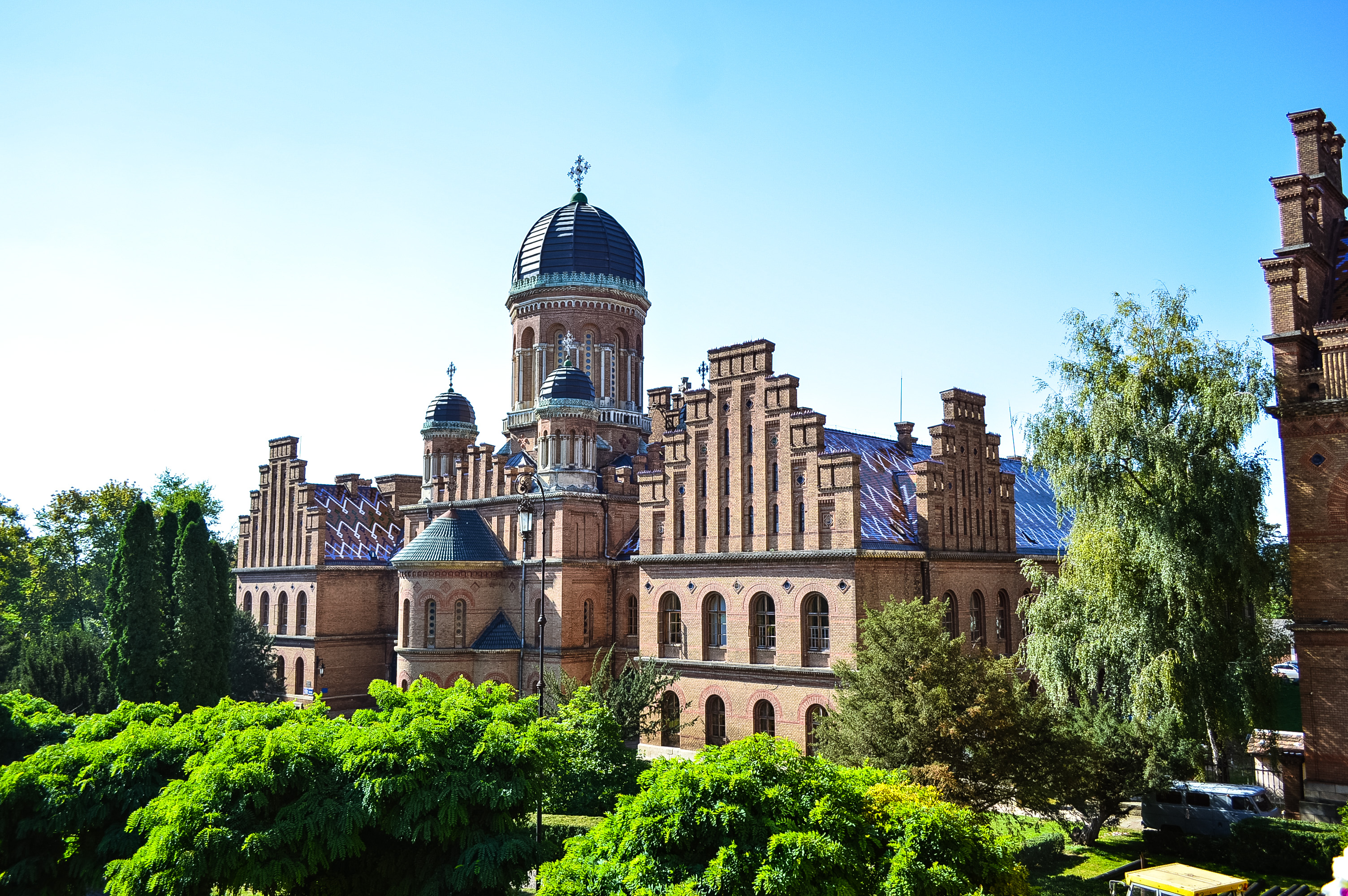
Резиденція Буковинських митрополитів, Пресвітерій
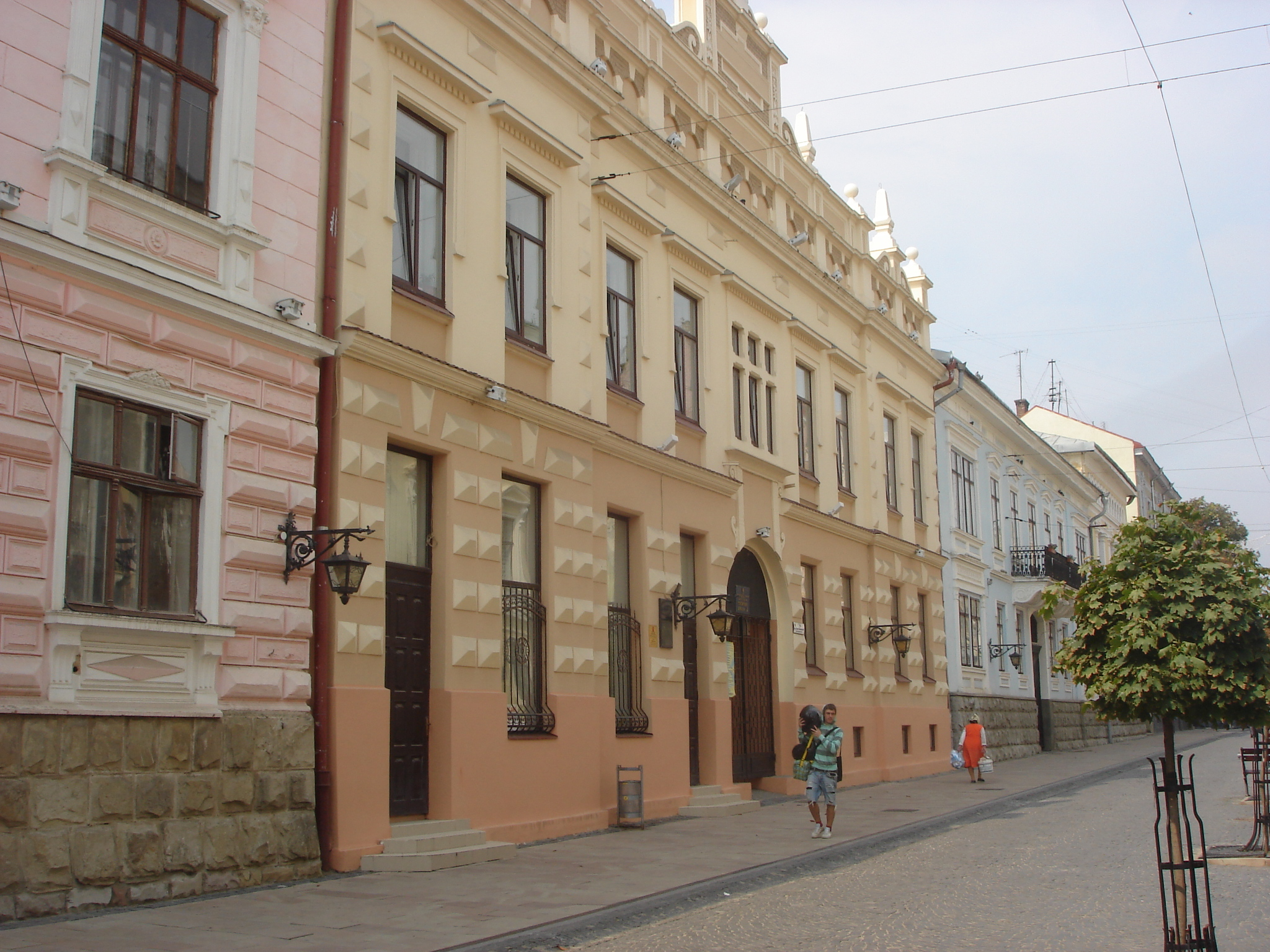
Фотографія Польського Дому
Площа Пресвятої Марії